# Mrtvé dřevo

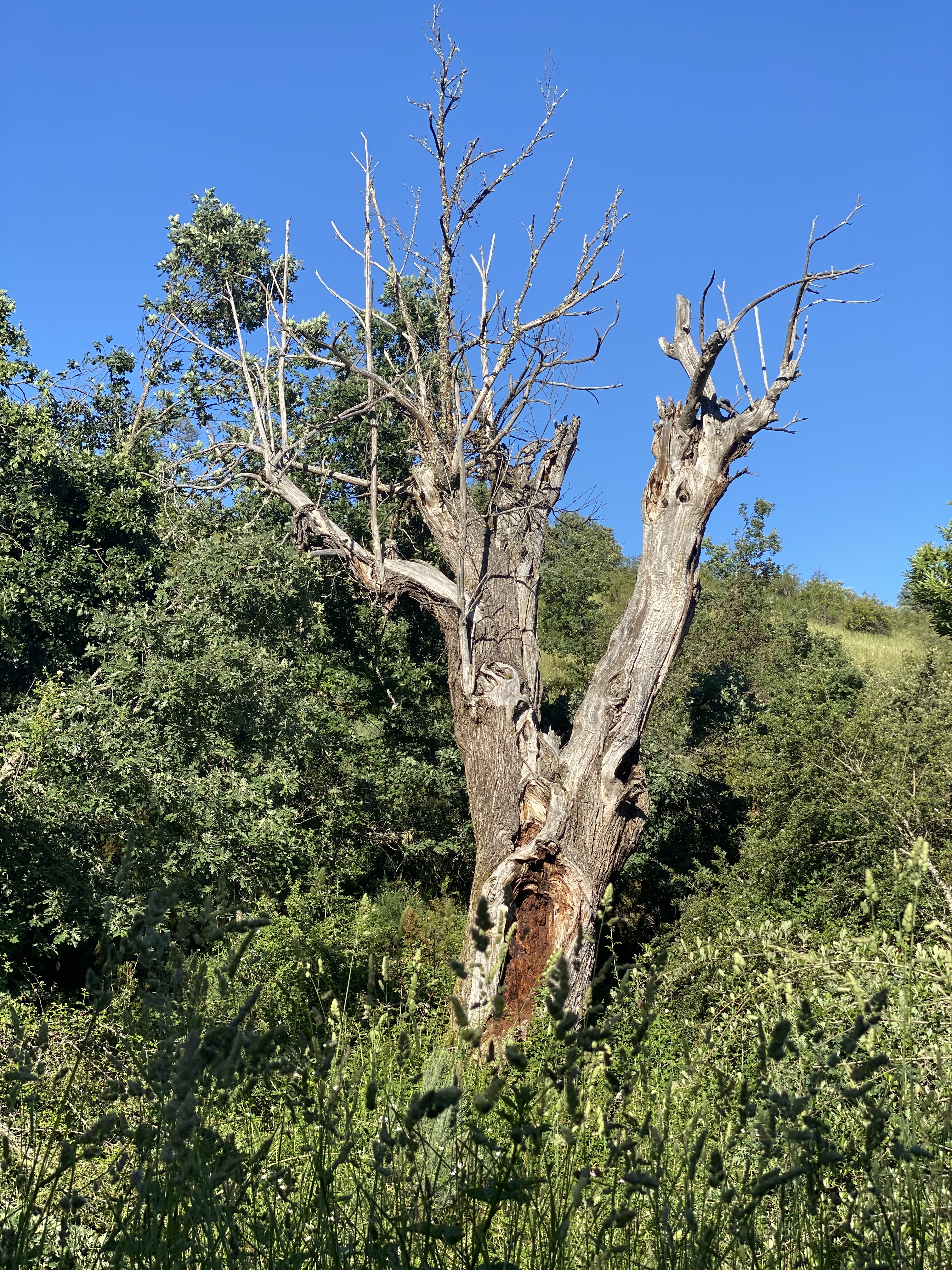
Zdrojem mrtvého dřeva jsou osamělé suché stromy

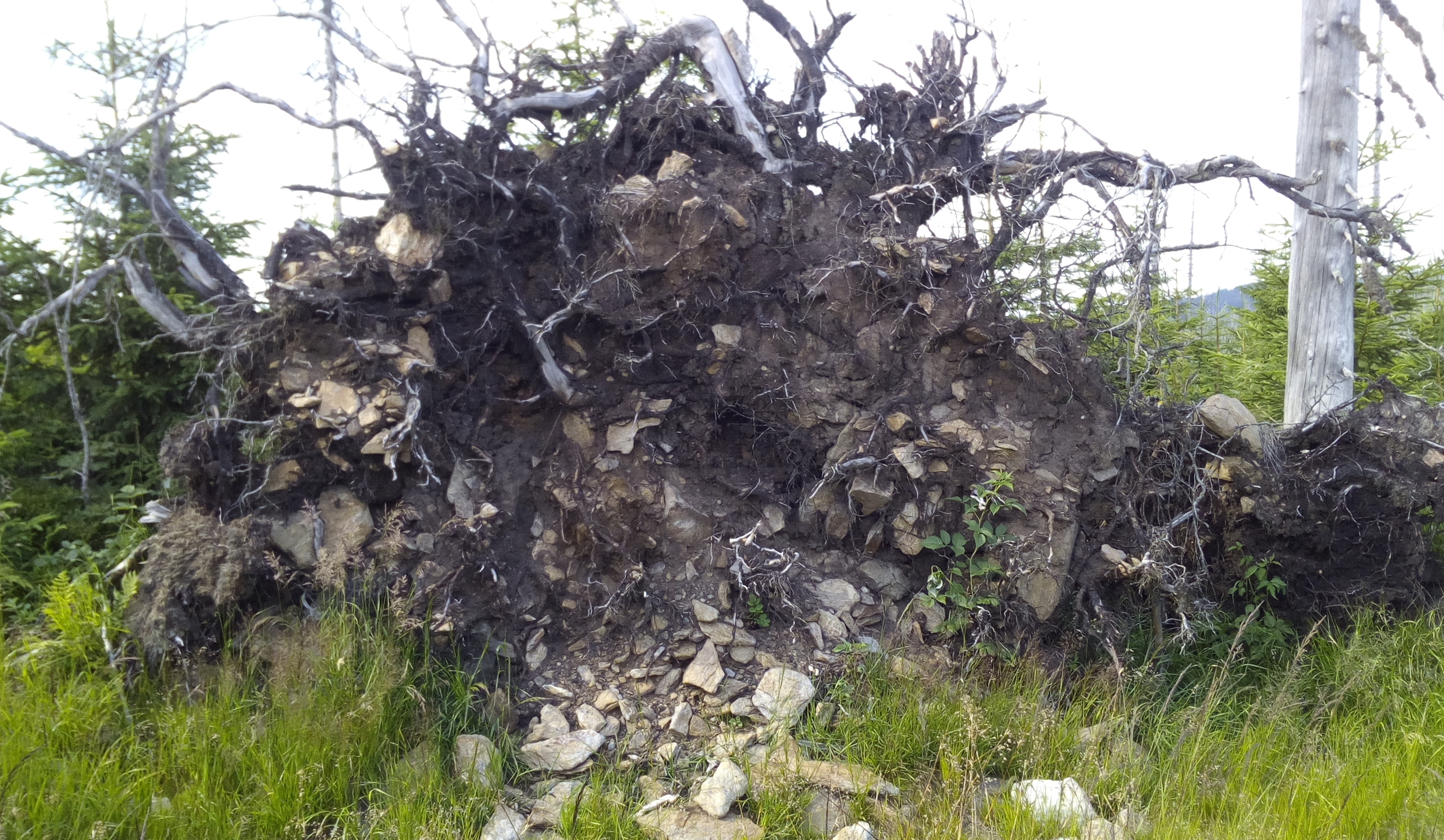
Zdrojem mrtvého dřeva jsou vývraty způsobené vichřicemi

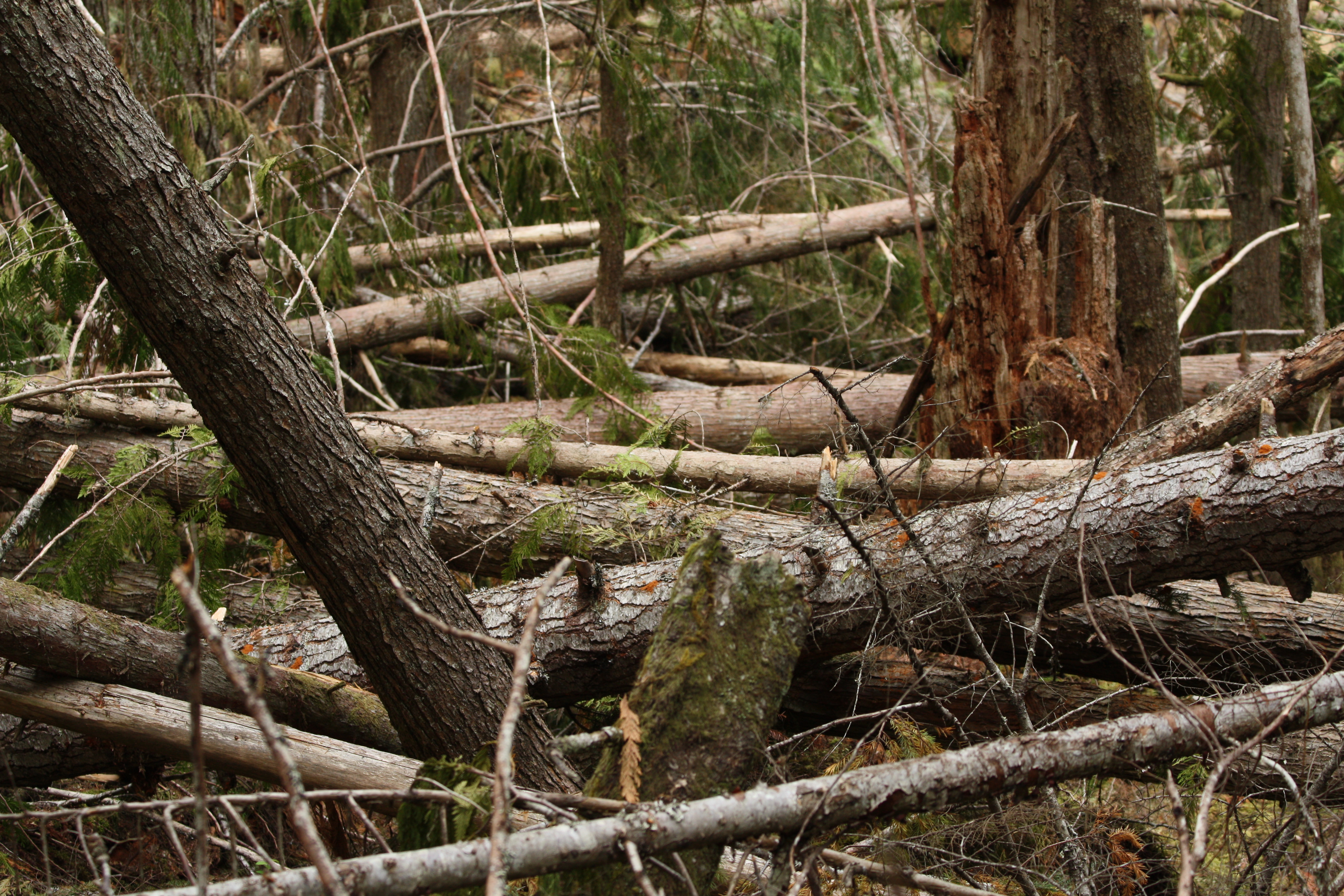
Zdrojem mrtvého dřeva jsou stromy pokácené silným větrem

Mrtvé dřevo (v angličtině Coarse Woody Debris, zkratka CWD; česky hrubé zbytky dřeva nebo hrubý dřevní odpad) je označení pro dřevo nacházející se v nejrůznější fázi rozkladu, a to jak na stromě částečně již mrtvém, kde se kromě živého dřeva vyskytuje i to odumírající, hnijící nebo již zcela zetlelé, tak i na stromě zcela neživém.
Mrtvé dřevo je nepostradatelnou součástí řady ekosystémů, kde plní hned několik úloh. V přírodních procesech hraje nezastupitelnou roli, neboť tlející dřevo zvyšuje druhovou rozmanitost lesních ekosystémů. Mrtvé dřevo má podobu nejrůznějších na zemi ležících větví, starých pařezů a velkých stromů, které se vlivem působení dřevokazných hub pomalu rozkládají, čímž současně poskytují domov řadě vzácných organismů. Je prokázáno, že 30 až 40 % všech organismů žijících v lese závisí na starých stromech a na tlejícím dřevě ve všech jeho formách a že nedostatek nebo úplná absence mrtvého dřeva v lese způsobí vymizení těchto skupin organismů z lesa a následně zapříčiní pokles biologické diverzity v dané lokalitě. Mrtvé dřevo dále váže oxid uhličitý.

## Podrobněji

### Hrubé rozdělení mrtvého dřeva
Nezastupitelnou funkci v přírodě hrají stojící nebo ležící mrtvé stromy různé velikosti a stupně zetlelosti. Kromě jisté estetické funkce odumřelého dřeva ponechaného úmyslně v lese je to především schopnost jímat vodu, poskytovat úkryt některým živočichům, po rozložení vracet do půdy živiny, resp. po částečném rozkladu působit jako půdní substrát.[zdroj?]
Speciální označení platí pro kmeny, které padly do tekoucí nebo stojaté vody, jež jsou v angličtině někdy označovány speciálním termínem Large woody debris (zkratka LWD, česky velký dřevní odpad) Tyto mohou sloužit jako úkryt pro ryby, hnízdní příležitost pro vodní ptactvo nebo pro bobří populaci jako materiál ke stavbě jejich hrází.
Velké dřevní zbytky, jakými jsou klacky, větve, kmeny a další podobné mrtvé dřevo, které padá do potoků a řek, může ovlivňovat proudění a tok vody a posléze modelovat i tvar koryta vodního toku. Některé vodní toky mají méně velkých dřevních zbytků, než by měly, pokud by byly ponechány přírodě, protože je odstraňují správci povodí z protipovodňových a i z estetických důvodů.
Zabývat se tímto typem dřevních zbytků má význam pro lesní hospodářství, protože včasné a důsledné prořezávání lesních porostů podél vodních toků může snížit množství mrtvého dřeva padajícího do potoků či řek. Přítomnost velkých dřevních zbytků je důležitá i pro tvorbu tůní. Přítomnost velkých dřevních zbytků ve vodním toku může způsobit erozi koryta a vymílání terénu kolem mrtvého dřeva či pod ním. Míra vymílání a eroze břehu je závislá na několika faktorech: na poměru průměru mrtvého kmene k hloubce toku; na hloubce zanoření mrtvého kmene do vody a na orientaci kmene, zda je „po proudu“, nebo „napříč proudu“.[zdroj?]
Velké kusy mrtvého dřeva ve vodě zpomalují proudění vody v ohybu potoka nebo řeky a zároveň zrychlují proudění v zúžené oblasti za překážkou, kterou ve vodě vytvářejí.

Mrtvé dřevo ve vodě (ilustrační fotografie)
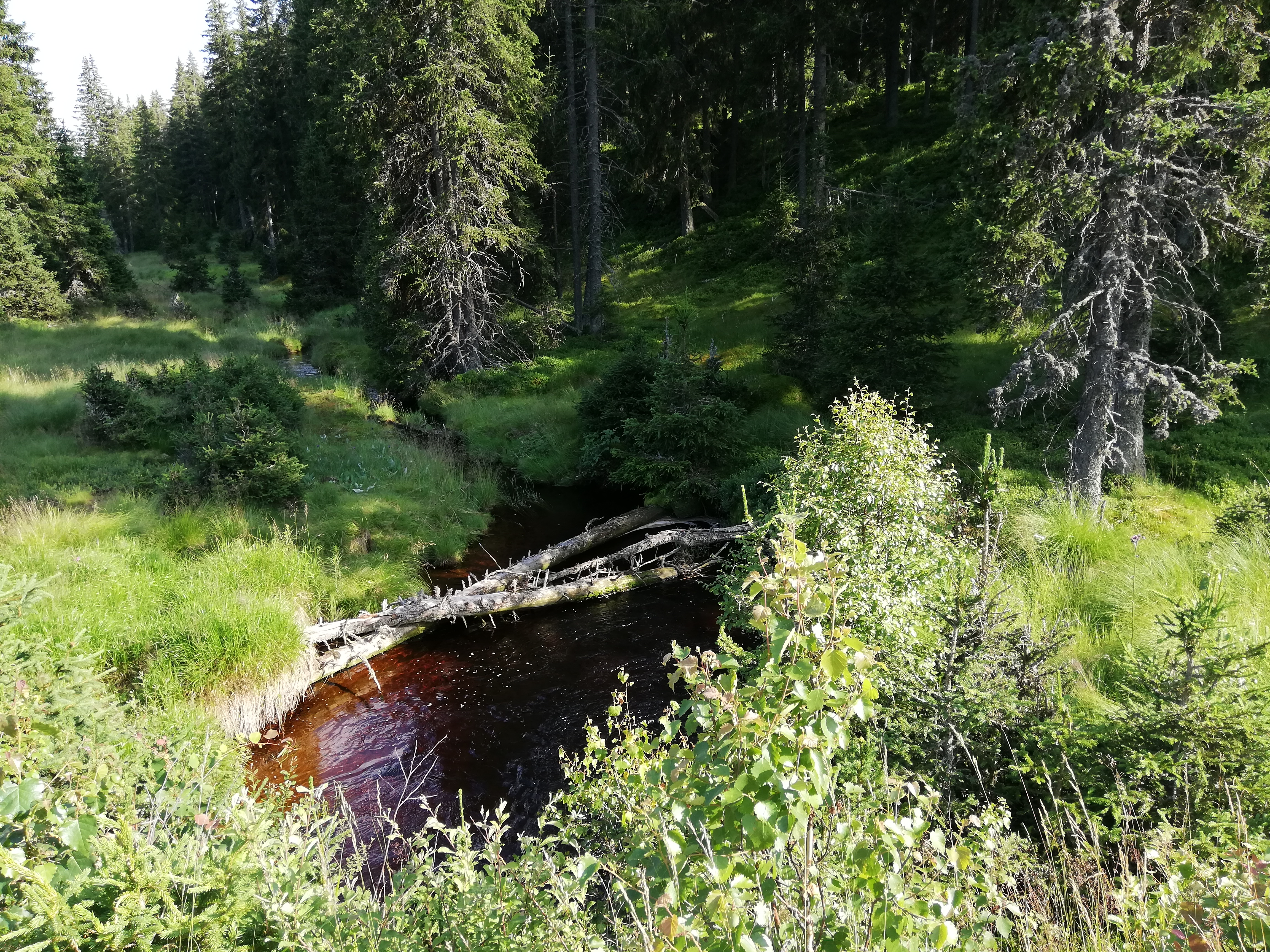
Velké kusy mrtvého dřeva v toku Kvildského potoka v mrazové kotlině poblíž meteorologické stanice Perla na Šumavě
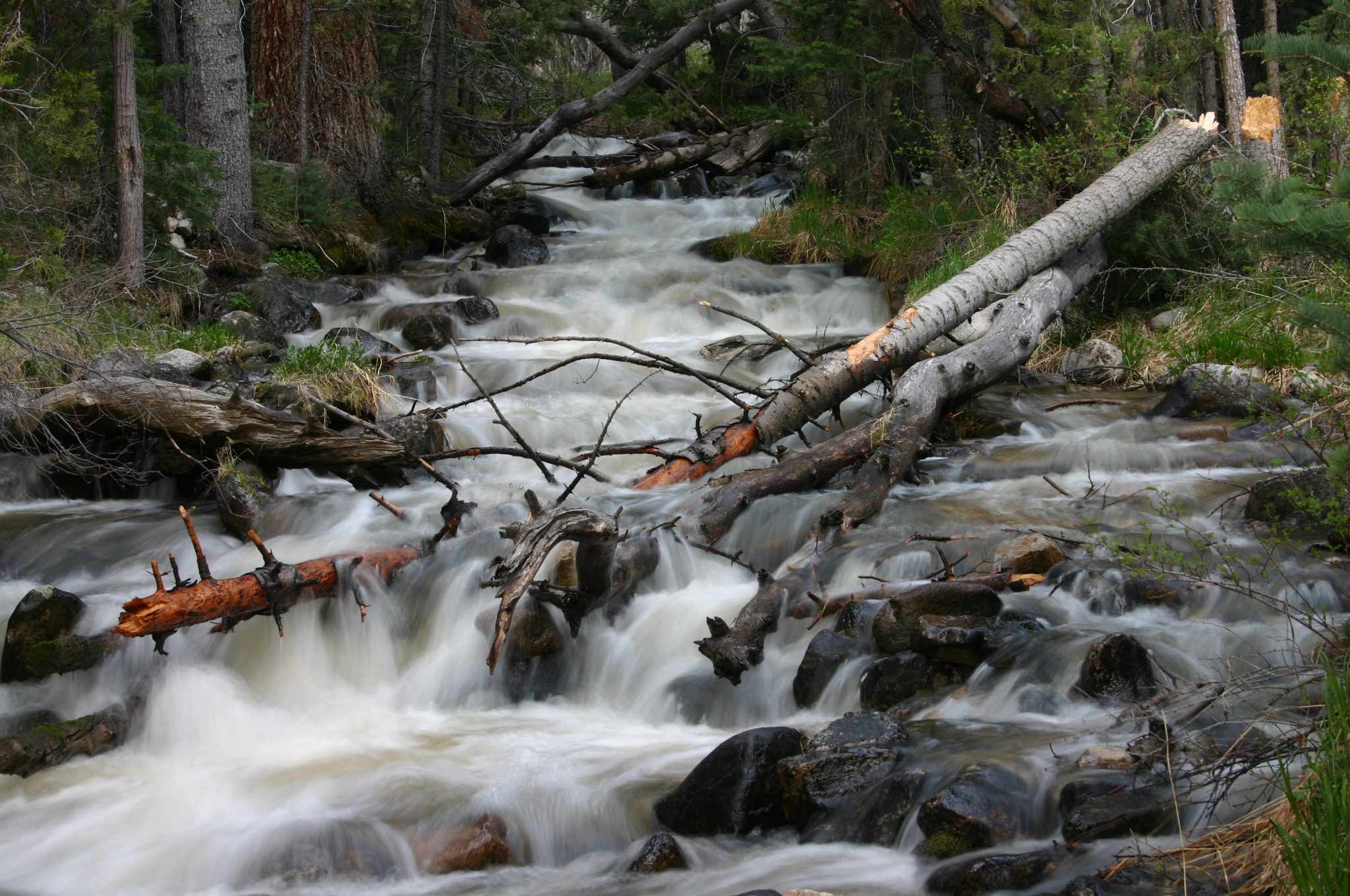
Velké kusy mrtvého dřeva ve vodě pomáhají vytvářet v tocích tůně, které jsou důležitým prostředím pro ryby a další druhy živočichů
Potok „Schwarzer Fluss“, v osadě Oberwald v okrese Grebenhain ve stejnojmenné obci v Hesensku, Německo
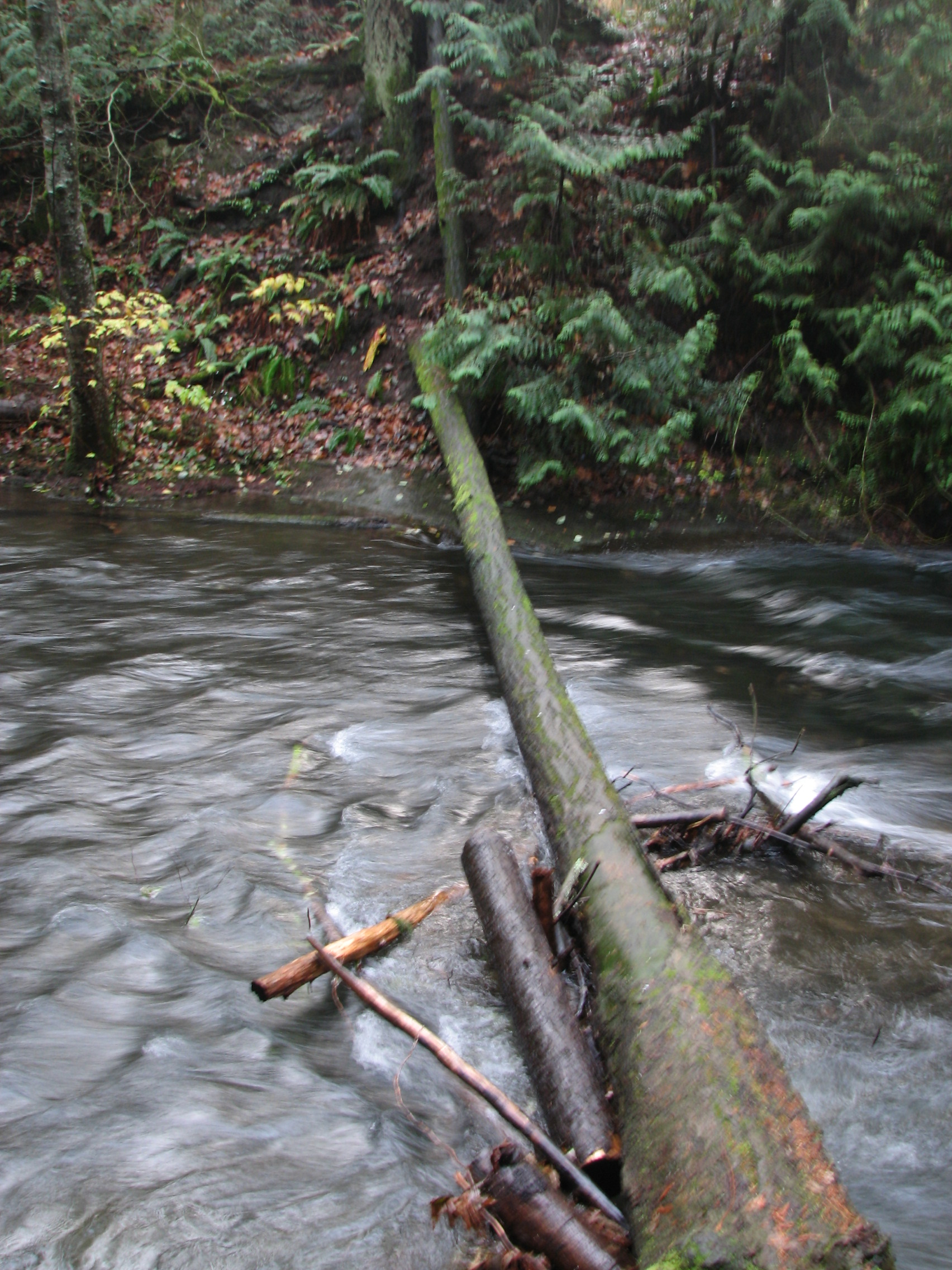
Velké kusy mrtvého dřeva v potoce „Whatcom Creek“ v Bellinghamu, WA

### Vznik a význam mrtvého dřeva
Smrt stromu (nepočítáme-li přímý zásah člověka) je mnohem častěji než napadením primárním škůdcem z hmyzí říše způsobena abiotickými faktory (tedy neživou přírodou), jako je dlouhodobé sucho či podmáčení nebo vyvrácení či zlomení stromu způsobené větrem nebo sněhem.
V poslední fázi svého životního cyklu ztrácejí dřeviny a stromy vitalitu, trouchnivějí, rozpadají se, schnou a umírají. Tento proces probíhá během mnoha sezón a liší se tempem podle druhu dřeviny. Takovýto rozpadající se kmen po celou dobu svého zániku vytváří biotop hostující různé živé organismy (houby, hlenky, mechorosty, lišejníky, brouky a další hmyz, roztoče a hlísty). Jedná se o saproxylické druhy organizmů, které jsou v některé fázi svého vývoje na mrtvém dřevě přímo závislé, samy se podílejí na jeho další degradaci a proces rozkladu svým způsobem urychlují.
Ideální situace nastává, pokud strom odžije celý životní cyklus až do úplného rozpadu na jednom místě. Kromě toho, že v průběhu rozkladu poskytne útočiště specifickým organismům, v místě svého zániku bude zdrojem přírodního hnojiva a v době sucha i určitým zásobníkem vody.
Staré mohutné odumírající stromy s množstvím prasklin, dutin a skulin pod kůrou a spoustou mikrostanovišť pro hniloby kmene jsou těmi nejcennějšími biotopy. Když se takové mrtvé dřevo po určitém čase definitivně rozpadne, musí se jeho „obyvatelé“ přestěhovat do jiného „podnájmu“. Kontinuita života je zachována, pokud se jeho „obyvatelé“ mohou přestěhovat jinam – například do nedalekého stromu jiného stáří a v jiné fázi rozpadu. Nutnost a praktičnost existence vícera „mrtvých stromů“ na jednotlivých lokalitách je zřejmá. Pokud v lokalitě chybí mrtvé dřevo, které by tam vzniklo přirozeným procesem, je možno „obyvatelům“ nabídnout „podnájem“ v přivezeném ležícím kmeni nebo tam dopraveném vysokém pařezu.
Při obnově sadů a příměstských lesoparků je snaha staré kmeny chránit a zachovávat, vybrané ponechat stárnout a trouchnivět na svých místech, neboť nejcennější je mrtvé dřevo, které degraduje přirozenou cestou. Cenné jsou i vývraty v těchto lokalitách a též skupinky dožívajících stromů na krajích obnovovaných ploch. I z tohoto pravidla existuje výjimka: některé umírající stromy (například smrky s čerstvým a zavadajícím lýkem) je potřeba naopak odstraňovat důsledně a včas, a to například v souvislosti s kůrovcovou kalamitou.

### Funkce mrtvého dřeva: pohlcování vody
Prohnilá kláda dokáže pojmout dokonce více vody, než původně suchá sama vážila. Vícečetný výskyt takovýchto klád v lese může výrazně přispět k oslabení zamokření terénu v případě lokální povodně či během jarního tání sněhové pokrývky Takto vodou nasáklá kláda může následně v případě sucha zásobovat svoje okolí vodou, což je patrné i v lesích s dostatkem padlého mrtvého dřeva, kde se vyskytuje obvykle mnohem bujnější vegetace.

### Funkce mrtvého dřeva: vytváření substrátu
Tlející biomasa mrtvého dřeva vytváří bohatý substrát pro stromy, houby i ostatní rostliny. V cyklické obnově lesa vrací půdě důležité živiny, které jí byly dřevinami při jejich růstu odčerpány. Substrát z mrtvého dřeva je vhodný pro klíčení a odrůstání semenáčků mnoha dřevin. Zároveň tak vznikají mikrostanoviště pro zmlazování vlastního druhu, čímž si tyto dřeviny pomáhají udržet druhovou dominantní pozici v rostlinném společenstvu.
Samotná přítomnost dostatečného množství mrtvého dřeva může být existenčně nutná pro růst stromů v některých typech lesa. Optimální podmínky pro vyklíčení semen a další růst semenáčků často panují právě na povrchu tlejícího dřeva. Velká schopnost tlejícího dřeva pohlcovat a udržovat vodu je v období sucha cennou devizou pro poskytování dostatku vláhy semenáčkům. Výživa semenáčků je navíc podpořena vysokým podílem minerálních živin obsaženým v mrtvém tlejícím dřevu. Postup vzniku tlejícího dřeva ze starého stromu v lese je dlouhodobý proces odbývající se v řádu desítek let. Rozklad dřeva probíhá pomalu za působení různých druhů hub, bakterií a dalších organismů. Během té doby se zcela změní chemické a fyzikální vlastnosti kdysi živé dřevní hmoty a přemění se v konečné fázi na blahodárný substrát.

### Funkce mrtvého dřeva: podpora života
Na mrtvém dřevě jsou závislé nejen lišejníky a houby, ale je na něm závislá i celá řada živočichů, neboť jim tato hmota poskytuje jak životní prostor, tak i úkryt a zdroj potravy. To platí především pro plazy, obojživelníky, ptáky, netopýry a další savce a i pro arborikolní hmyz. Mrtvé dřevo poskytuje biotop pro mnoho druhů různých živočichů, bakterií, hub, lišejníků a nižších i vyšších rostlin. Mrtvé stromy tak slouží především bezobratlým, zejména pak řadě hmyzích druhů.

### Hniloby
Houbové hniloby se dělí podle barvy dřeva, kterou má dřevo v konečné fázi. Červenou hnilobu způsobují houby rozkládají celulózní složku dřeva – sem patří například sírovec žlutooranžový (Laetiporus sulphureus). Bílou hnilobu způsobují lignivorní houby, které rozkládají vedle celulózy i lignin – sem patří například choroš šupinatý (Polyporus squamosus). Houbové hniloby lze dělit také podle postupu šíření v napadeném dřevě. Bělová hniloba se šíří směrem od bělové části k jádru – sem patří například pevník krvavějící (Stereum sanguinolentum). Jádrová hniloba se šíří hlavně směrem z jádrového dřeva k bělové části a je častou příčinou vzniku stromových dutin – sem patří například rezavec datlí (Inonotus nidus-pici).

Hniloby (ilustrační fotografie)
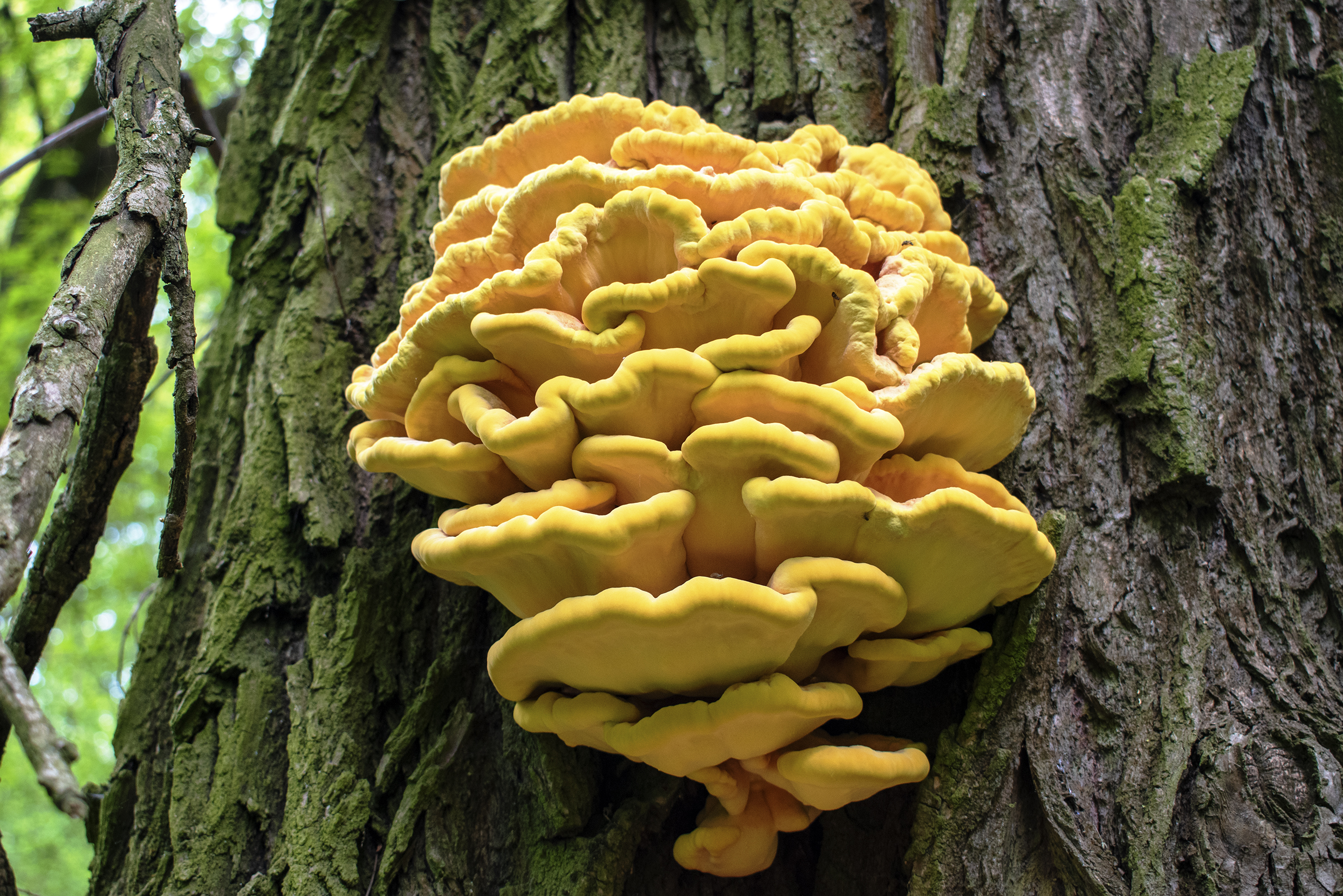
Sírovec žlutooranžový (Laetiporus sulphureus)
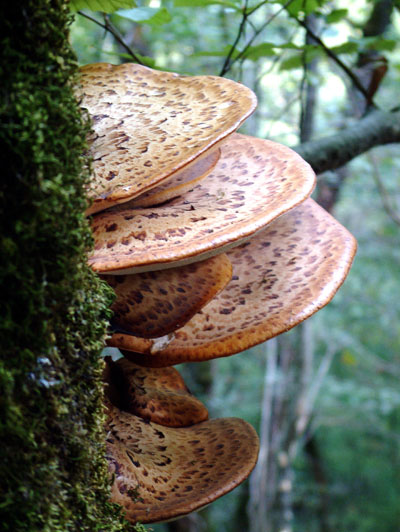
Choroš šupinatý (Polyporus squamosus)
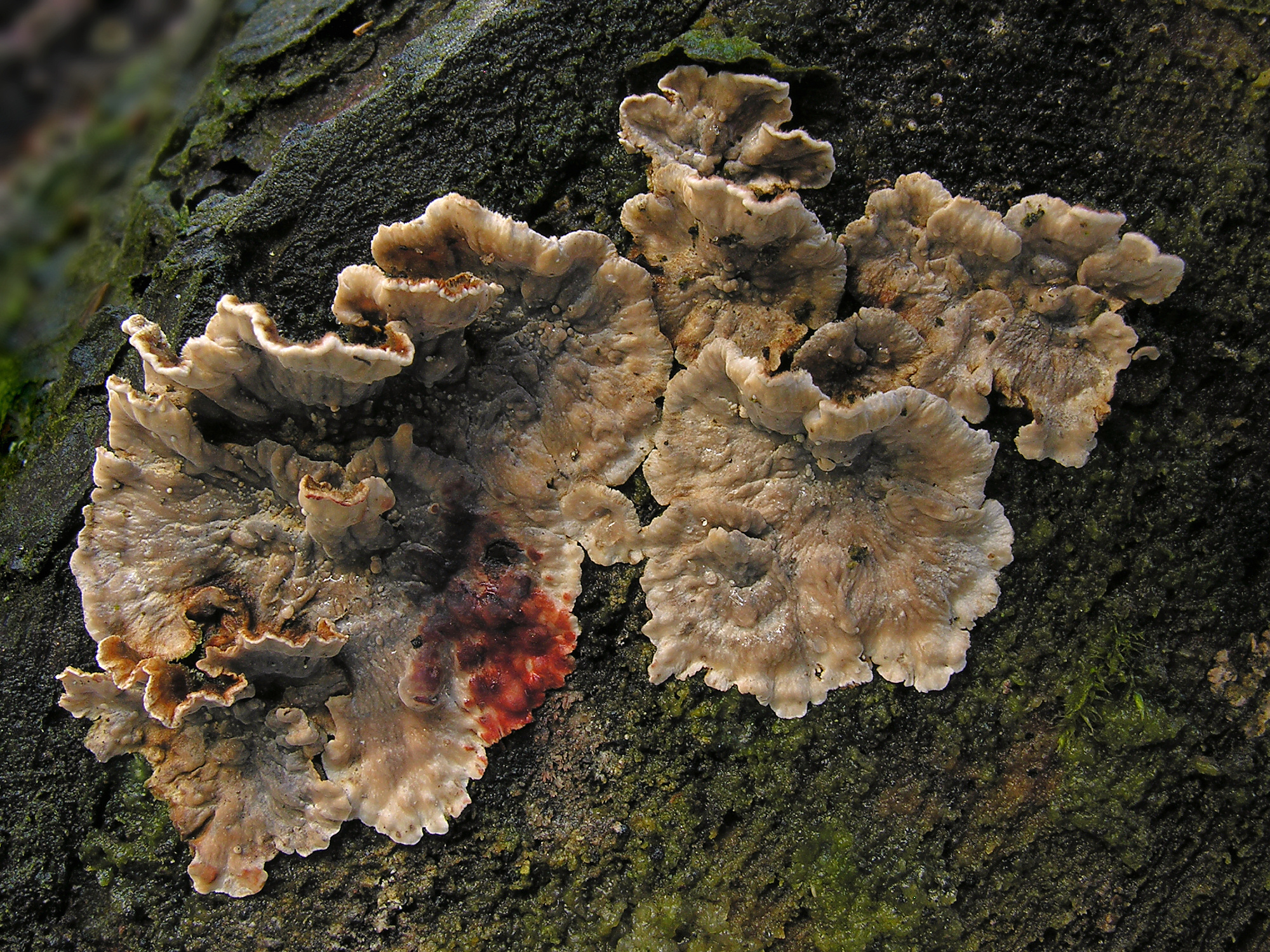
Pevník krvavějící (Stereum sanguinolentum)

### Mechorosty
Na tlejícím dřevu, kmenech, pařezech či trouchnivém dřevu v různém stupni rozkladu lze nalézt různé druhy a společenstva mechorostů. Jedná se například o čtyřzoubek průzračný (Tetraphis pellucida), plevinku plazivou (Lepidozia reptans), křepenku dvoulaločnou (Cephalozia bicuspidata), kornici slezskou (Herzogiella seligeri), křehutku různolistou (Chiloscyphus profundus), baňatku draslavou (Brachythecium salebrosum), lesklec (Plagiothecium sp. div.) a rokyt cypřišovitý (Hypnum cupressiforme).

Mechorosty (ilustrační fotografie)
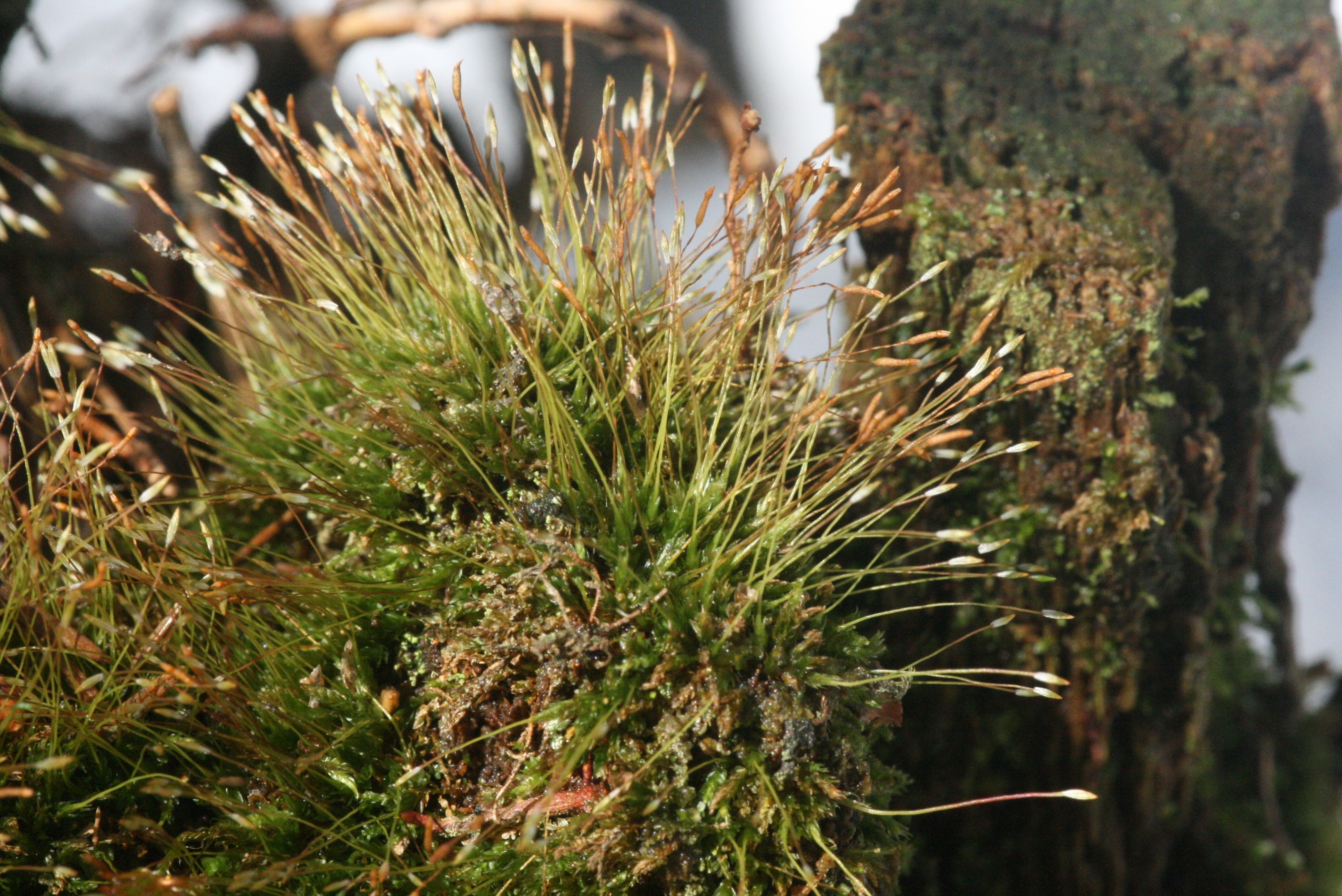
Čtyřzoubek průzračný (Tetraphis pellucida)
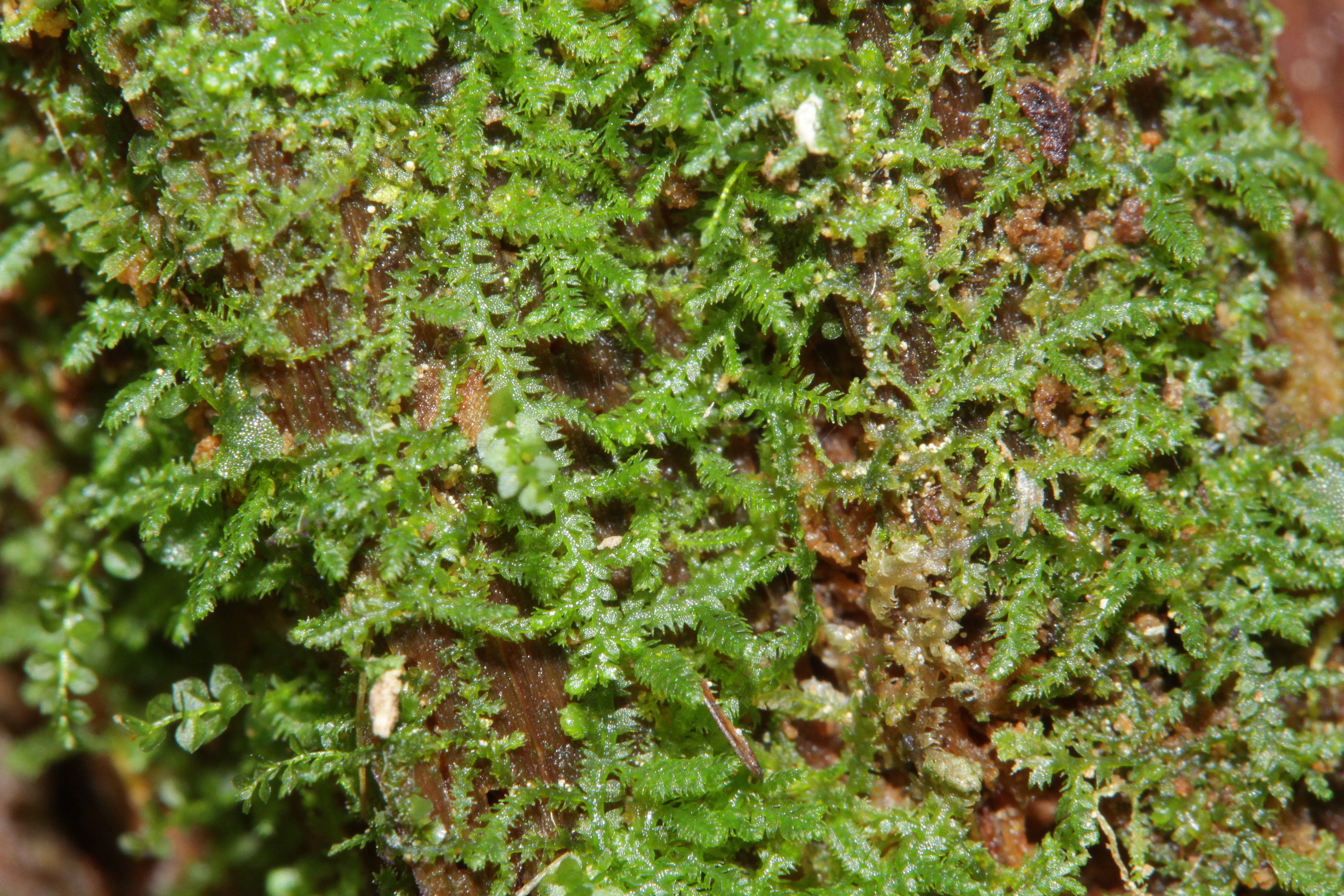
Plevinka plazivá (Lepidozia reptans)
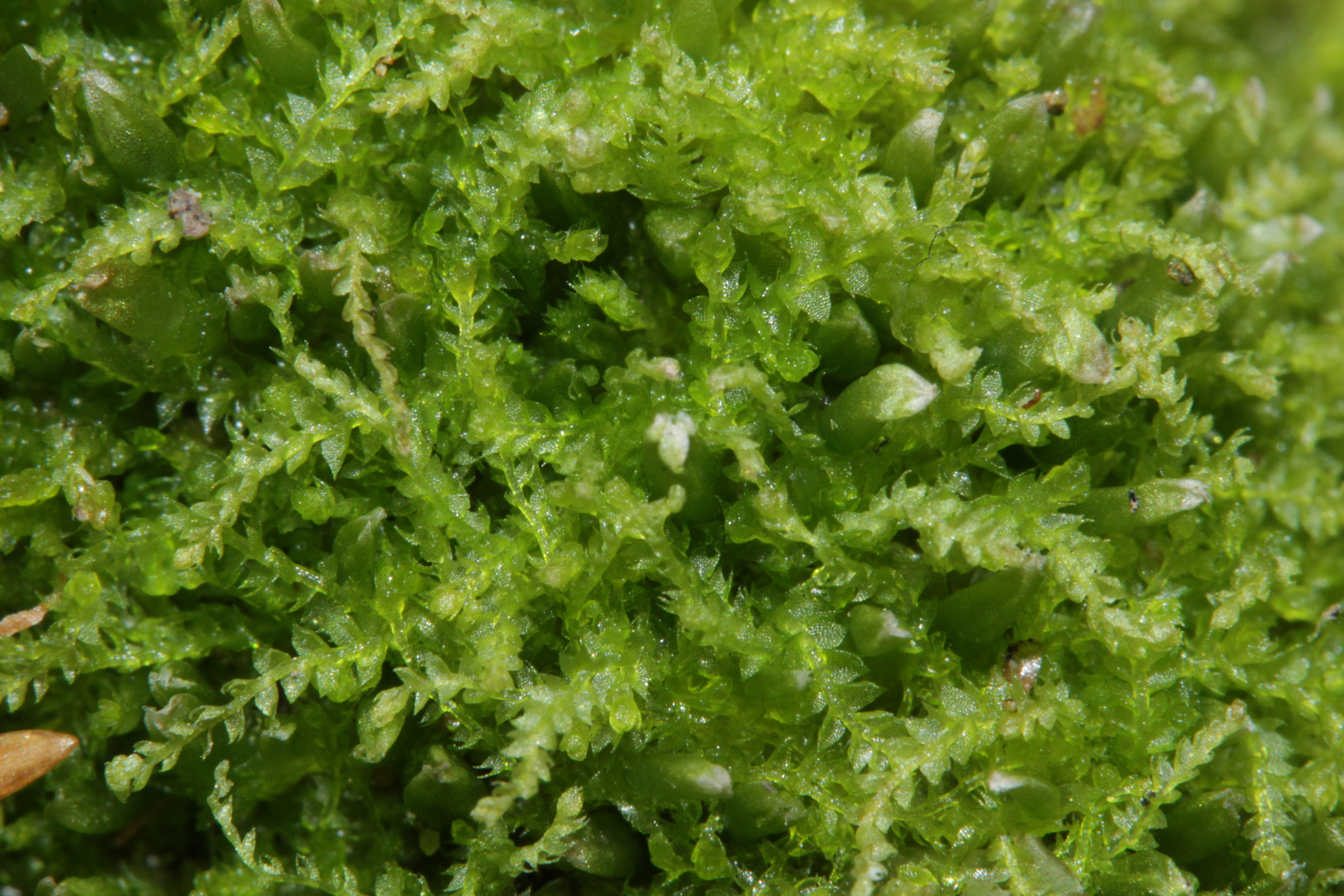
Křepenka dvoulaločná (Cephalozia bicuspidata)
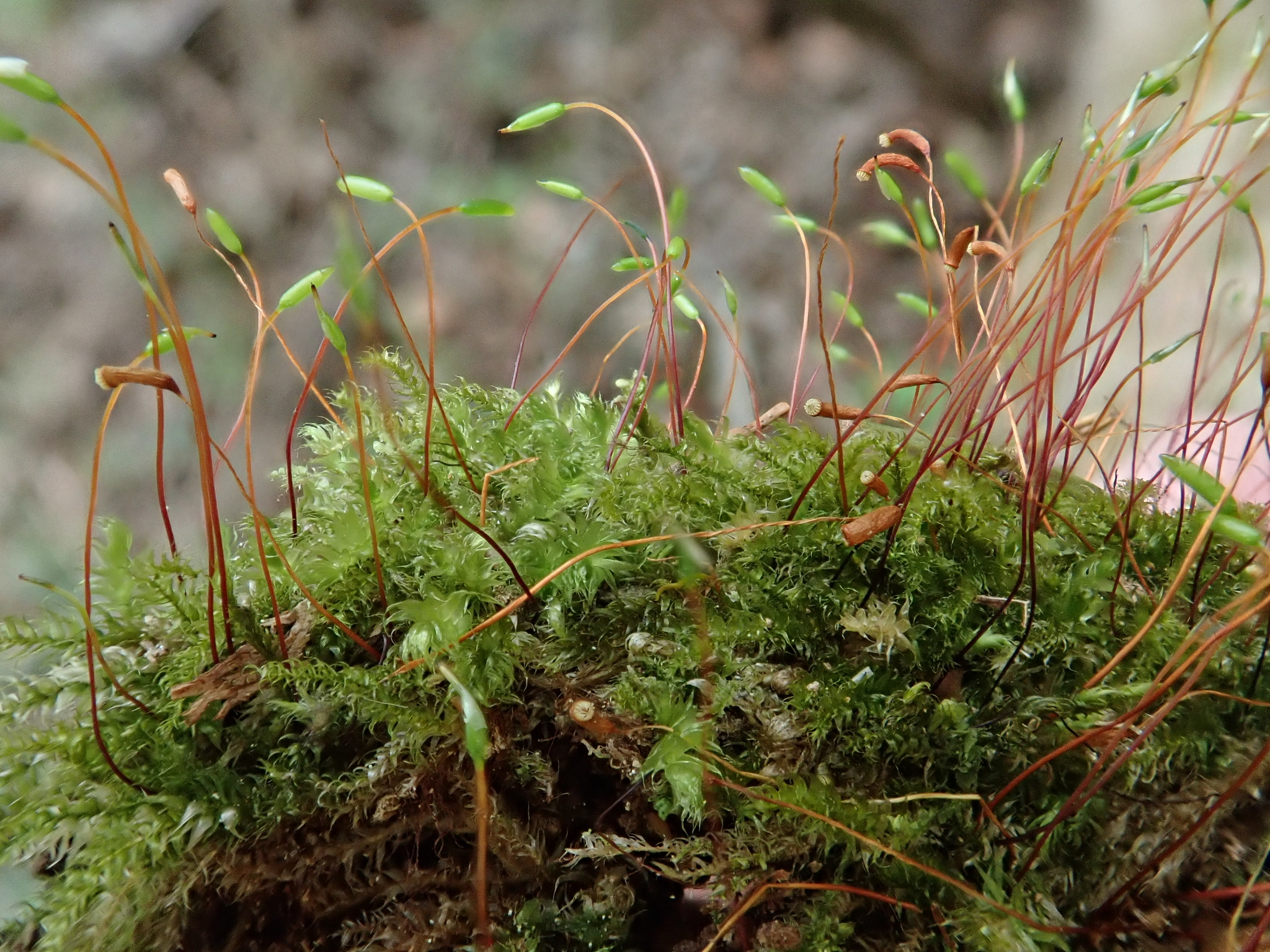
Kornice slezská (Herzogiella seligeri)
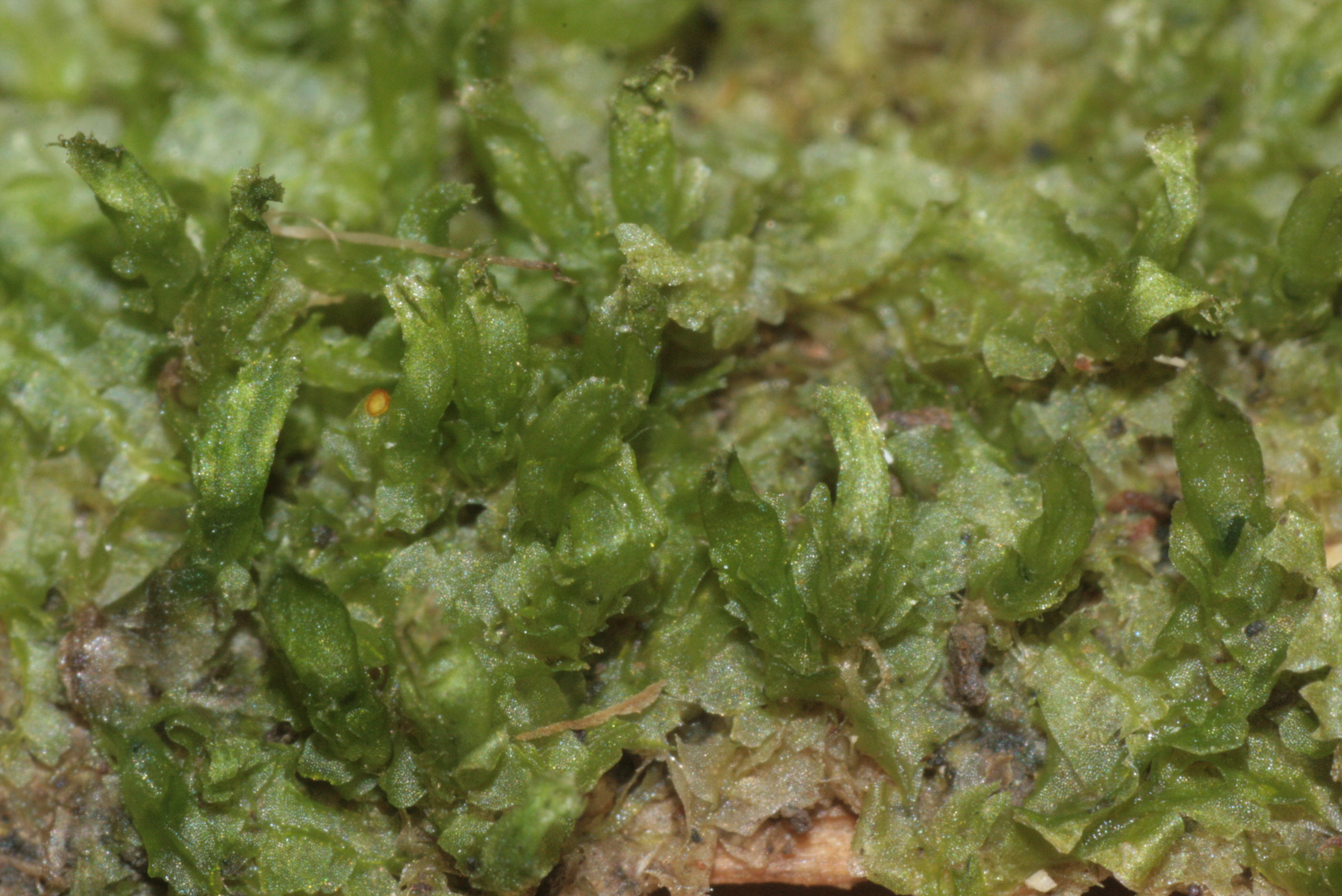
Křehutka různolistá (Chiloscyphus profundus)
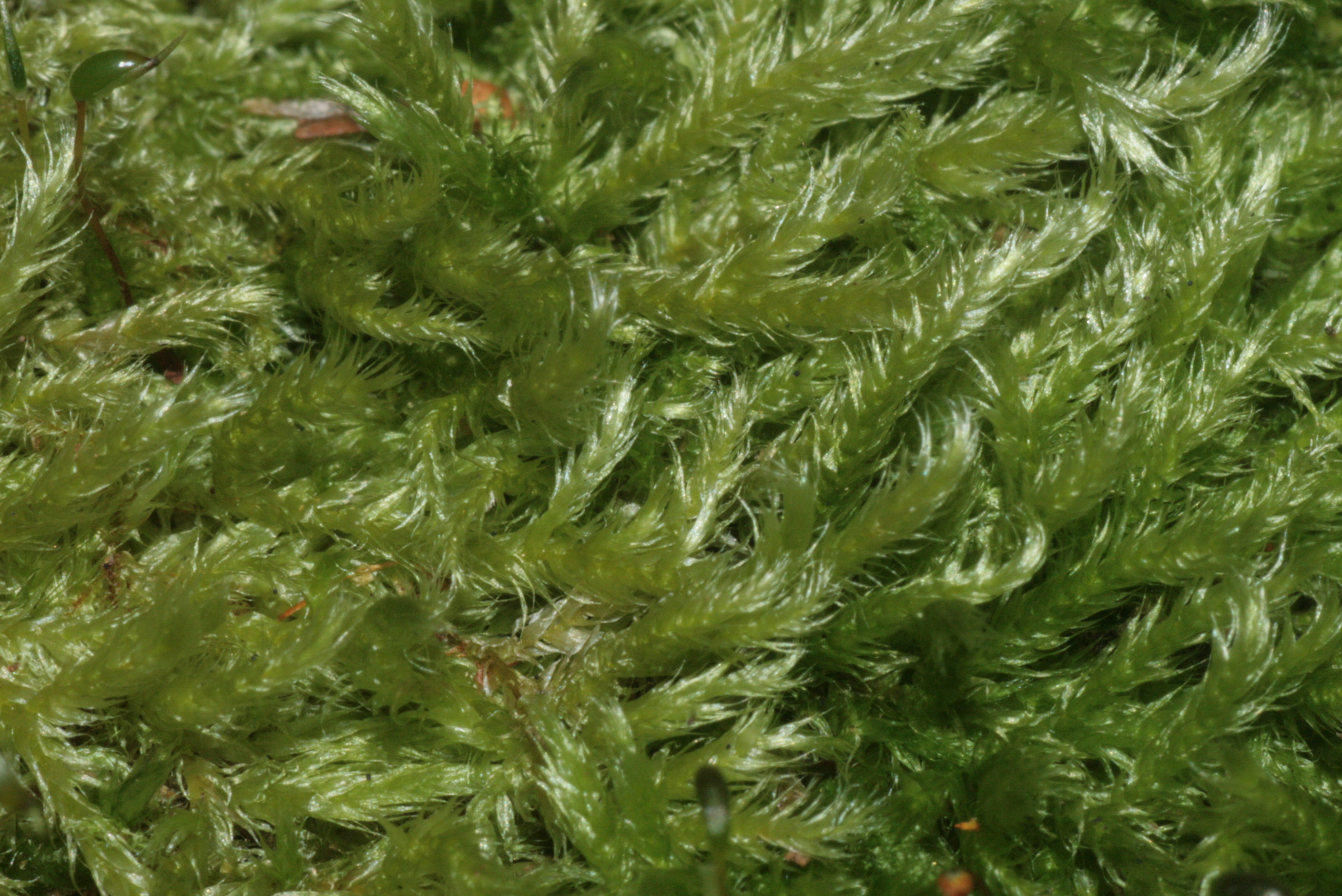
Baňatka draslavá (Brachythecium salebrosum)
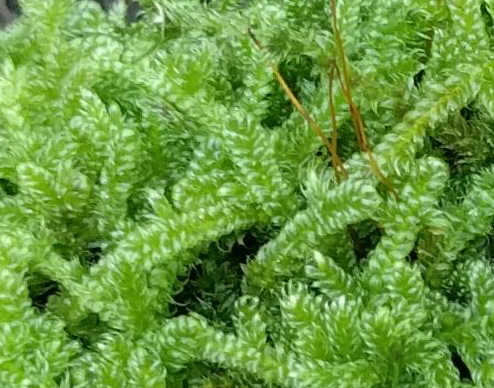
Rokyt cypřišovitý (Hypnum cupressiforme)

### Další živočichové
Tlející dřevo umožňuje vývoj bezobratlých živočichů, kteří jsou na něm závislí. Mezi ně patří jak hmyz, tak i roztoči, chvostoskoci, měkkýši, žížaly, ale také stonožky, mnohonožky nebo mravenci.
V trouchu pařezů žije měkkýš rodu slimáčníků (Semilimax) jménem slimáček horský (Semilimax kotulae), hojný je i velký chvostoskok nazývaný larvěnka obrovská (Tetrodontophora bielanensis).

Život v trouchu pařezů (ilustrační fotografie)
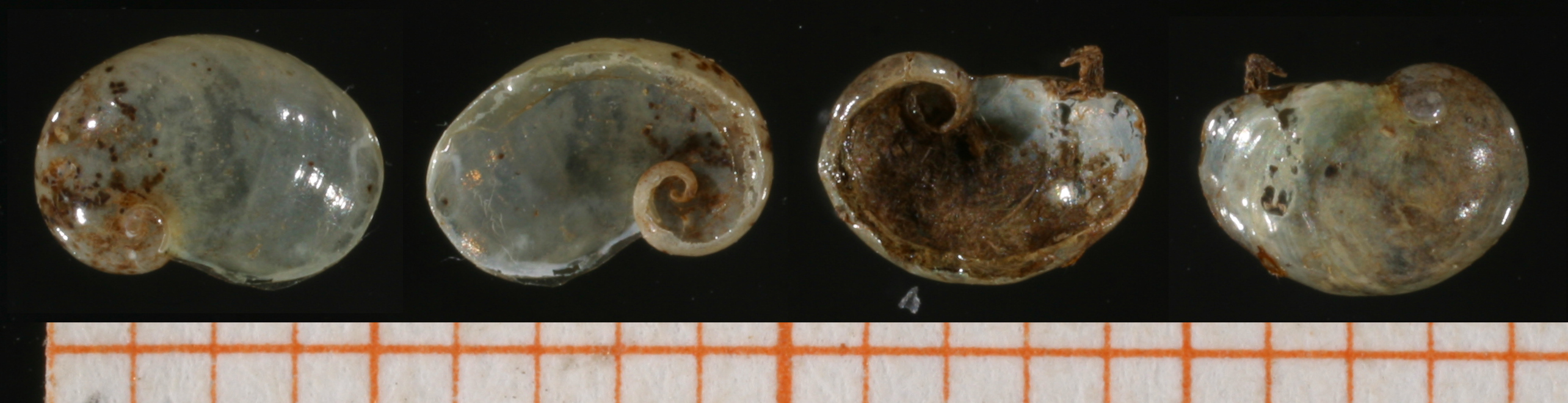
Slimáček horský (Semilimax kotulae)
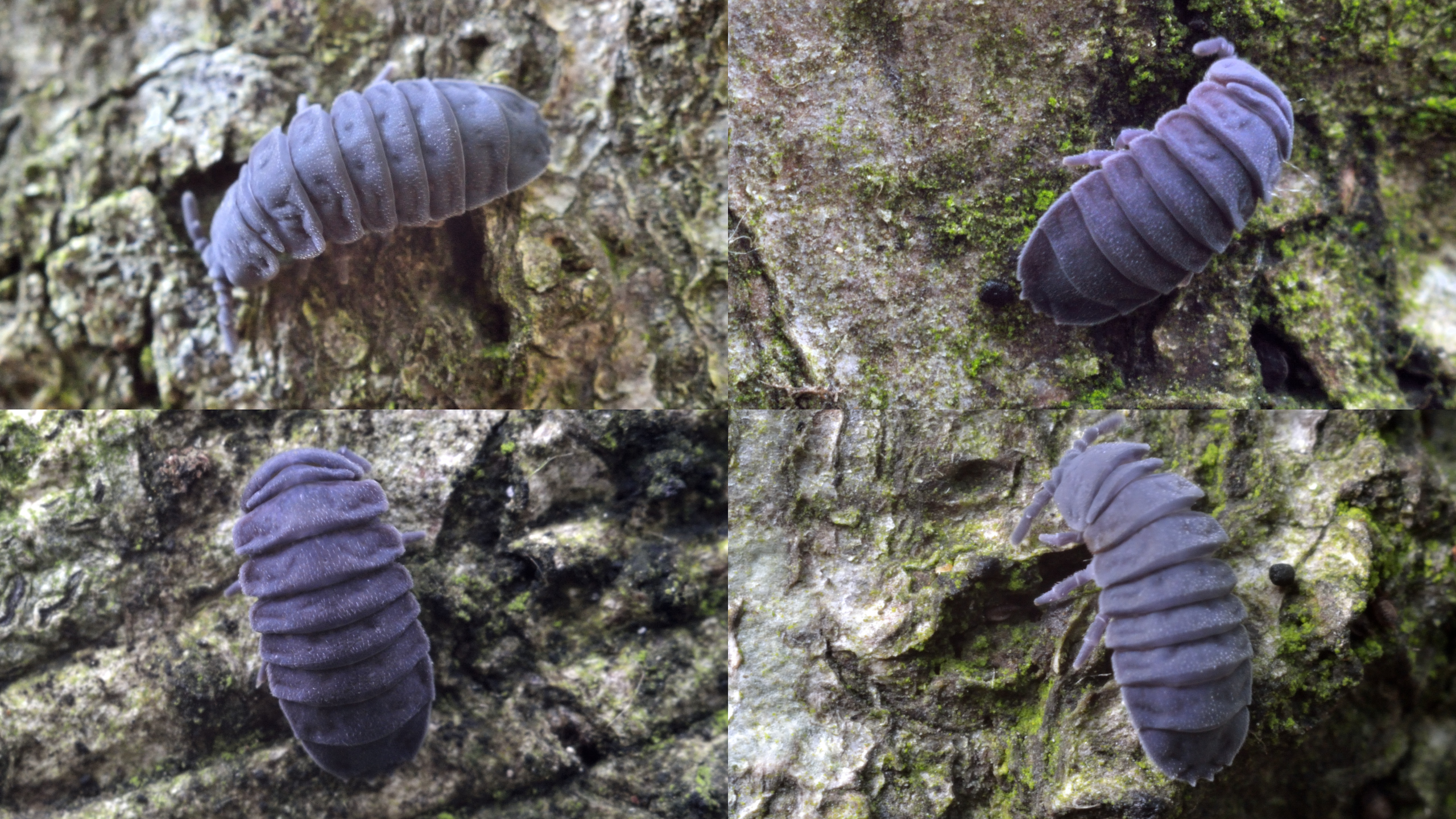
Larvěnka obrovská (Tetrodontophora bielanensis)

### Hmyz

#### Arborikolní hmyz
Mezi široké spektrum arborikolního hmyzu patří i ohrožené druhy vyskytující se na evropských lokalitách. Pro ně je v podmínkách střední Evropy nejužitečnější odolné mrtvé dřevo z dlouhověkých dubů, které se vyskytují hlavně v nížinách a pahorkatinách. Tomuto hmyzu ale vyhovují i jiné listnaté druhy „tvrdších“ stromů: javory, jasany, jilmy nebo buky. Jako další v pořadí využívá tento hmyz i mrtvé dřevo z ovocných dřevin, topolů (včetně těch hybridních), vrb nebo bříz.
Druh stromu je nejspíše nejdůležitějším kritériem pro některé druhy arborikolního hmyzu.  Je klíčový pro hmyz monofágní nebo oligofágní.

Brouci (ilustrační fotografie)
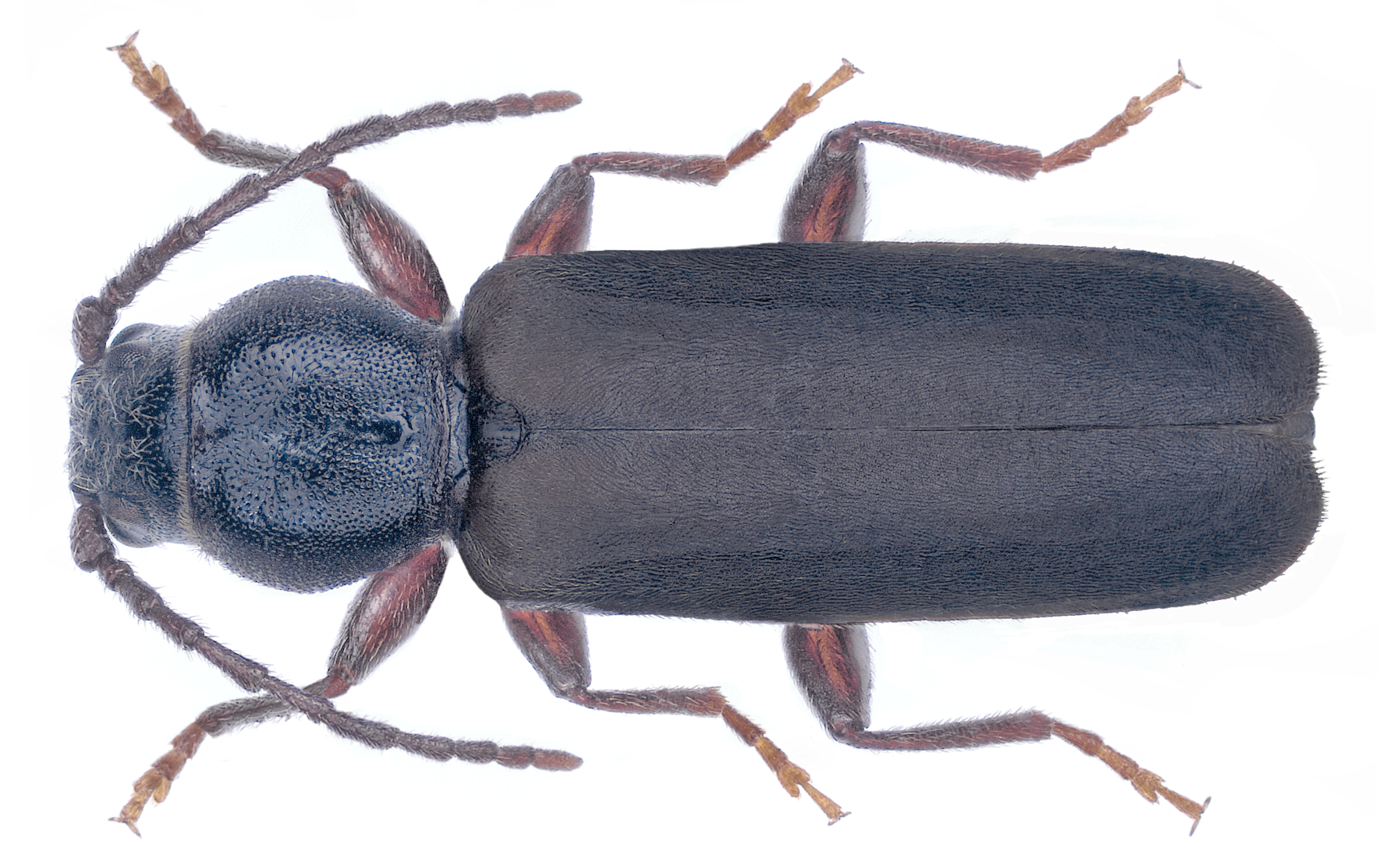
Tesařík modřínový (Tetropium gabrieli)
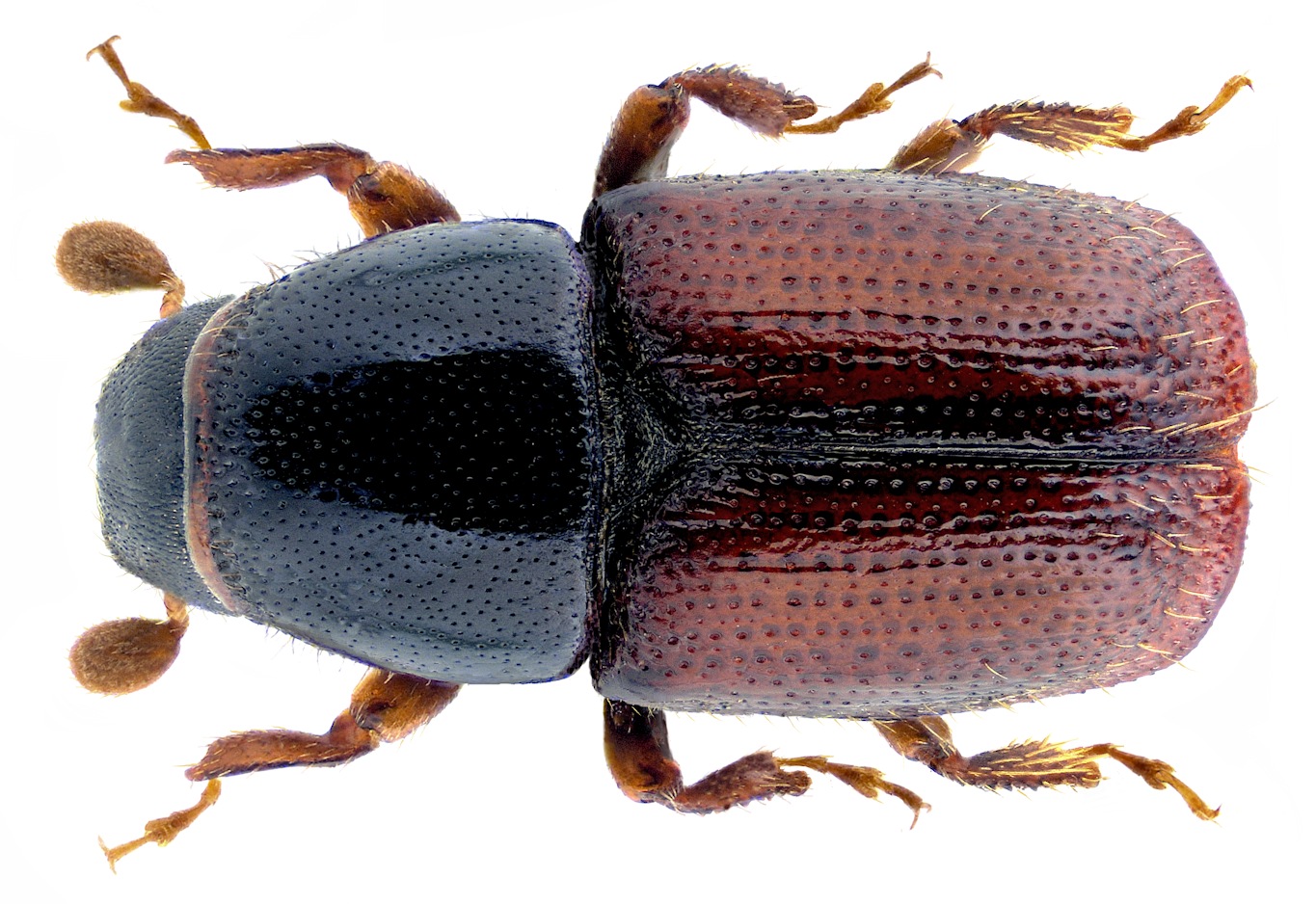
Bělokaz švestkový (Scolytus mali)
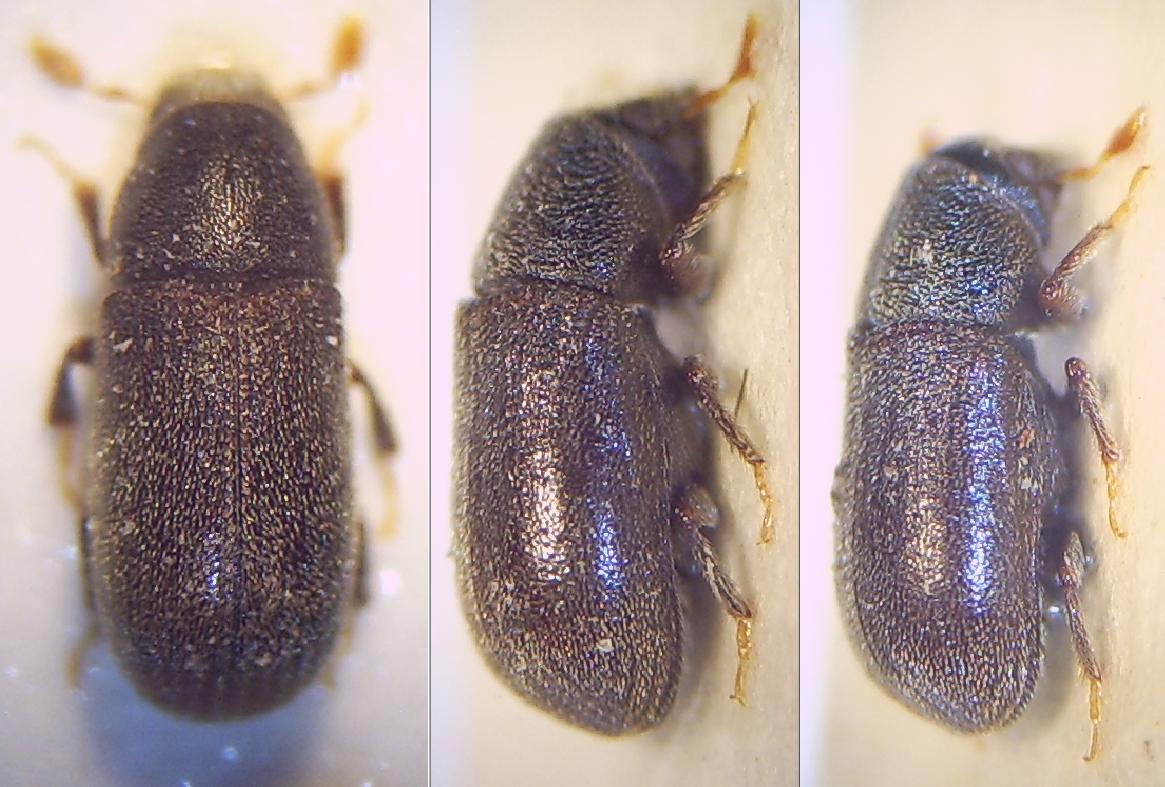
Lýkohub (Polygraphus grandiclava)

Kromě druhu stromu jsou dalšími parametry mrtvého dřeva ještě: stáří stromu, stav podkorního substrátu, stupeň (fáze) dřevního rozkladu a typ (druh) hniloby. Svoji roli hraje i doba a intenzita oslunění (expozice) dřeva, protože na řádně osluněných lokalitách je hmyzí aktivita vyšší než na zastíněných místech. Rozměry dřeva (tj. objem dřevní hmoty) určují přímo úměrně i počet hmyzích jedinců; důležitá je též poloha stromu, neboť pro některé druhy hmyzu je stojící strom zajímavější než strom ležící (i když i na padlém stromu je druhová rozmanitost hmyzu dostatečná).

#### Hmyzí škůdci
Hmyz, který přímo svými životními cykly vytváří mrtvé dřevo, je označován za „škůdce“. Ti napadají (v našich zeměpisných podmínkách) v drtivé většině jen umělé sterilní monokultury smrků či jiných jehličnanů. A tak je otázkou, zda se jedná o škůdce (v pravém slova smyslu), když napadají dřeviny necitlivě člověkem pěstované, dřeviny, jež potlačují biodiverzitu, a vlastně jsou tak jediným hmyzem, který na těchto monokulturách dokáže žít. Skutečně primárních hmyzích škůdců dřevin, kteří jsou schopni strom napadnout a následně jej usmrtit, je málo a patří mezi ně například lýkožrout smrkový (Ips typographus).

Hmyzí škůdci (ilustrační fotografie)
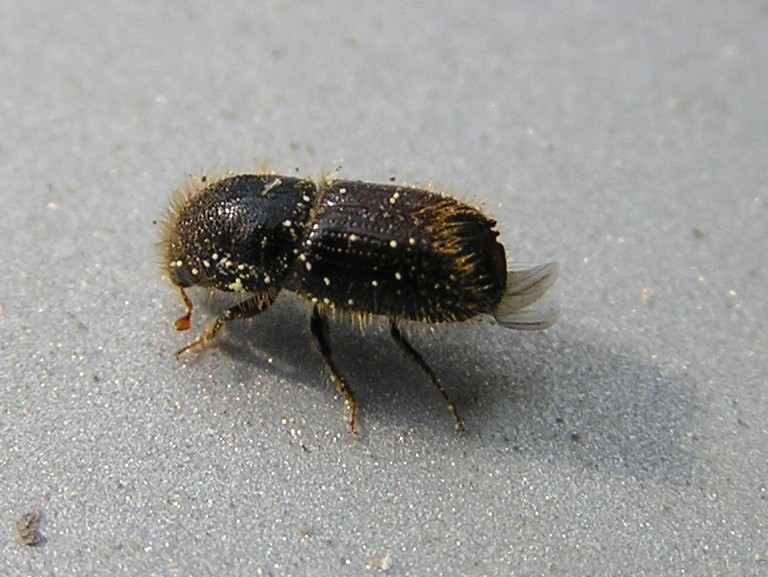
Lýkožrout smrkový (Ips typographus)
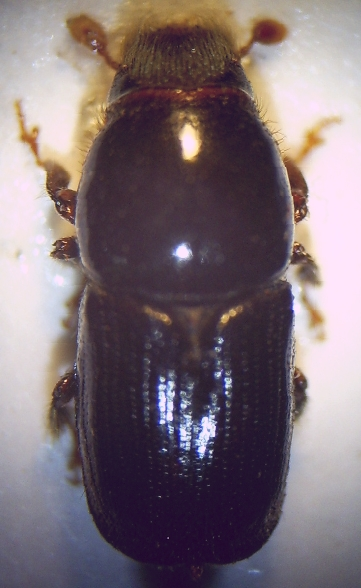
Bělokaz březový (Scolytus ratzeburgii)
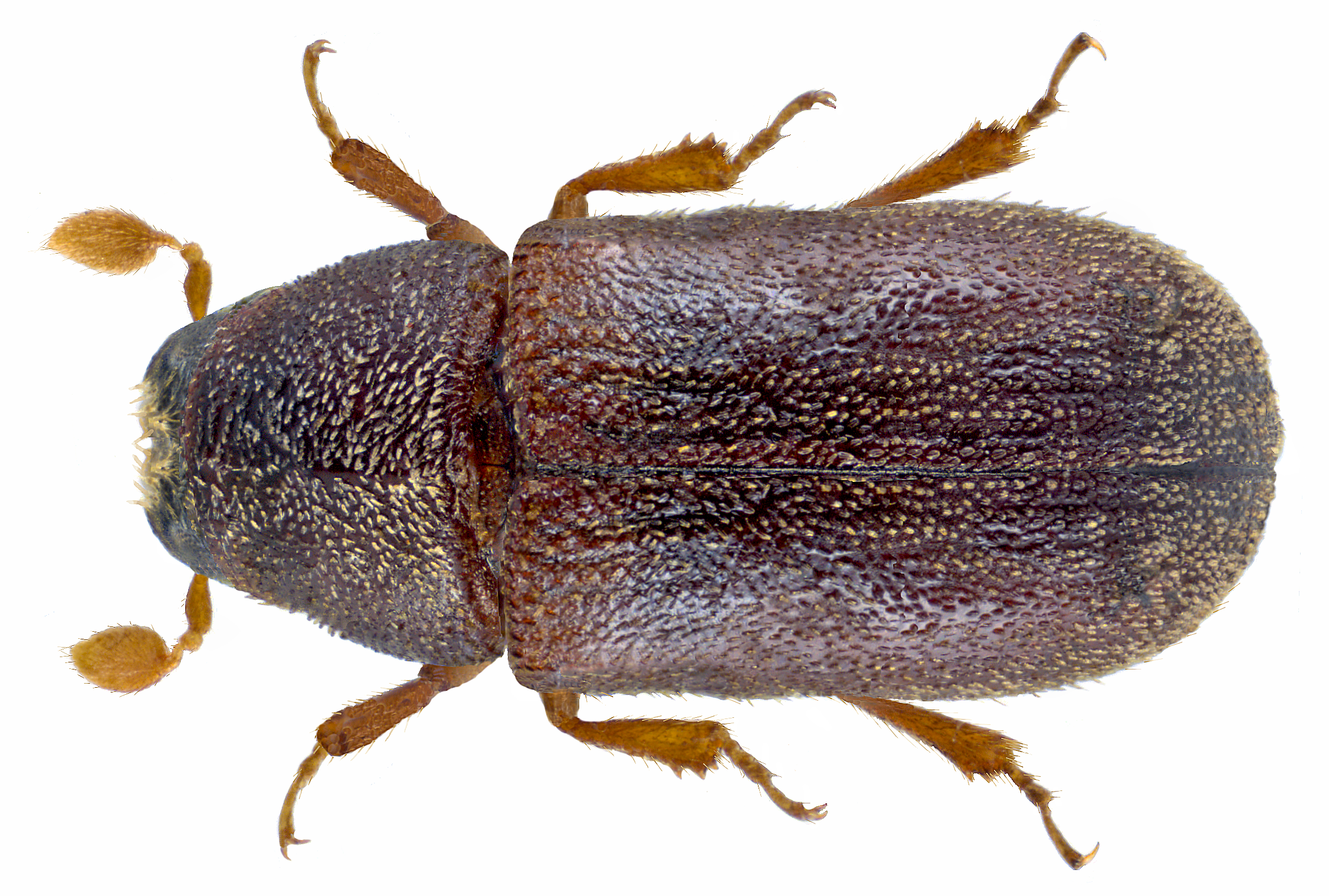
Lýkohub matný (Polygraphus poligraphus)

#### Tesaříci
V lesích nejvyšších českých hor to jsou zástupci brouků čeledi tesaříkovitých, kteří se vyvíjejí ve dřevě různých jehličnanů. Z vajíček tesaříků nakladených na živé rostliny se později líhnou larvy, které se vyvíjejí ve dřevě, kde se živí především ztrouchnivělou nebo již odumřelou hmotou. Larvy tesaříka dvoupásového (Rhagium bifasciatum) se živí mrtvým dřevem, kde vytvářejí chodbičky a komůrky pro budoucí své zakuklení. Ve dřevě jehličnanů se vyvíjejí i tesařík smrkový (Tetropium castaneum) a tesařík korový (Rhagium inquisitor). Dřevem modřínu, jedle, smrku, lísky či buku se živí tesařík pruhovaný (Oxymirus cursor). Smrkové a borové dřevo, méně často jedlové či modřínové (v severní Evropě dubové) preferuje tesařík obecný (Corymbia rubra). Larvy tesaříka skvrnitého (Strangalia maculata) se živí trouchnivějícím dřevem listnatých stromů. Larvy lesana hnědého (Hylecoetus dermestoides) se živí odumřelými stromy s tvrdým dřevem.

Tesaříci a spol. (ilustrační fotografie)
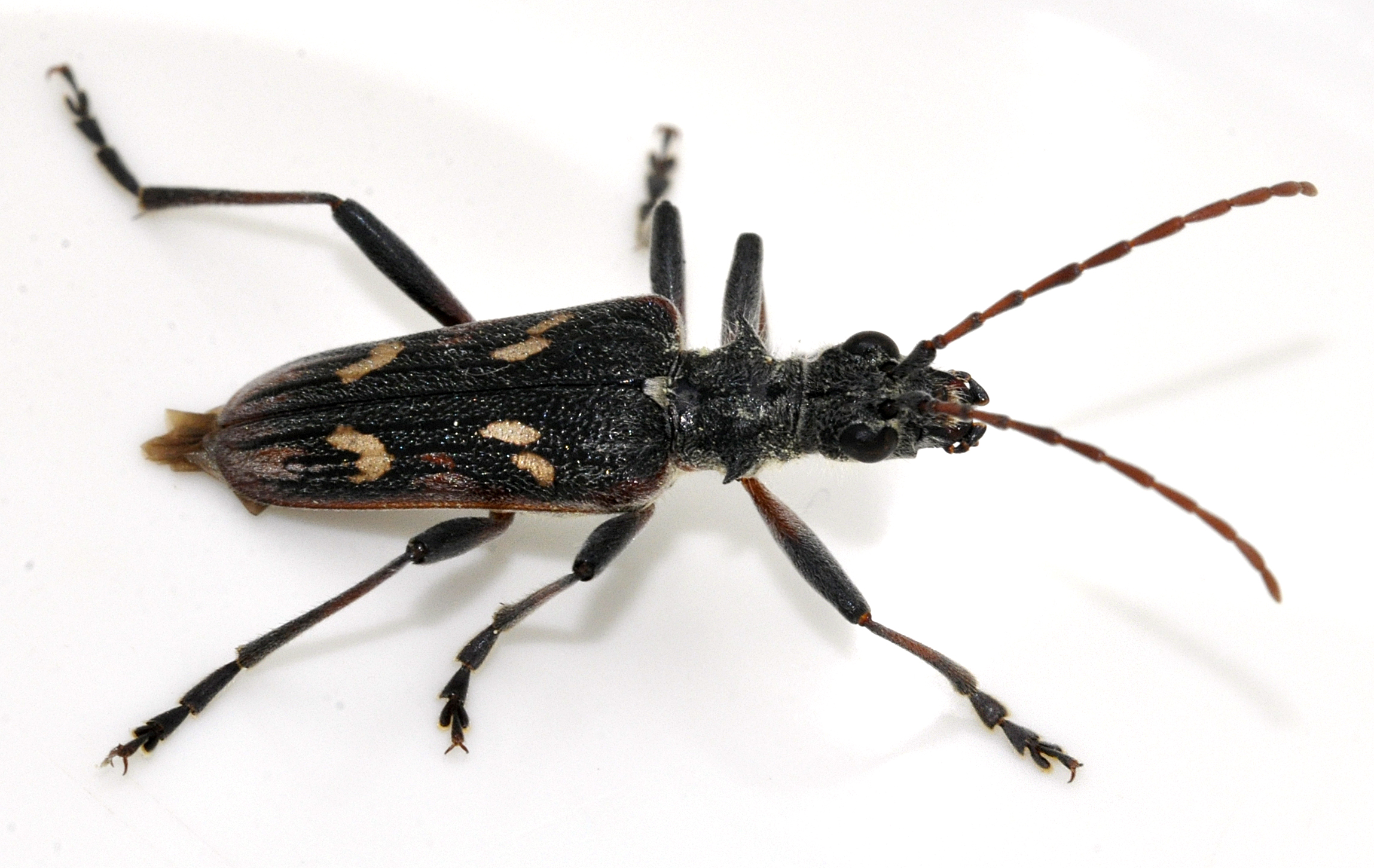
Tesařík dvoupásovaný (Rhagium bifasciatum)
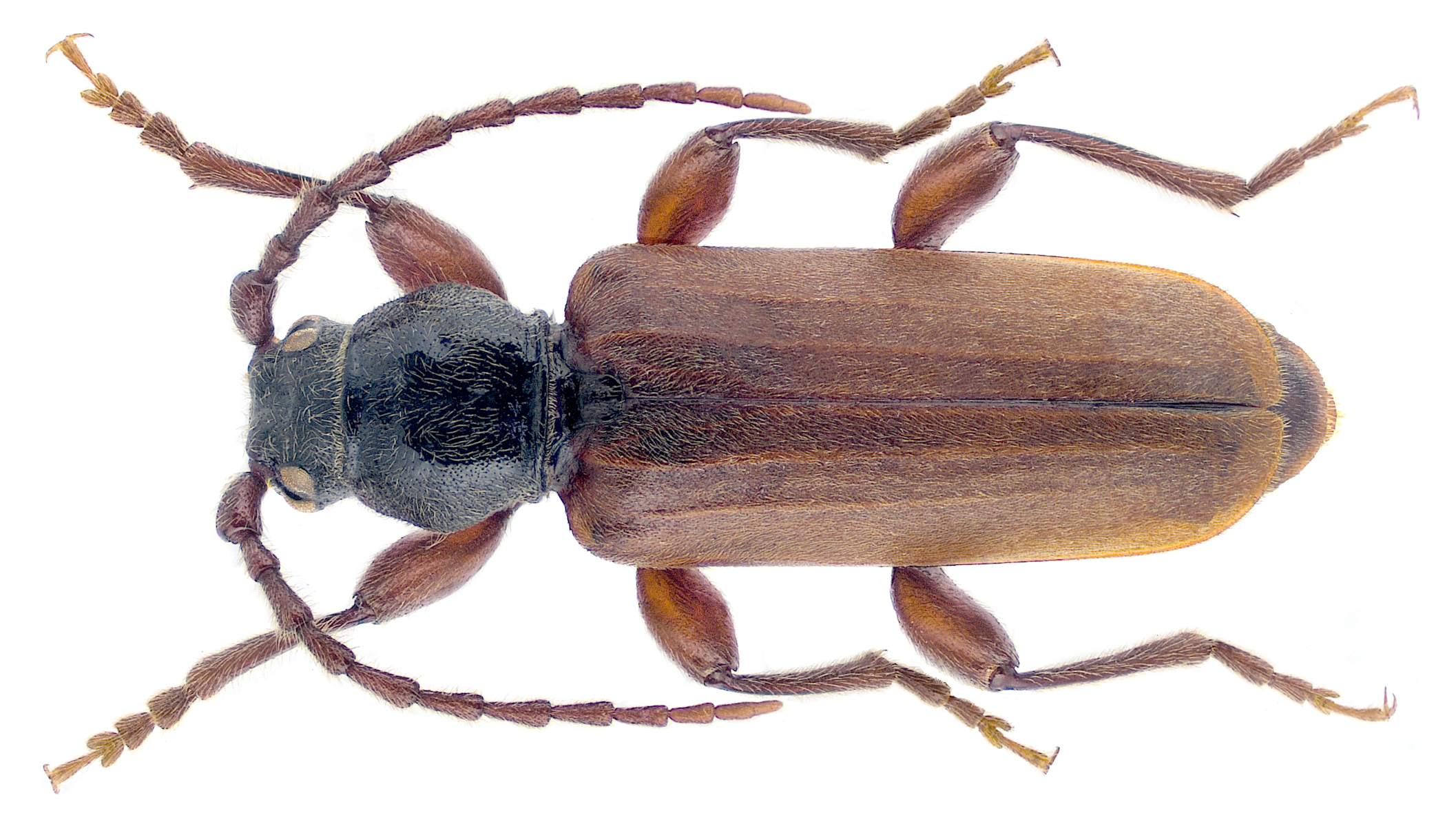
Tesařík smrkový (Tetropium castaneum)
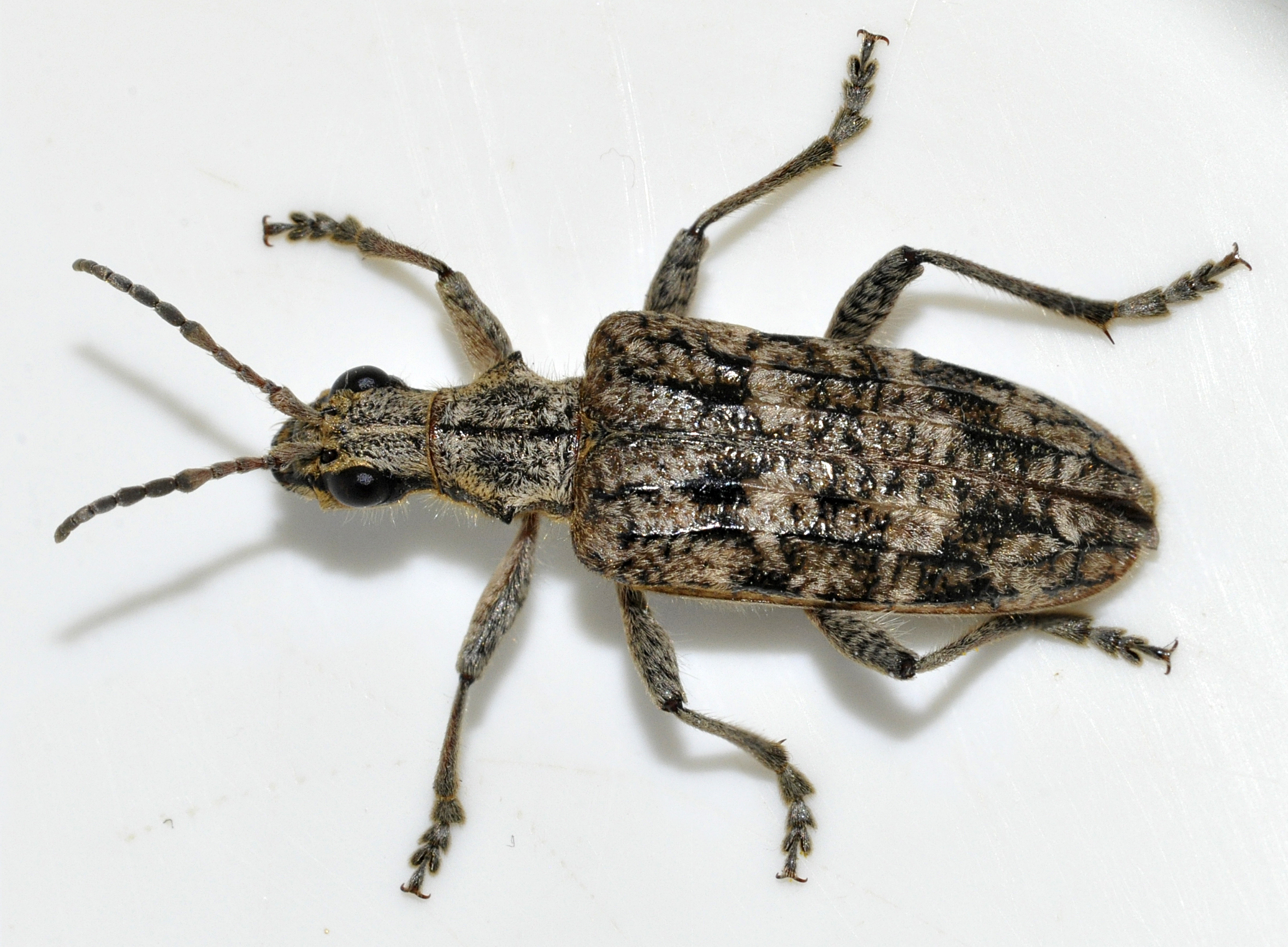
tesařík korový (Rhagium inquisitor)
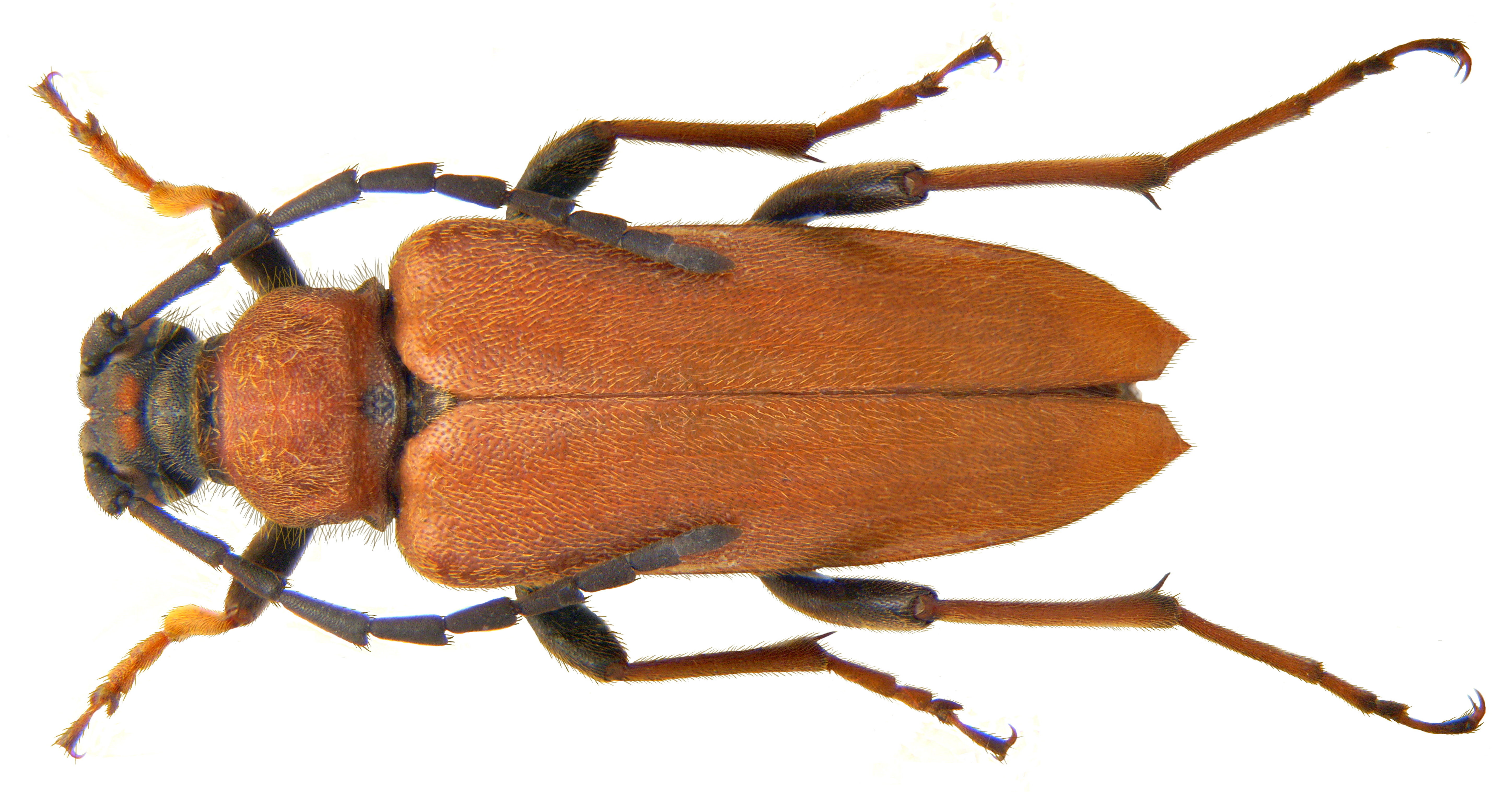
Tesařík obecný (Corymbia rubra)
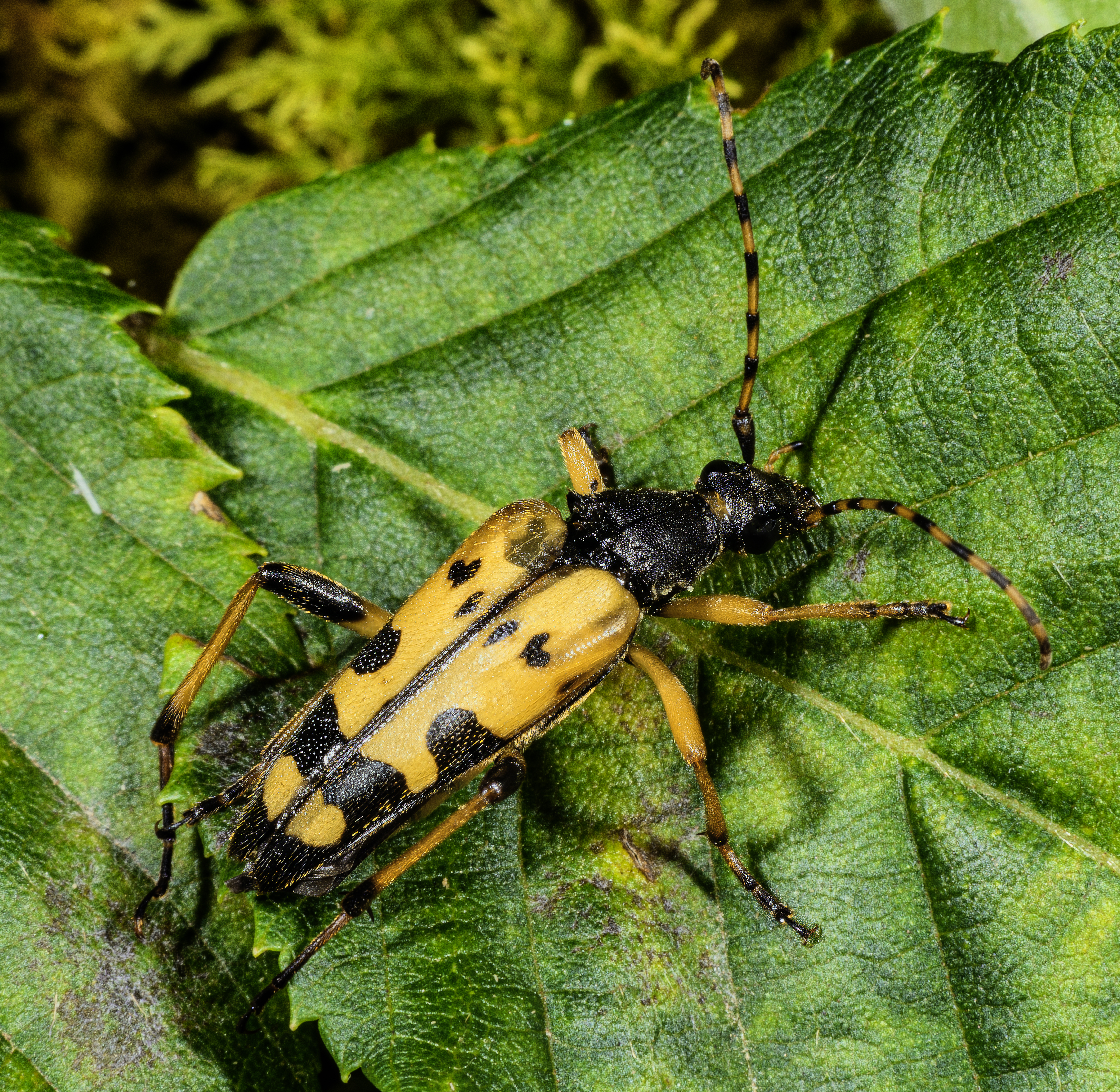
Tesařík skvrnitý (Strangalia maculata)
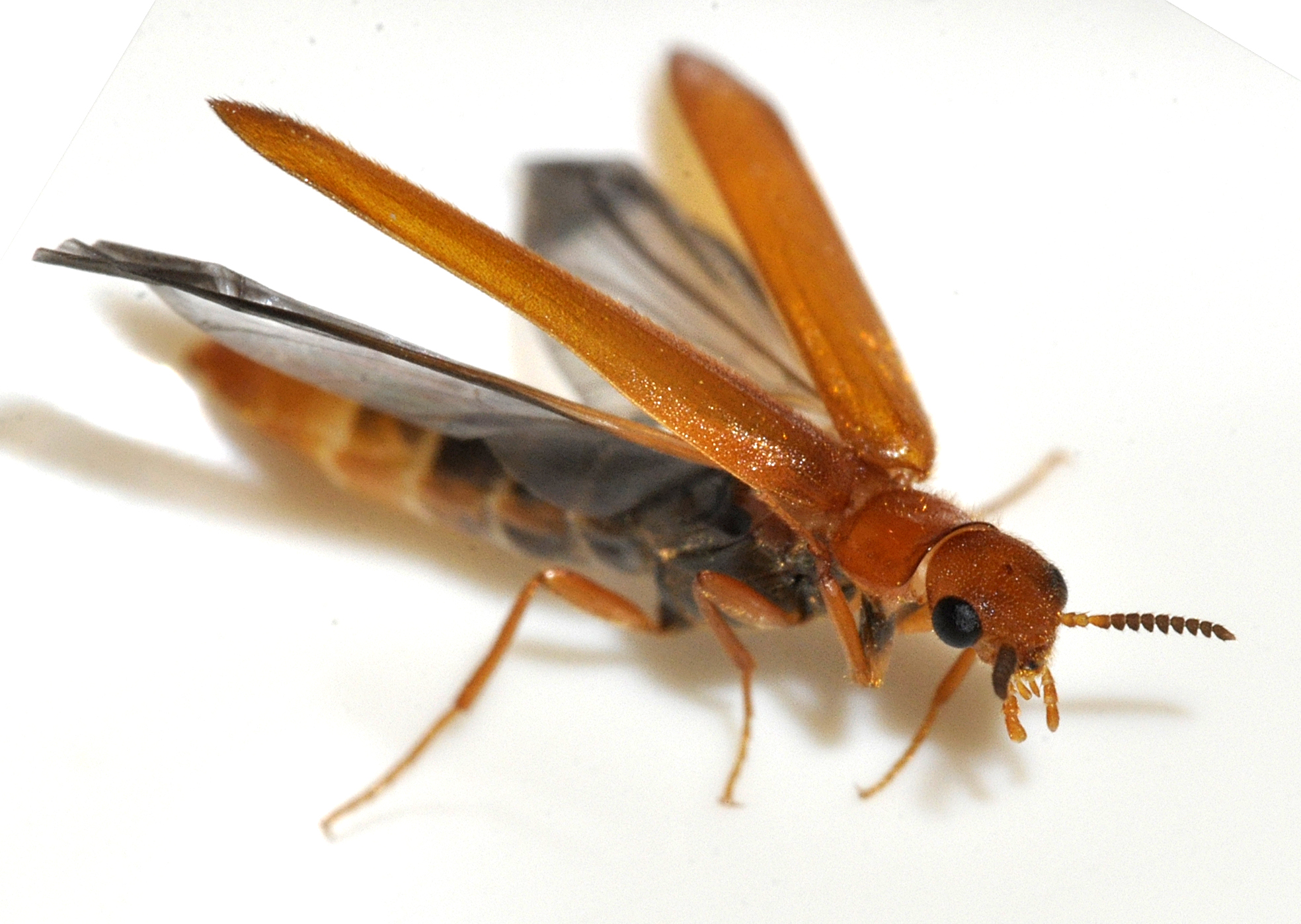
Lesan hnědý (Hylecoetus dermestoides)

#### Hmyzí obyvatelé
Oslabené nebo mrtvé dřeviny s kůrou osidlují zpravidla nejdříve kůrovci (dřevo smrků a jilmů) a za nimi pak následují další druhy – potenciální škůdci: tesaříci a krasci nebo hmyzí predátoři, paraziti, parazitoidi a hyperparazitoidi bezobratlých.
Paraziti a parazitoidi, kteří parazitují na všech vývojových stadiích hmyzu, jsou důležitou součástí hmyzích společenstev mrtvého dřeva. Například malá (o velikosti asi 0,3 mm) blanokřídlá vosička drobněnka (trichogramma) klade vajíčka do vajíček motýlů. Lumčíci nebo zástupci čeledi kovověnkovitých kladou vajíčka na larvy kůrovců.
Saproxylofágní brouci (živící se odumřelou dřevní hmotou, vázaní na odumírající a mrtvé dřevo, případně na dřevo napadené různými druhy hub, plísní a hnilob) jsou dalšími hmyzími „obyvateli“ mrtvého dřeva. Na stromy s dutinami se orientují zlatohlávci, kovaříci nebo páchník hnědý (Osmoderma barnabita). Řada druhů krasců se vyvíjí ve dřevě odumírajících stromů; lesák rumělkový (Cucujus cinnaberinus) žije pod borkou; larvy tesaříka zavalitého (Ergates faber) se vyvíjejí v lýku a ve dřevě starých borovic a jejich pařezů; larvy tesaříka obrovského (Cerambyx cerdo) je možno nalézt ve starých dubech; larvy brouka roháče obecného (Lucanus cervus) se vyvíjejí v trouchnivém dřevě ve styku se zemí, kde můžeme najít i larvy roháčků, např. roháčka jedlového (Ceruchus chrysomelinus), nebo nosorožíka kapucínka (Oryctes nasicornis) atd.

Hmyzí obyvatelé (ilustrační fotografie)
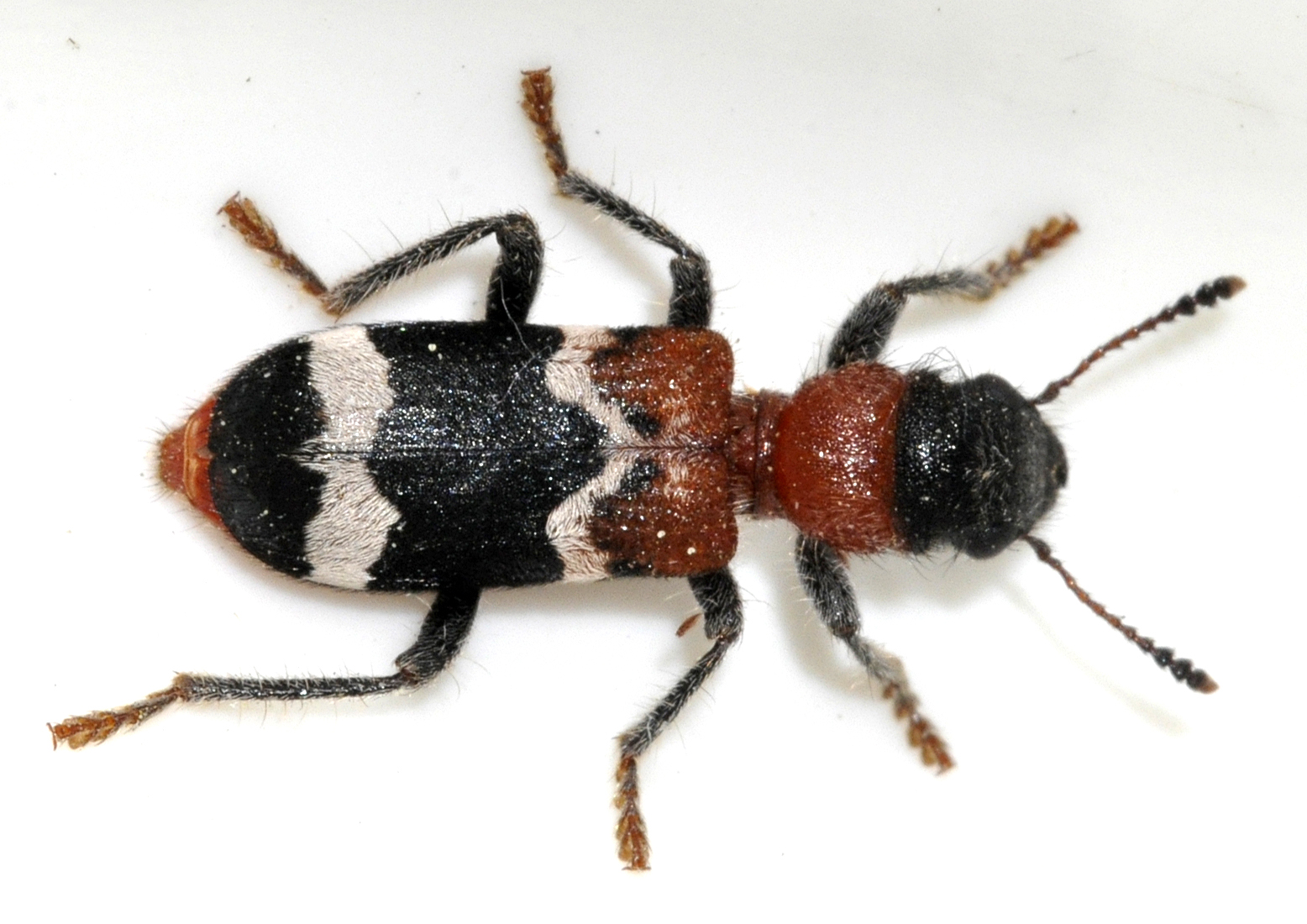
Pestrokrovečník mravenčí (Thanasimus formicarius)
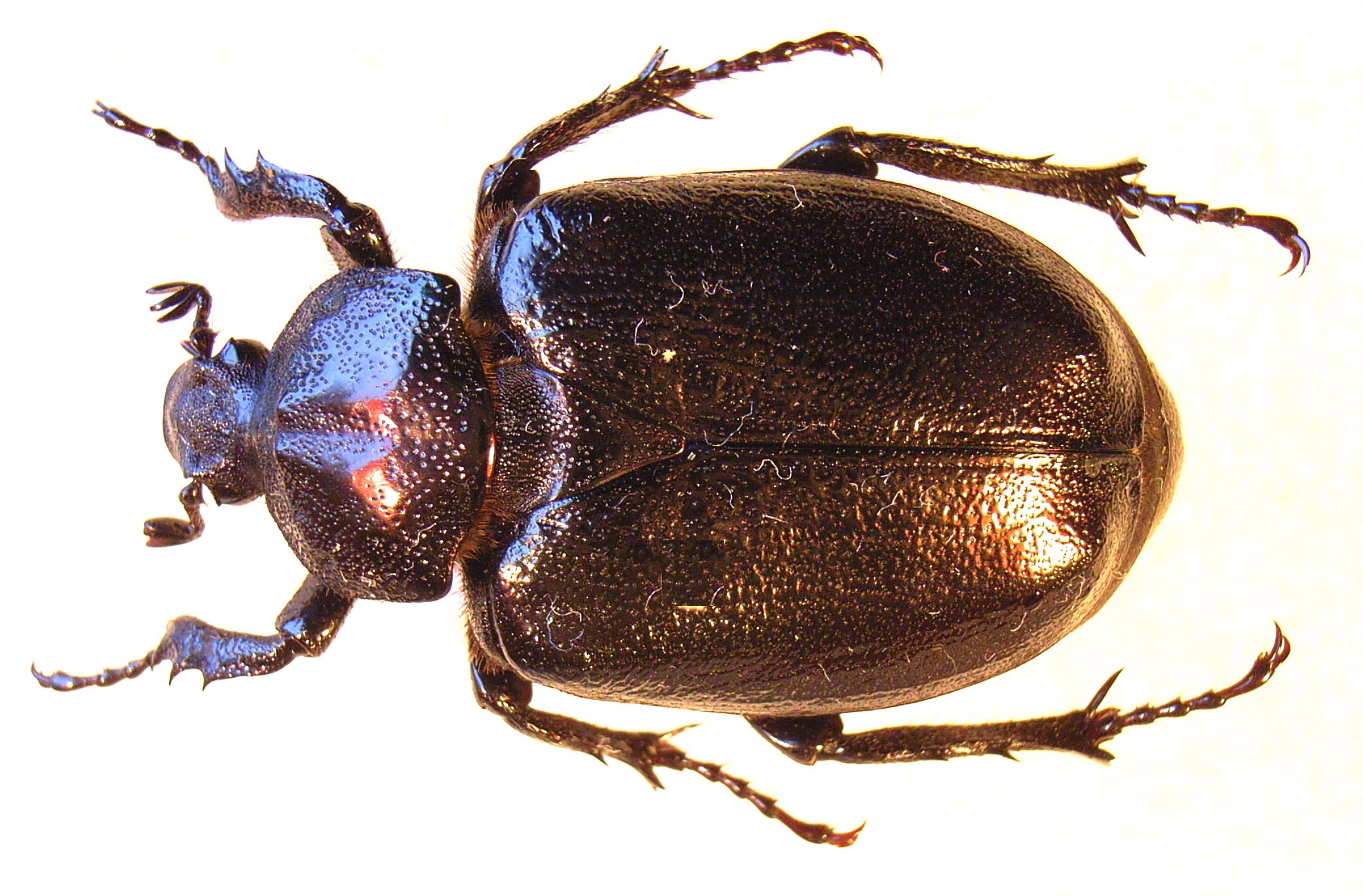
Páchník hnědý (Osmoderma barnabita)
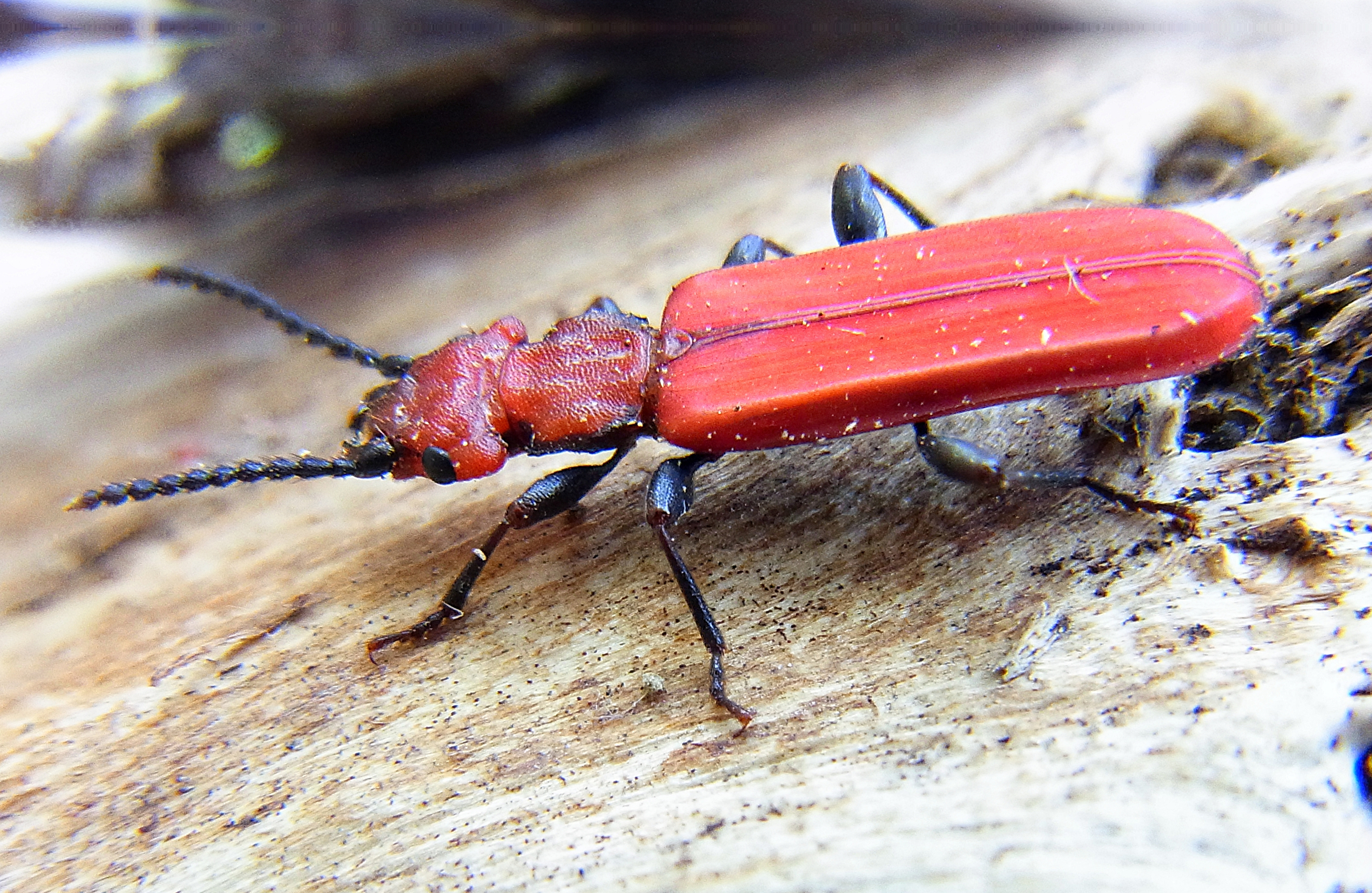
Lesák rumělkový (Cucujus cinnaberinus)
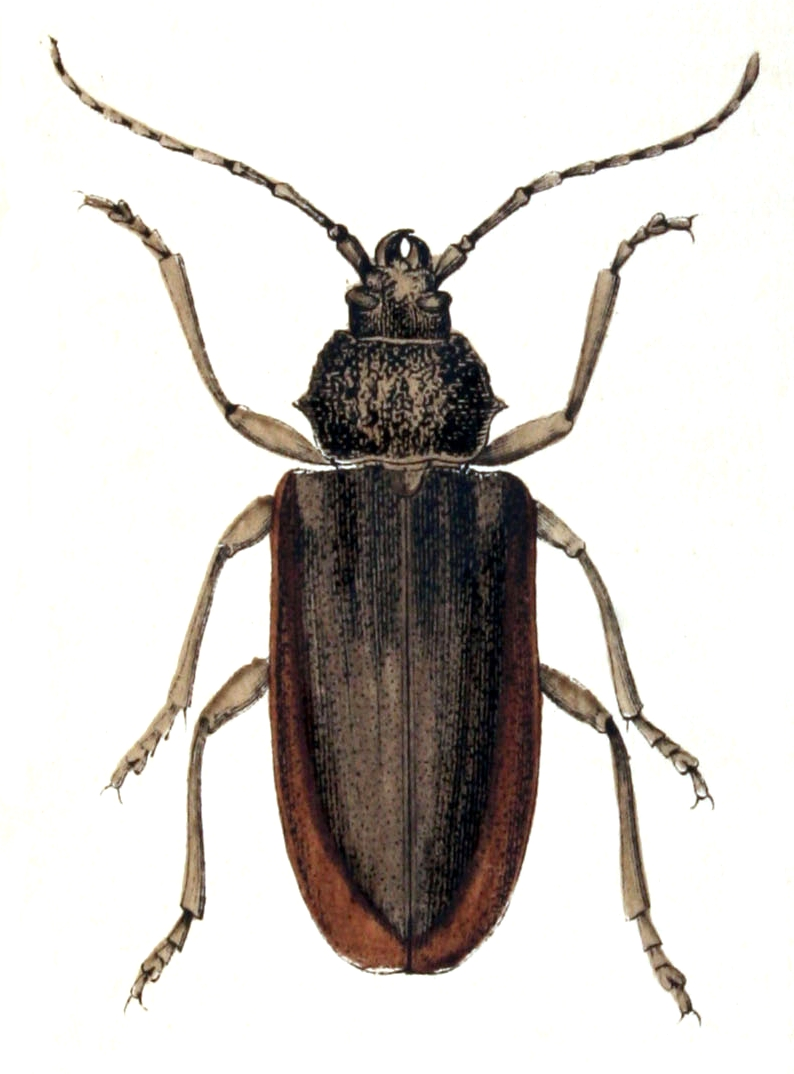
Tesařík zavalitý (Ergates faber)
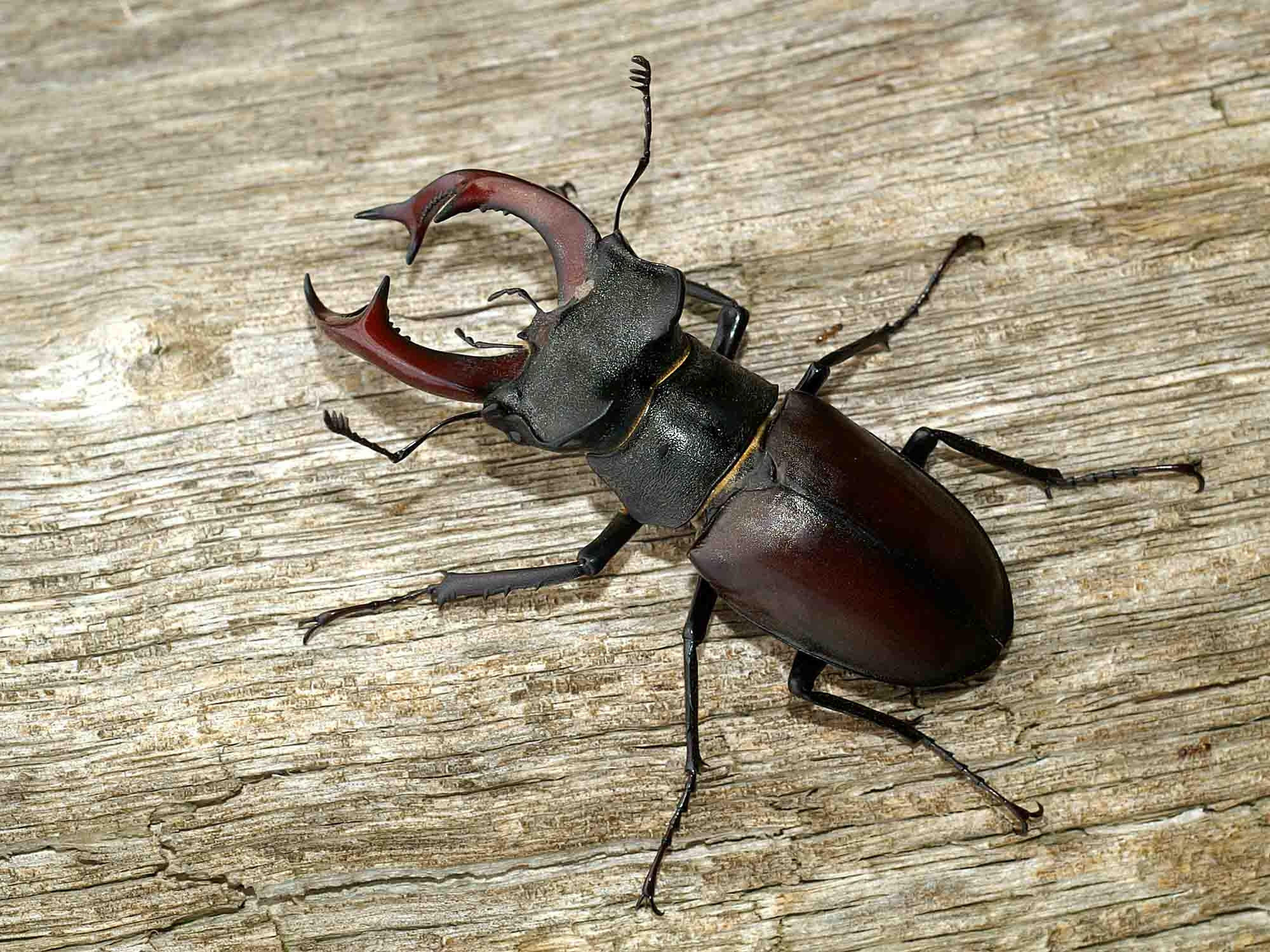
Roháč obecný (Lucanus cervus)
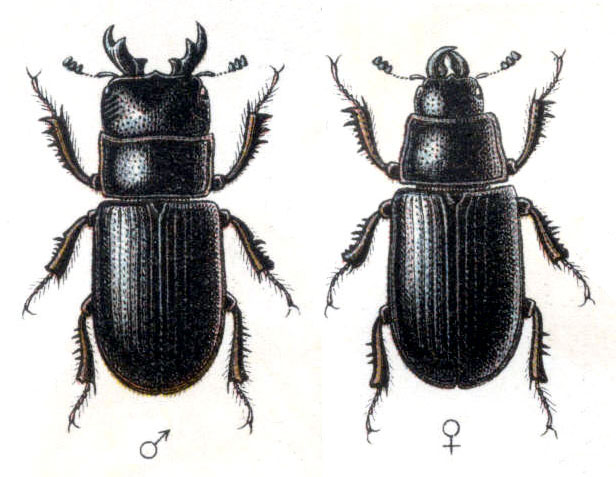
Roháček jedlový (Ceruchus chrysomelinus)
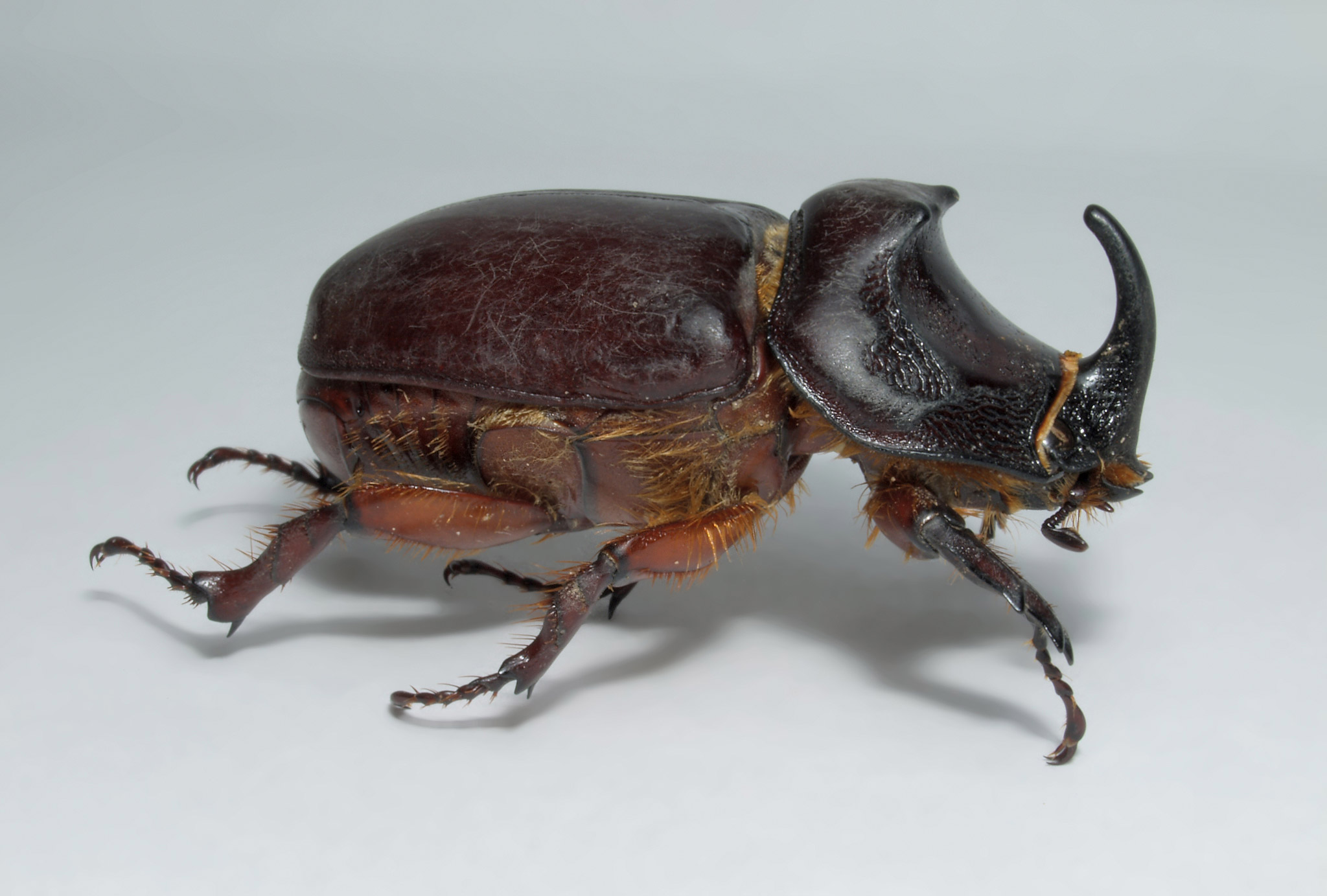
Nosorožík kapucínek (Oryctes nasicornis)

### Dutiny a doupné stromy
Již během života stromu se mohou objevovat na místech všelijakých poškození a poranění ve kmeni dutiny, mrazové praskliny, praskliny po úderu blesku nebo dutiny u země způsobené kořenovou hnilobou. Dutiny také vznikají v místech odlomených větví, kde je vytvářejí datlovití ptáci za účelem hnízdění. Tito ptáci svými silnými zobáky vyklovávají úkryty nejen pro hnízda, ale i jako cestu ke své potravě – podkornímu hmyzu. Dutiny s menšími otvory, které jsou vhodné pro malé opeřence, vznikají také po odpadlých větvích poté, co tato místa vyhnijí a při narušení jádrového dřeva hnilobou zůstane v místě dutina.

Doupné stromy a dutiny (ilustrační fotografie)
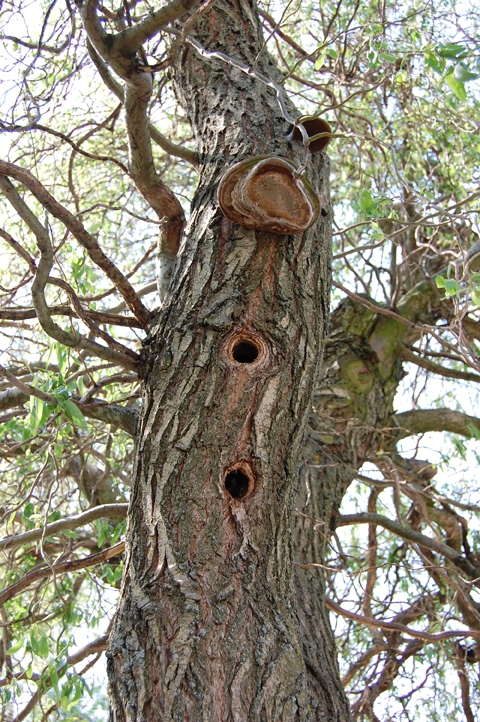
Hnízda v dutinách stromu
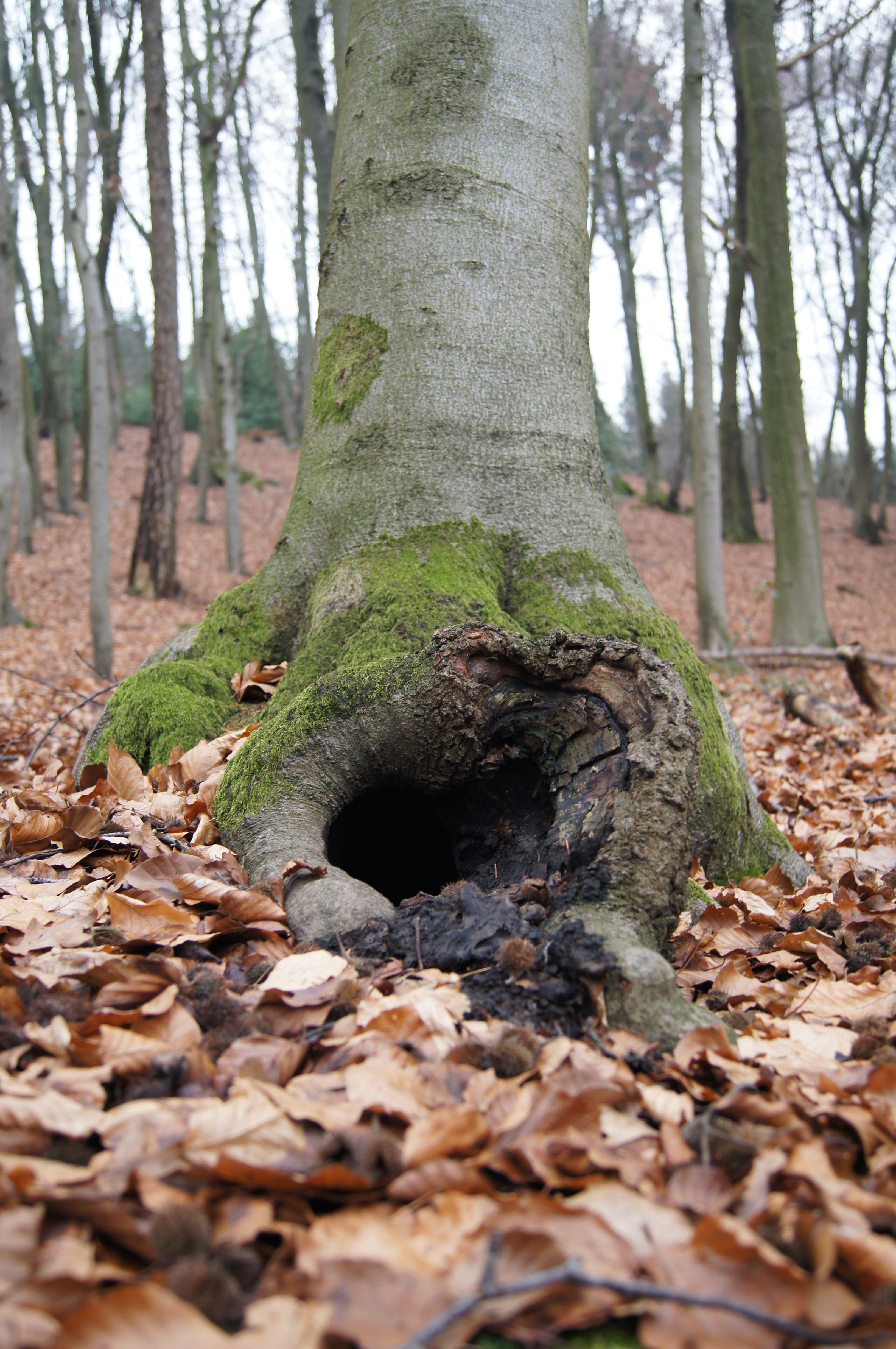
Dutina v dolní části kmene
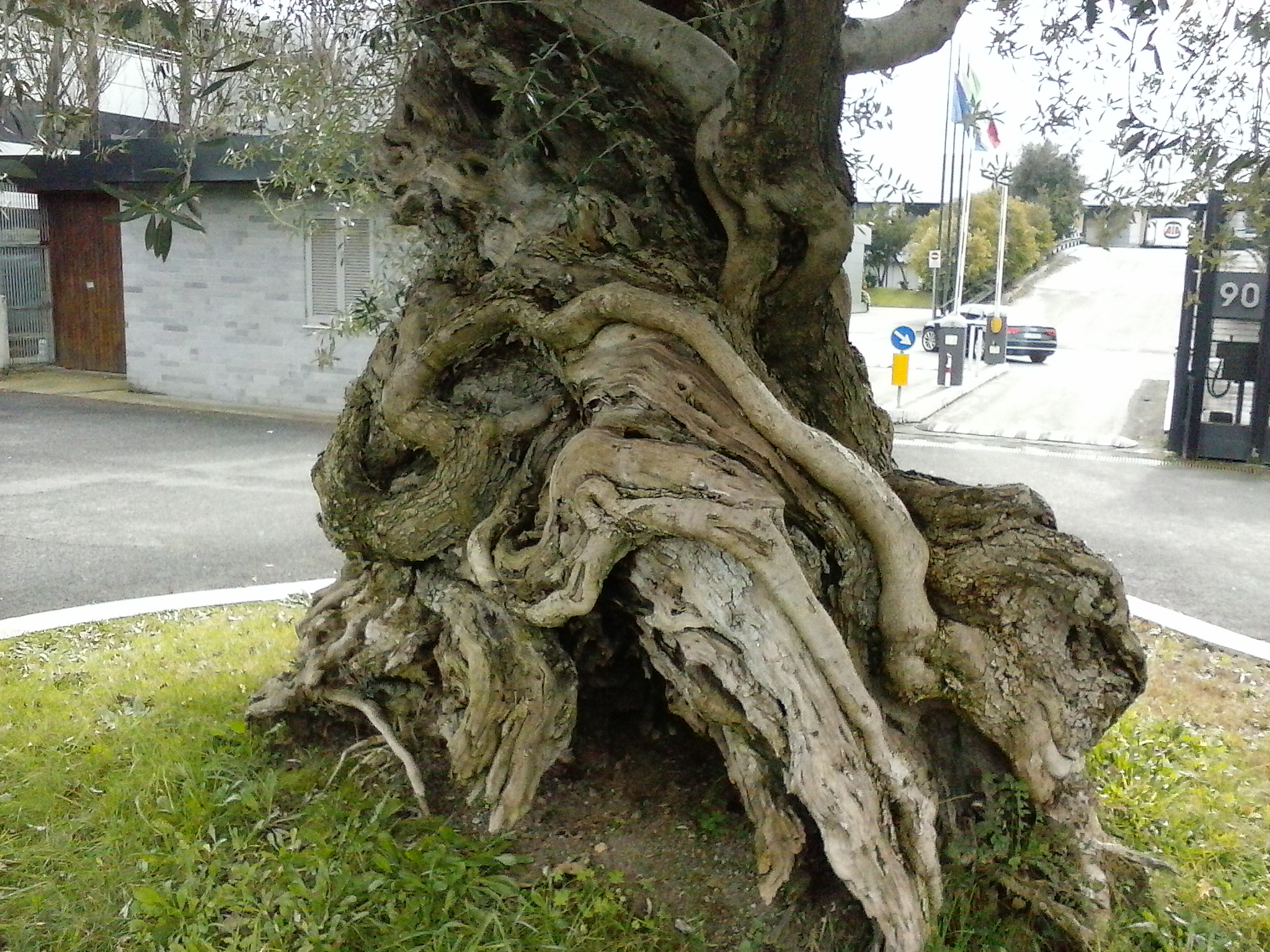
Dutina v dolní části kmene
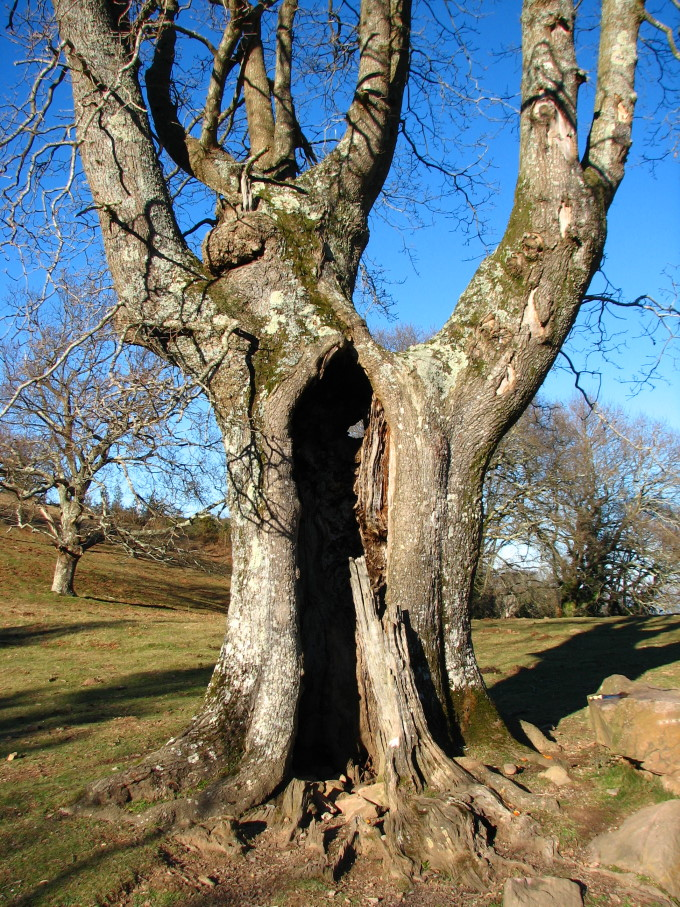
Kompletně dutý kmen stromu

Na doupné stromy je vázána celá řada obratlovců. Odchlípnutá kůra vytváří úkryt hřadujícím netopýrům, různým plazům a obojživelníkům; vodní kapsy v prohlubních větví a rozsochách umožňují dočasné nebo i trvalé vodní kapsy pro hmyz a plankton; v kořenových dutinách nacházejí úkryt malé šelmy. Tyto „doupné stromy“ mohou obývat i jiné ptačí druhy, netopýři, malí savci nebo bezobratlí, například vosy nebo lesní včely.
Ke hnízdění využívají dutin stromů především tzv. dutinoví ptáci, například sýc rousný (Aegolius funereus), datel černý (Dryocopus martius) a lejsek malý (Ficedula parva). Pokud není dutina stromu využívána opeřenci, zabydlují se v ní savci a obojživelníci. Typicky se jedná například o veverku obecnou (Sciurus vulgaris), kunu lesní (Martes martes), myšici lesní (Apodemus flavicolis) nebo plšíka lískového (Muscardinus avellanarius). Za účelem letního úkrytu nebo k přezimování využívají dutiny stromů i některé druhy netopýrů. V horských podmínkách střední Evropy si takovýto typ úkrytu vybírá například netopýr ušatý (Pletocus auritus), netopýr rezavý (Nyctalus noctula) nebo netopýr velkouchý (Myotis bechsteini). Vyhnilé pařezy jsou domovem pro slepýše křehkého (Anguis fragilis).

Obyvatelé dutin (ilustrační fotografie)
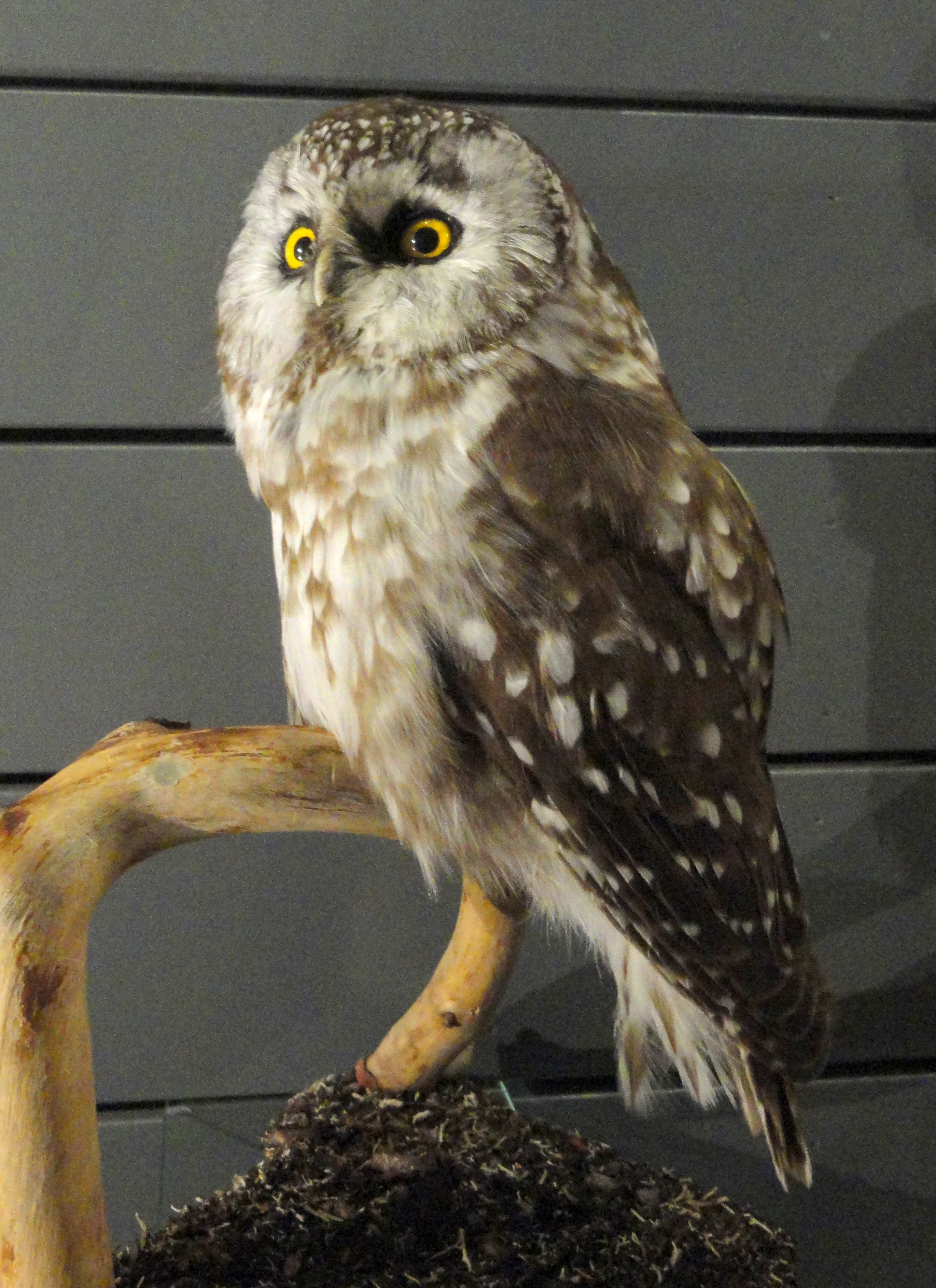
Sýc rousný (Aegolius funereus)
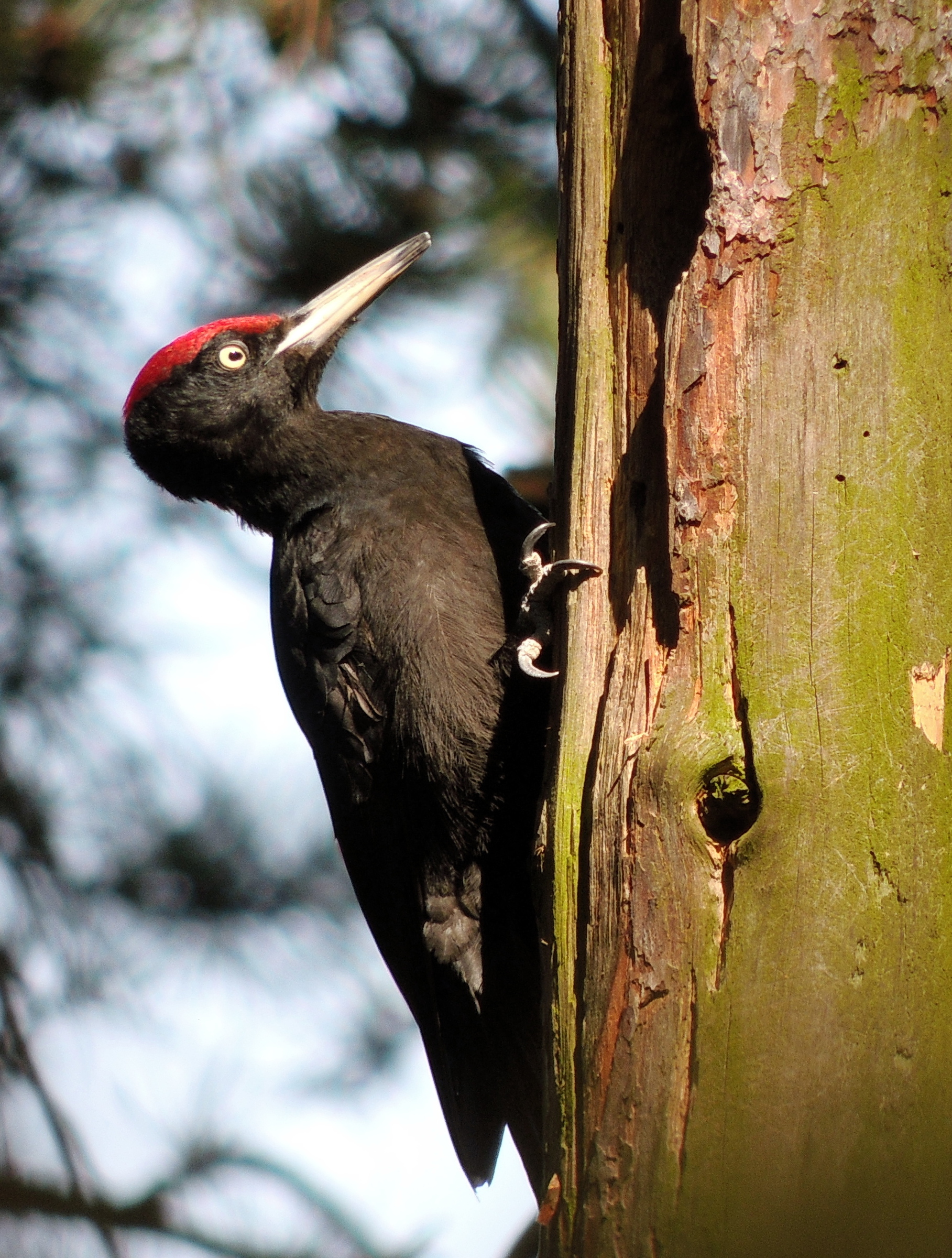
Datel černý (Dryocopus martius)
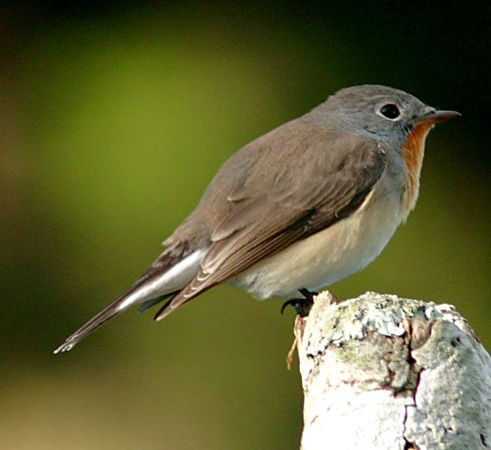
Lejsek malý (Ficedula parva)
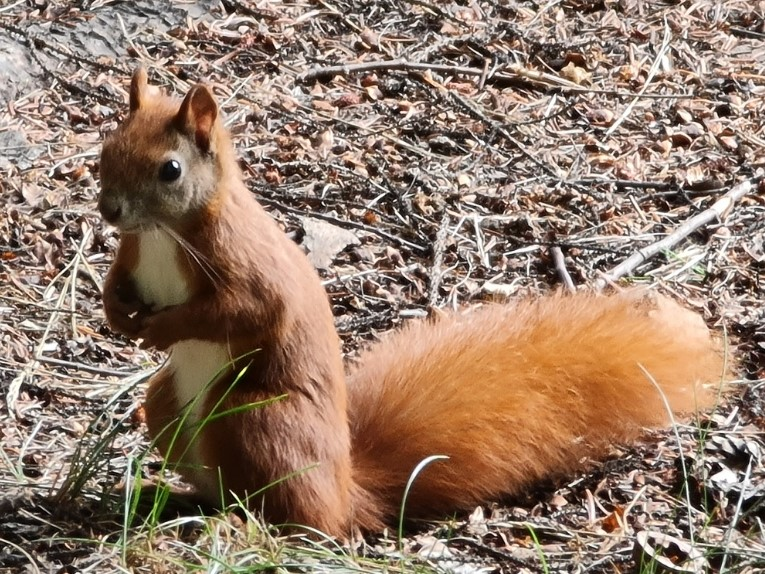
Veverka obecná (Sciurus vulgaris)
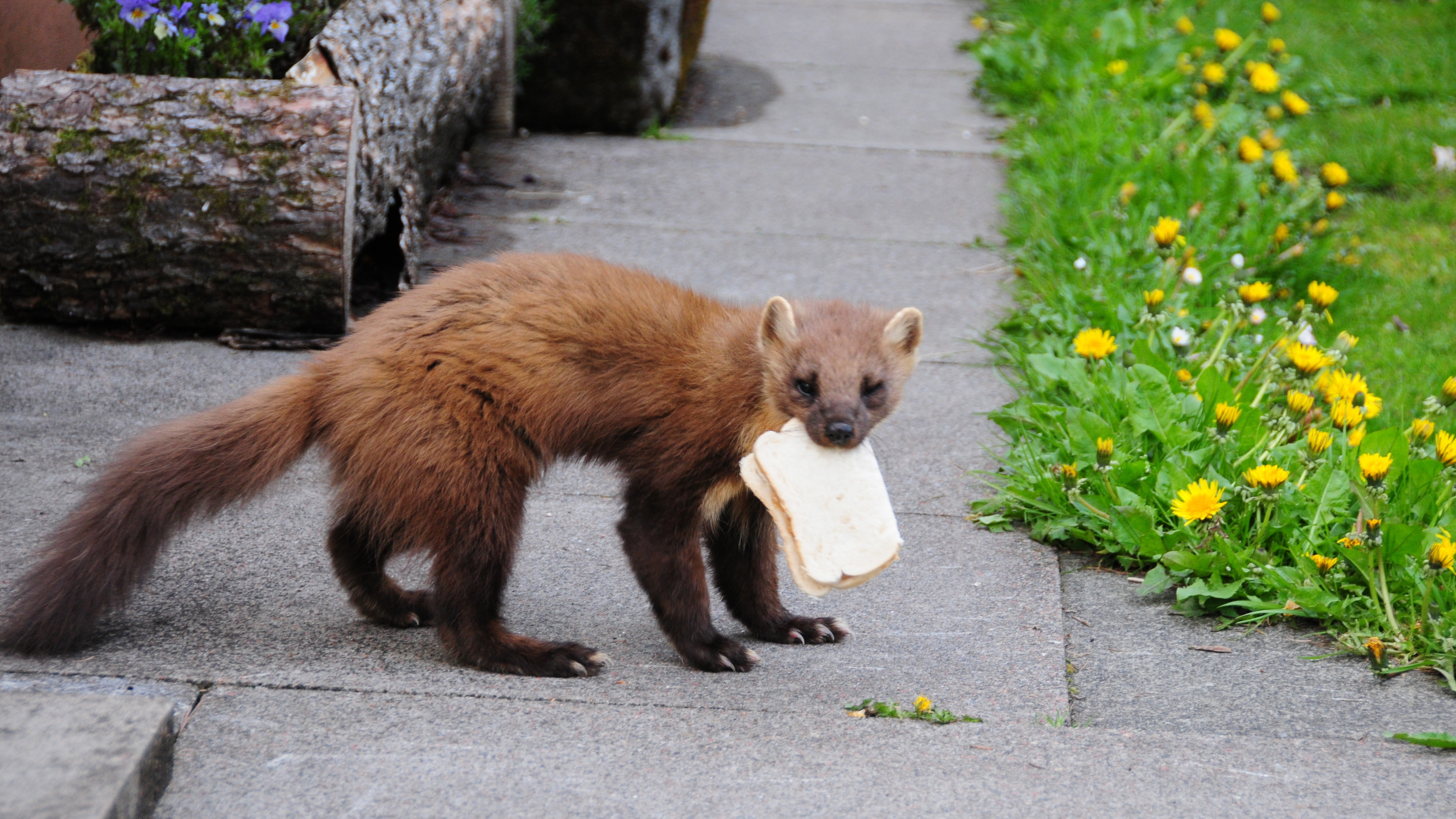
Kuna lesní (Martes martes)
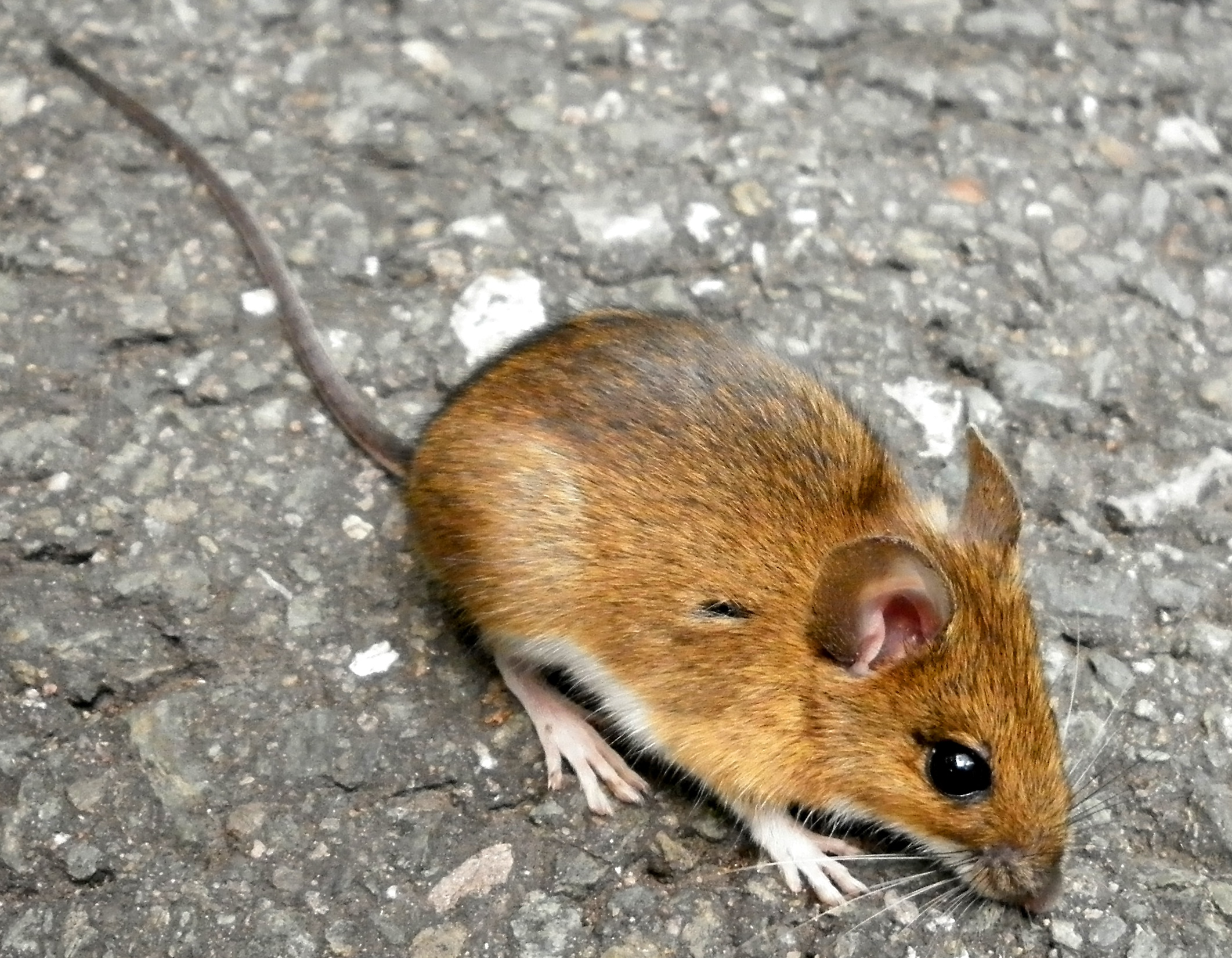
Myšice lesní (Apodemus flavicolis)
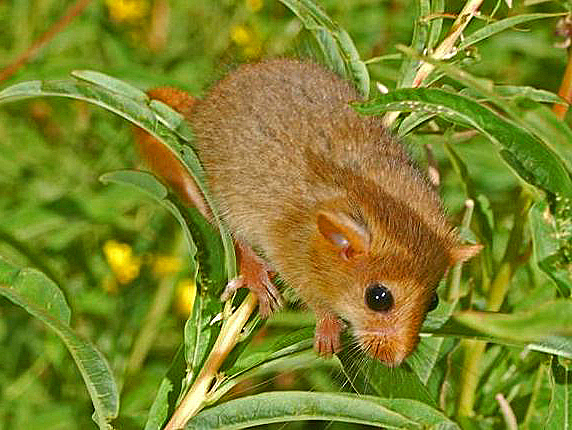
Plšík lískový (Muscardinus avellanarius)
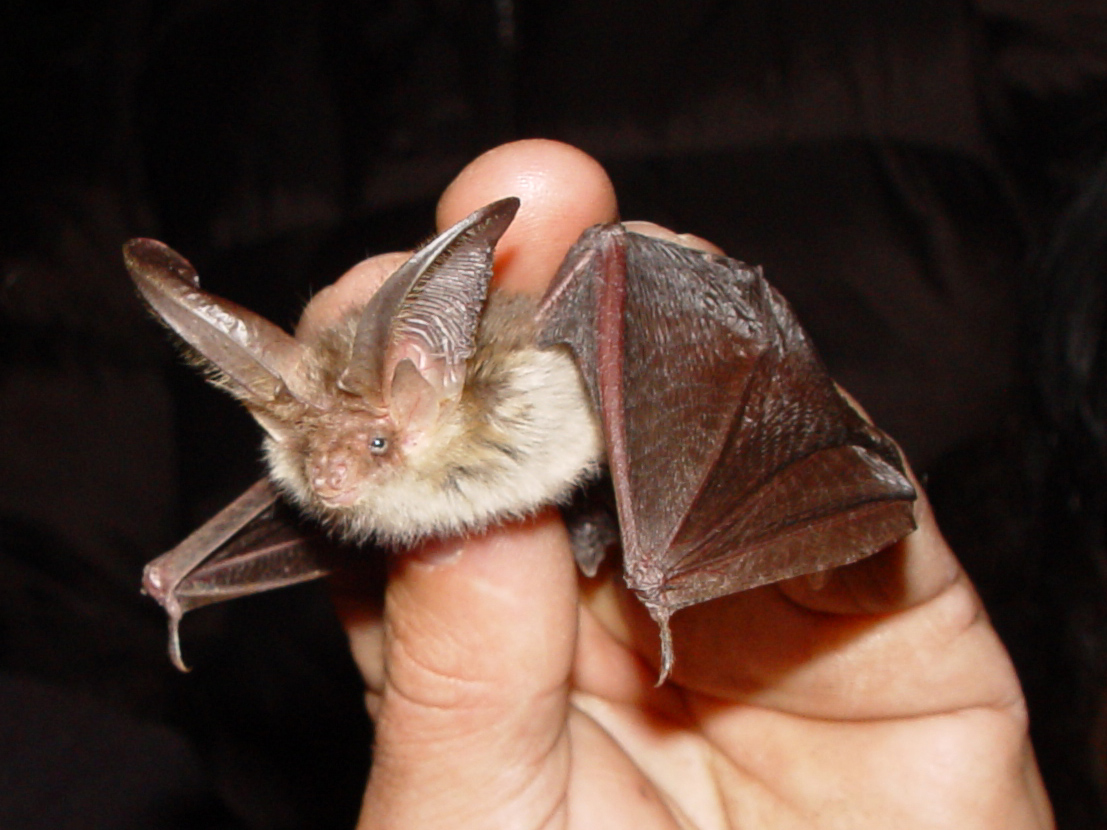
Netopýr ušatý (Pletocus auritus)
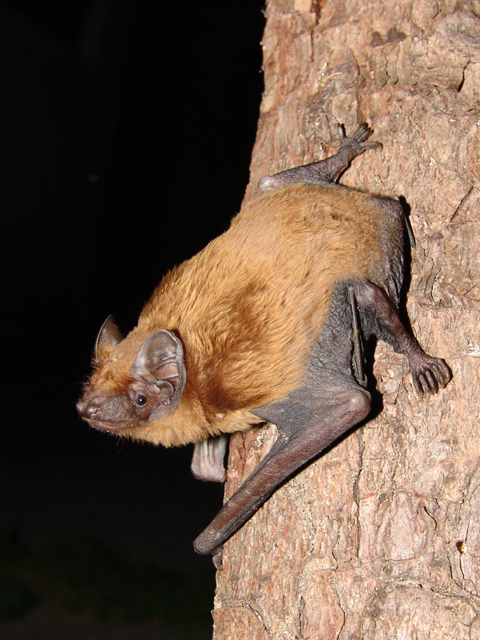
Netopýr rezavý (Nyctalus noctula)
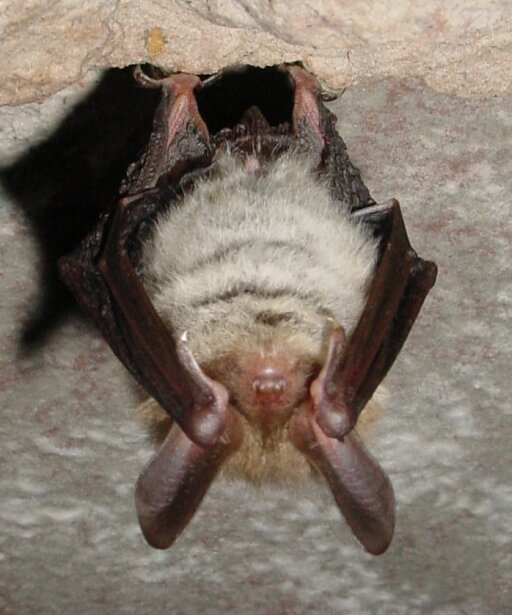
Netopýr velkouchý (Myotis bechsteini)
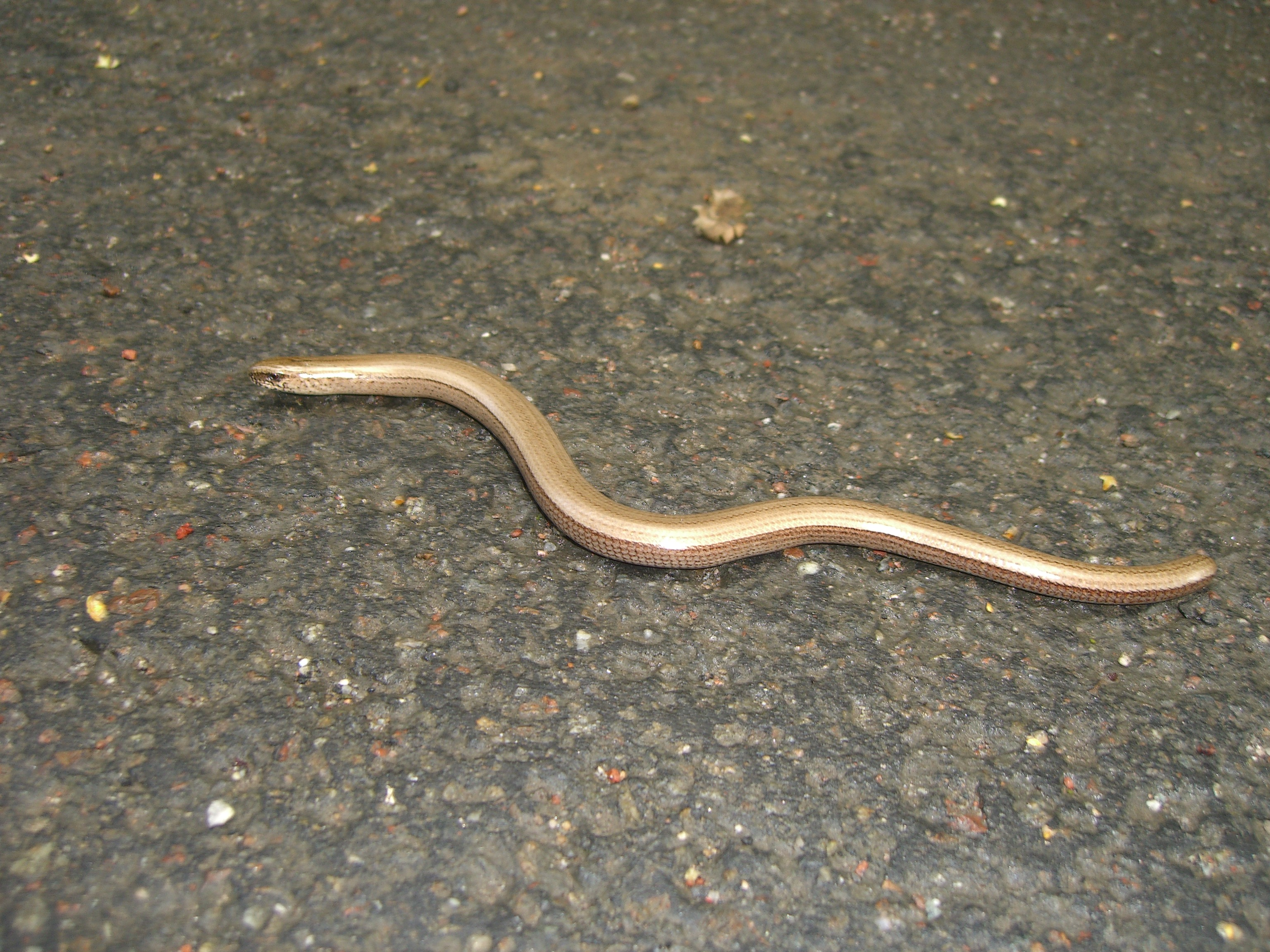
Slepýš křehký (Anguis fragilis)

Samovolný vznik dutin trvá mnoho let a tato doba se liší podle druhu dřeviny, ale pohybuje se většinou v řádu 80 až 200 let. Neexistuje způsob, jak uměle urychlit tvorbu starého doupného stromu osídleného všemi organizmy. Takové stromy vznikají desítky nebo stovky let a proces nelze nikterak „urychlit“. Takovéto stromy vznikají ale v dostatečném počtu jen v lesích ponechávaných přirozenému vývoji (jde o staré, odumírající nebo mrtvé stromy).

## Pověry a mýty
I přes pozitivní vliv mrtvého dřeva v přírodě přetrvávají o něm určité mýty a pověry:
- Není pravda, že starý či mrtvý strom je zdrojem houbových nákaz a škůdců napadajících ostatní zdravé stromy. Organismy žijící na mrtvém dřevě jsou na odumřelé dřevo vázány (a živé dřevo nenapadají). Organismy, které ale způsobují odumření živého stromu, na odumírajícím nebo mrtvém stromě nemohou žít (potřebují živé dřevo).[1]
- Není pravda, že starý nebo mrtvý strom může způsobit požár. Pokud leží, je většinou nasáklý vodou. Příčinami vzplanutí stromu je buď zásah bleskem, nebo lidská neopatrnost (např. vypalování dutin pod záminkou jejich úpravy; vznícení materiálu naházeného do dutin.)[1]
- Problematické tvrzení, že starý či mrtvý strom není hezký, naráží na subjektivitu estetického vnímání každého jednoho posuzovatele z řad laické veřejnosti.[1] Bizarní tvary mrtvého dřeva porostlého mechy a dalšími rostlinami mohou u někoho zvyšovat dojem „divokosti přírody“, zdání přirozenosti a starobylosti lesa v určitém místě, umocňovat potenciál „romantičnosti“ konkrétní lokality či splňovat představy o „pralese“. Jiní (houbařská a sběračská část veřejnosti) mohou vnímat dřevo ponechané v lese jako nepořádek, překážky v pohybu volným terénem a volat po „vyčištění“ lesa.[3]
- Nejednoznačné je i konstatování, že starý či mrtvý strom má místo jen ve volné krajině a v městské zeleni by se měly vyskytovat jen mladé a tudíž dekorativní dřeviny. Důsledné prosazování tohoto jednostranného „urbanistického pohledu“ by mohlo vést k situaci, že se město stane jenom místem s líbivou, avšak mrtvou zelenou kulisou.[1]
- S předchozím pohledem souvisí i další mylné tvrzení, že starý či mrtvý strom je odpad, který se musí z lesa odklidit.[1] Z výše uvedených ekologických a přírodovědných přínosů ovšem plyne pravý opak a i zde je třeba brát v potaz individuální estetické preference každého jednoho posuzovatele.[zdroj?]
- Neobstojí ani tvrzení, že starý či mrtvý strom je problematický a nebezpečný pro okolí. Tento pohled může pramenit z obav o ohrožení lidského života pádem stromu, ale v ostatních případech možného ohrožení člověka či zvěře mrtvým dřevem lze vážné nebezpečí eliminovat včasným odborným dřevařským zásahem.[1]

Mrtvé dřevo v Bělověžském pralese v Polsku
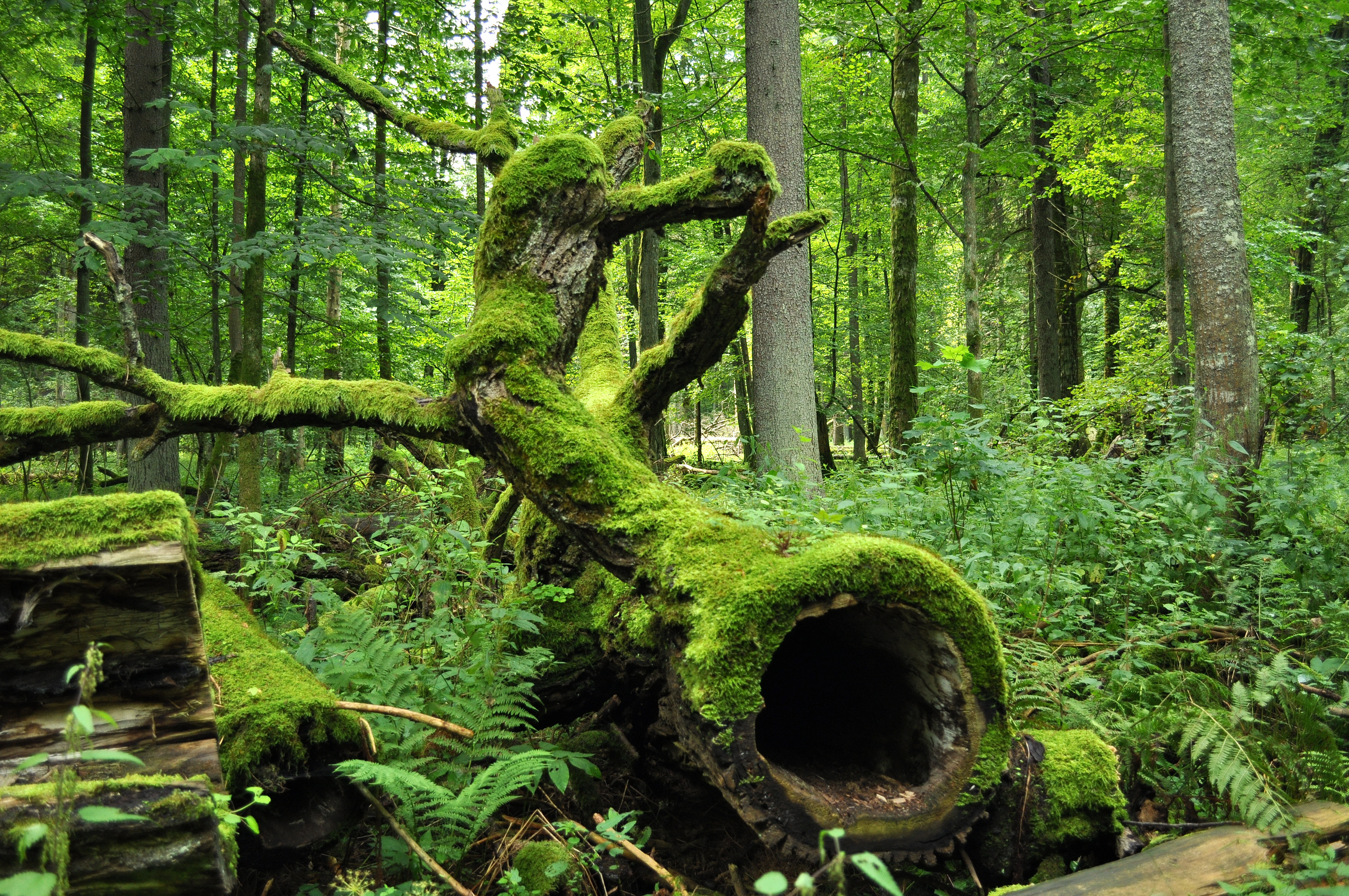
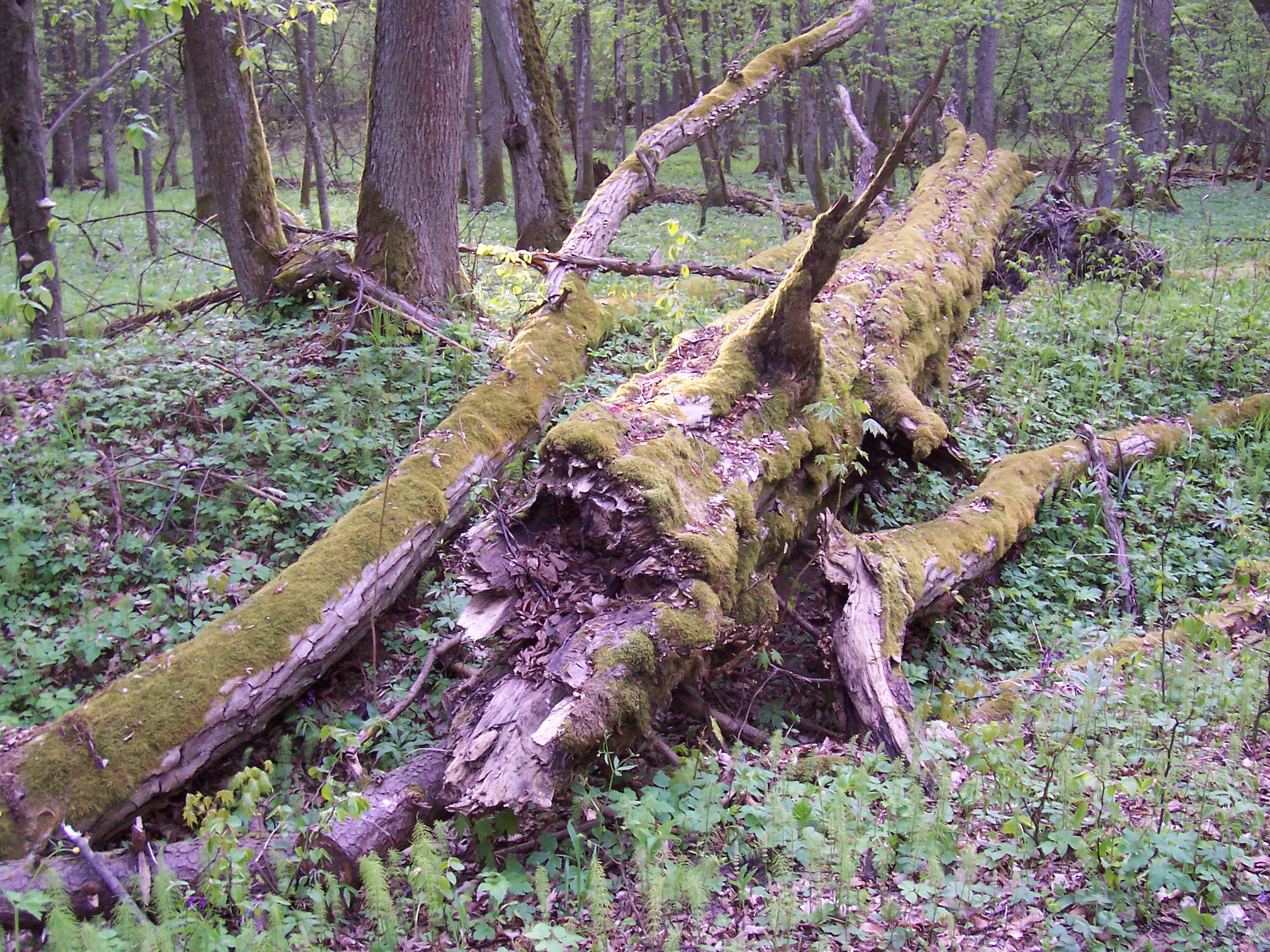
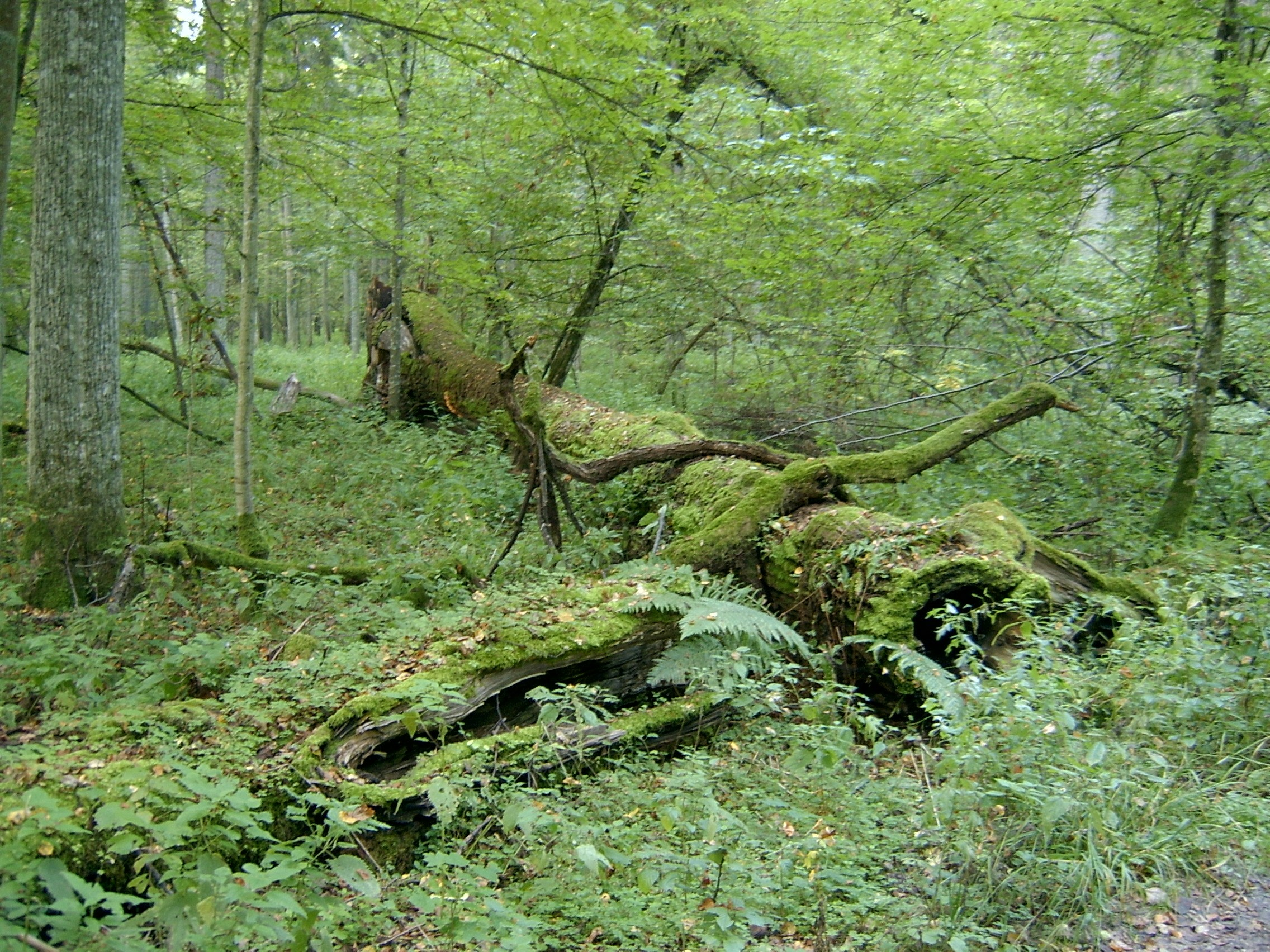
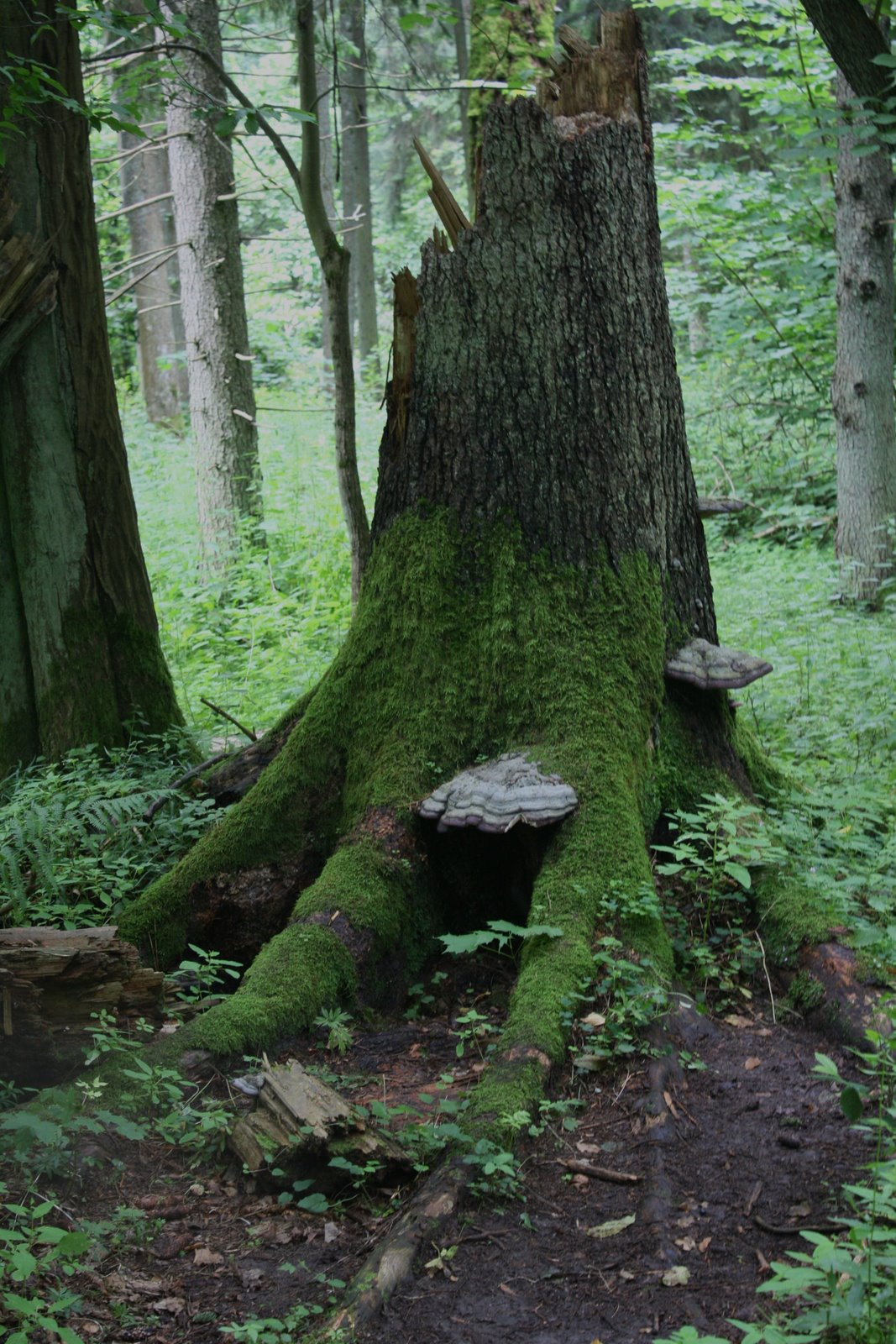

## Management mrtvého dřeva
V lesních majetcích s certifikací Forest Stewardship Council (FSC) probíhá určitá forma managementu mrtvého dřeva, ale obecně v systému lesního hospodaření si management mrtvého dřeva v hospodářských lesích teprve postupně hledá svoji pozici. Vědecké poznatky ohledně vlivu kvalitativních parametrů mrtvého dřeva na biodiverzitu lesů tomu v posledních letech silně napomáhají. Metodika „mrtvého dřeva“ má v hospodářských lesích jejich vlastníkům a uživatelům dát soubor praktických doporučení ohledně ponechávání části dřevní hmoty k zetlení. Dokument představuje, srovnává a navrhuje nejvhodnější metodické principy možných způsobů navyšování objemu mrtvého dřeva v hospodářských lesích. Zároveň jsou popsaná praktická doporučení použitelná při tvorbách plánů péče v chráněných krajinných oblastech (CHKO) a při sestavování souhrnů doporučených opatření pro evropsky významné lokality.

Mrtvé dřevo v přírodních parcích, rezervacích, lesoparcích, ...
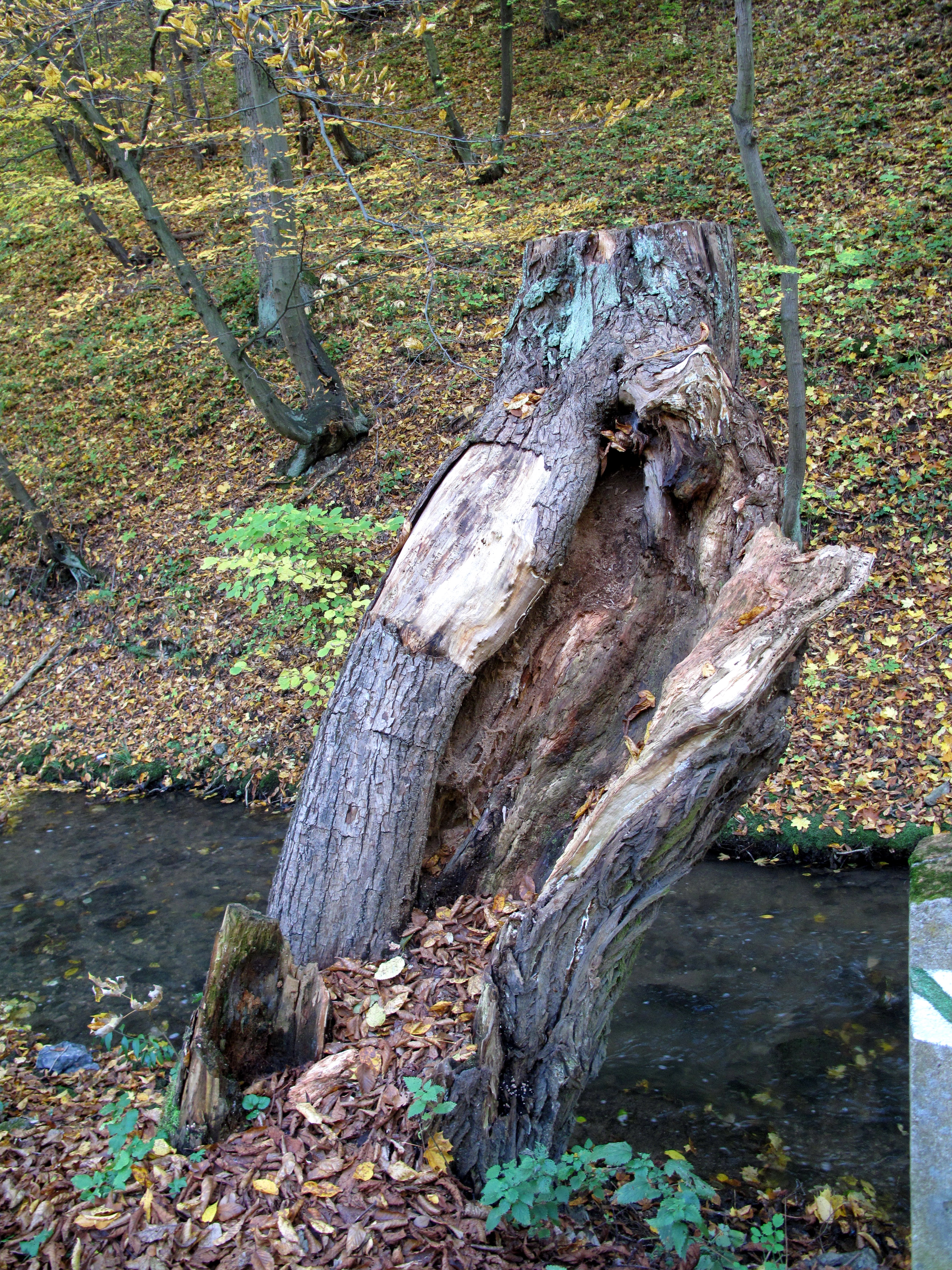
Mrtvé dřevo v přírodním parku Prokopské a Dalejské údolí v Praze
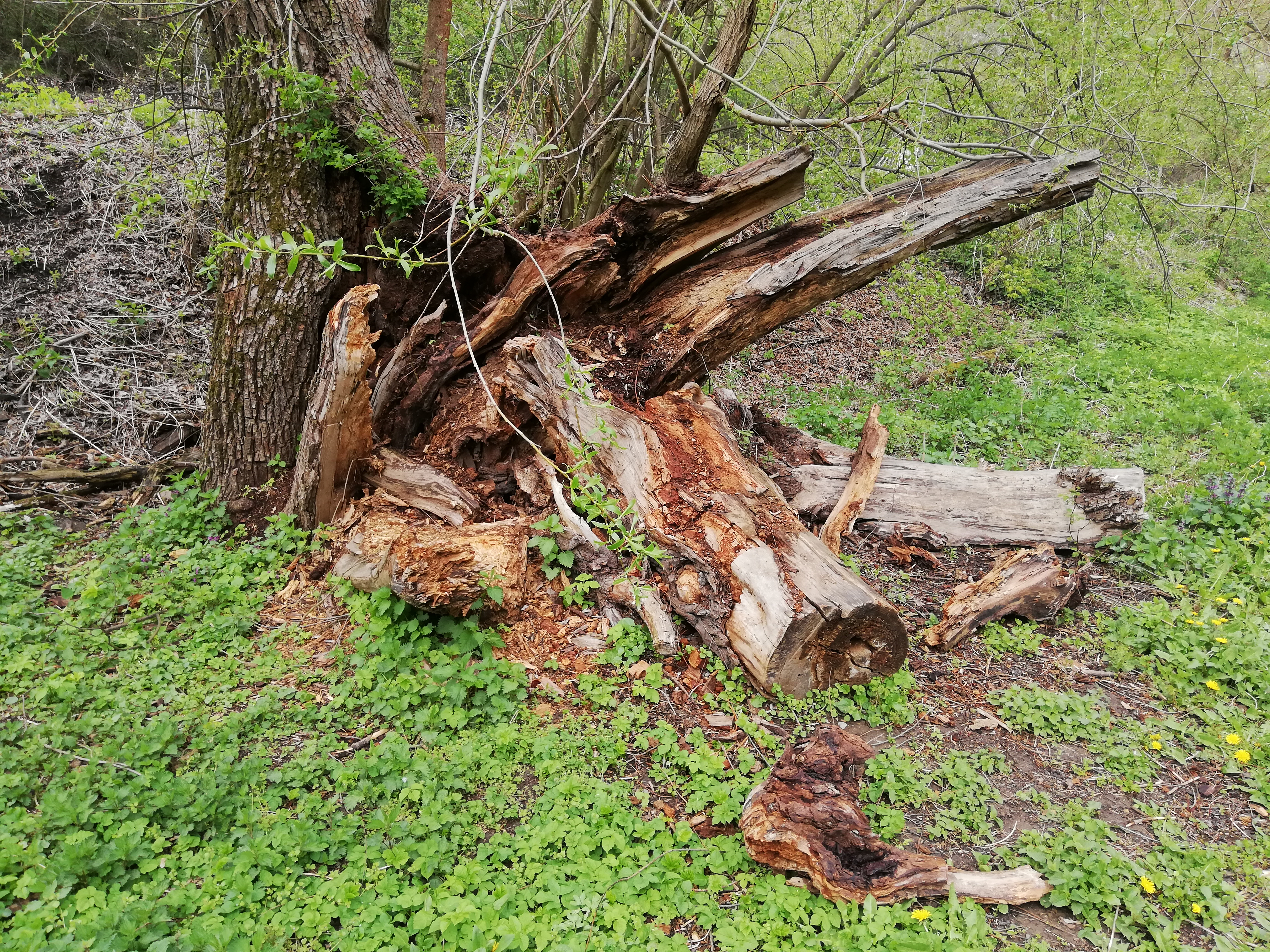
Mrtvé dřevo v pražské přírodní rezervaci Prokopské údolí
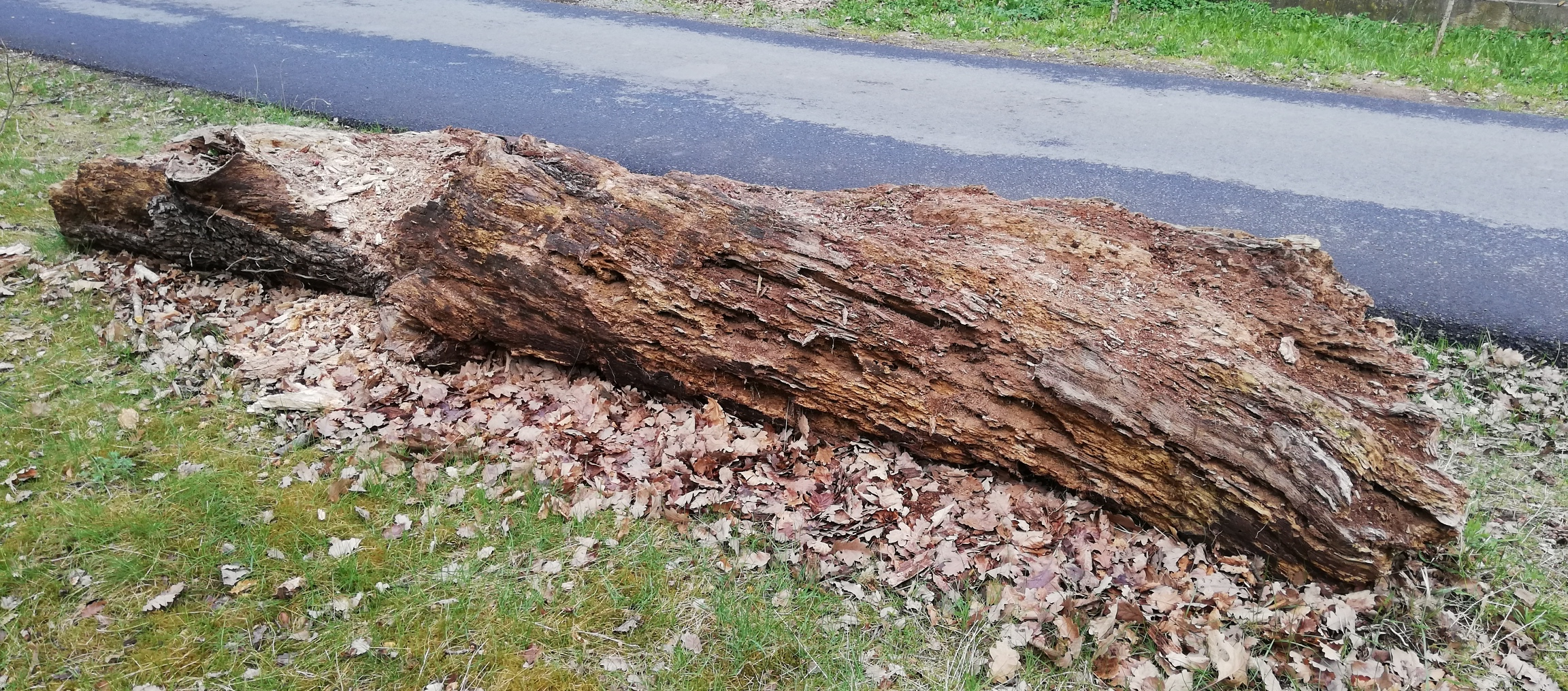
Mrtvé dřevo v pražském Purkrabském háji (severně od přírodní rezervace Divoká Šárka) při jižním okraji Nebušic
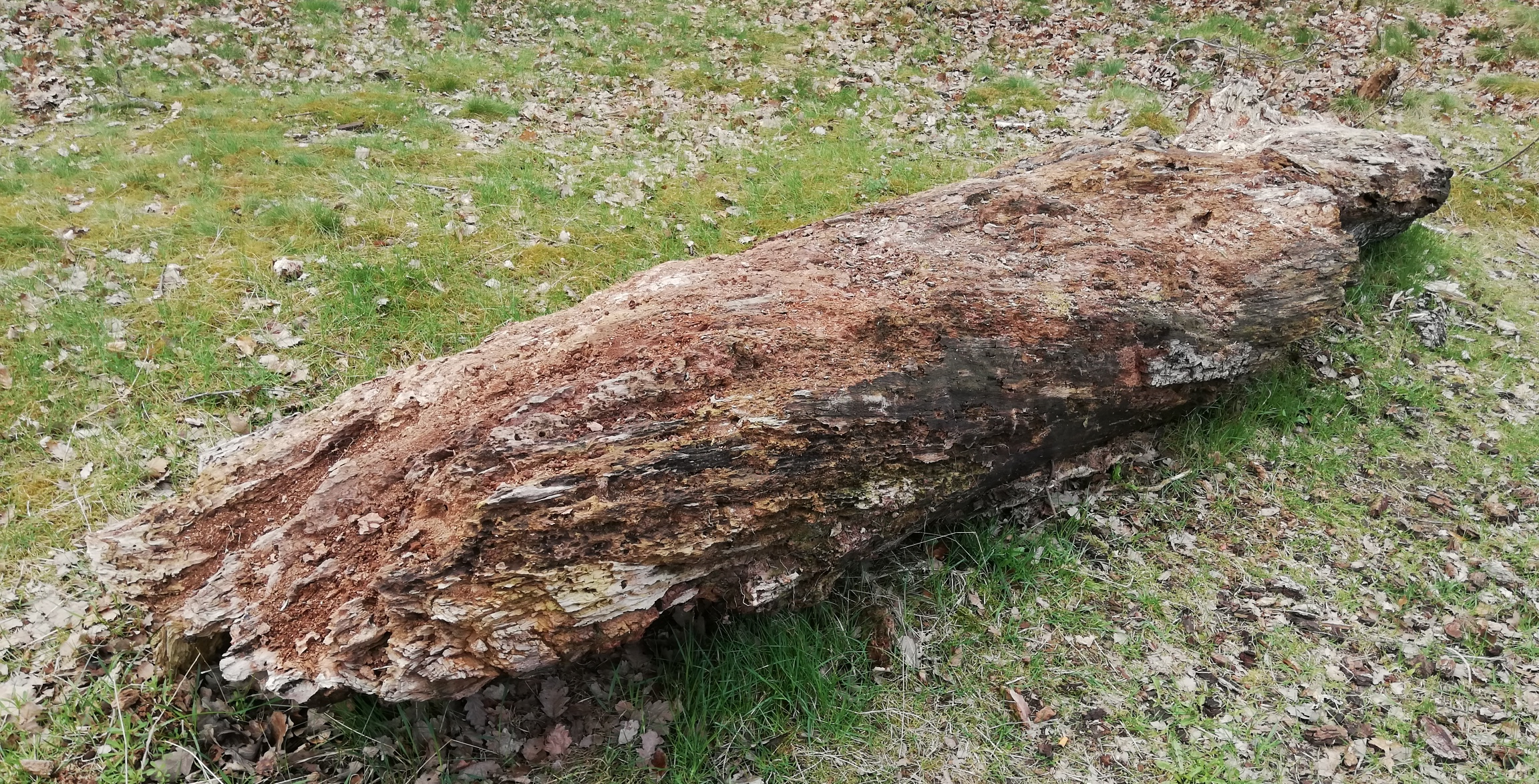
Mrtvé dřevo v pražském Purkrabském háji (severně od přírodní rezervace Divoká Šárka) při jižním okraji Nebušic
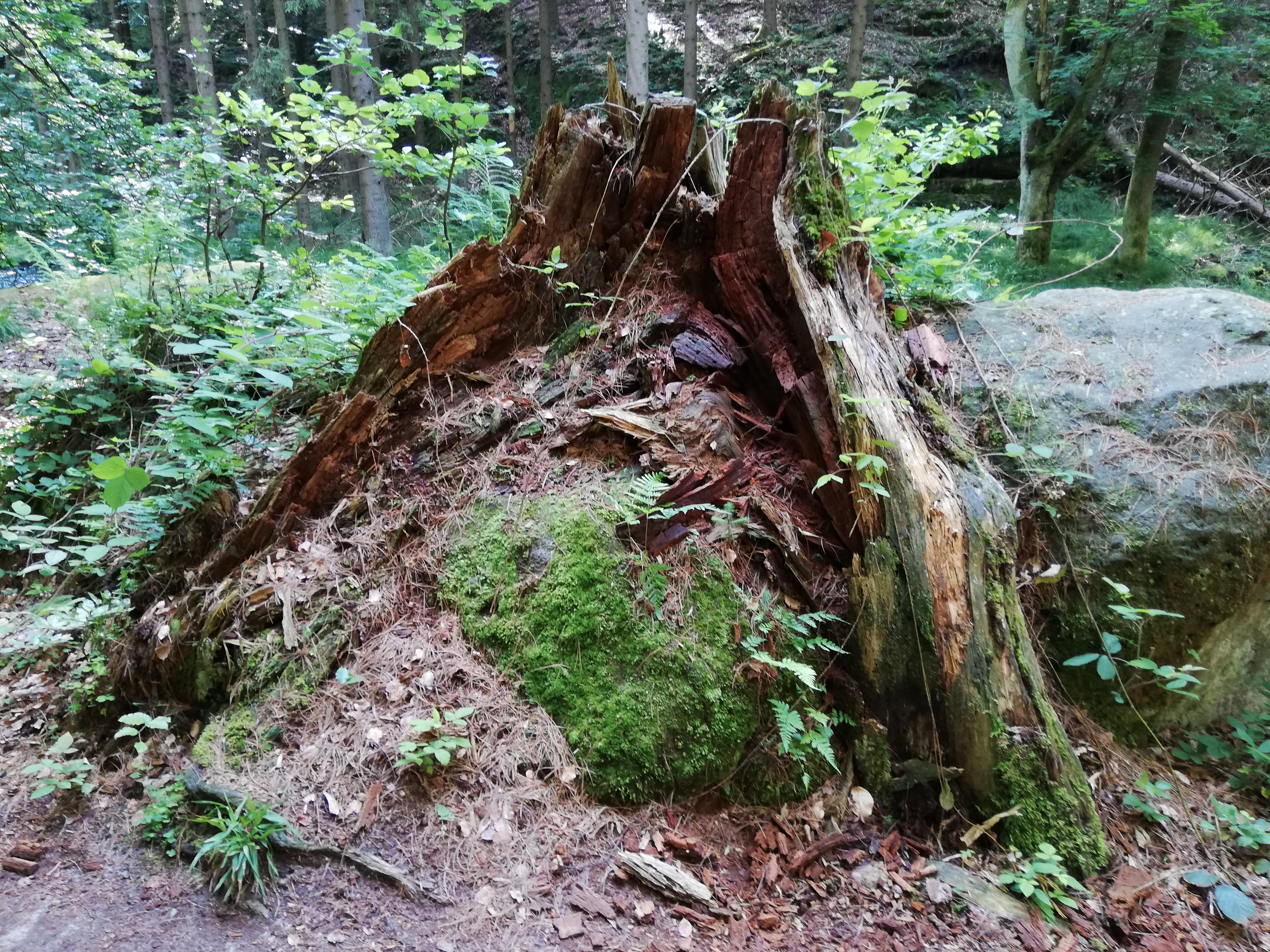
Mrtvé dřevo kolem říčky Chřibská Kamenice v chráněné krajinné oblasti Labské pískovce v přírodní rezervaci Pavlínino údolí
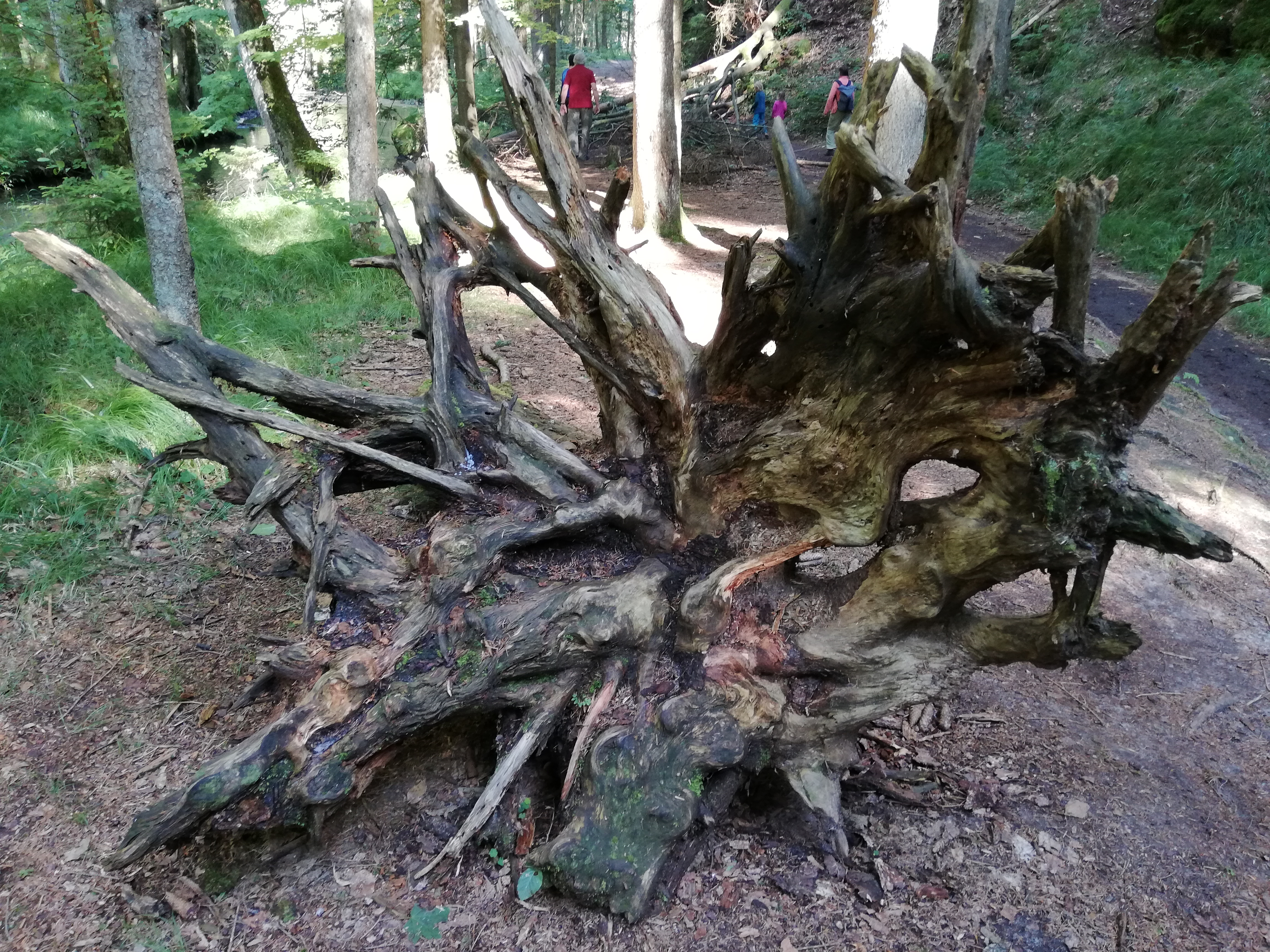
Mrtvé dřevo kolem říčky Chřibská Kamenice v chráněné krajinné oblasti Labské pískovce v přírodní rezervaci Pavlínino údolí

## Doporučení
Všechny lesnicky rozvinuté evropské země řeší obdobný problém s nízkým podílem ponechávaného dřeva a starých stromů v hospodářských lesích. To ostře kontrastuje s faktem, že 30 až 50 % všech lesních organismů je vázáno na mrtvé dřevo a tudíž staré odumřelé stromy hrají důležitou roli v rozmanitosti lesa, jeho biodiverzitě a zároveň jsou i důležité pro vodní ekosystémy potoků, řek, jezer a moří. Nízký podíl mrtvého dřeva v hospodářských lesích implikuje ve svém důsledku vymizení na mrtvé dřevo vázaných skupin organismů z lesa a následně pokles biologické diverzity.
V praxi existuje sada doporučení, jak se chovat k odumírajícím stromům a mrtvému dřevu:
- Do lesních hospodářských plánů (LHP) či lesních hospodářských osnov (LHO) zapracovat požadavek na ponechání starých, odumírajících či odumřelých stromů v lesích.[2]
- Ve zvláště chráněných oblastech pokud možno nechat na místě všechno dřevo z vývratů po vichřicích, zlomů nebo z jejich částí.[2]
- Při těžbě dřeva hospodářských lesích kácet „metodou vysokých pařezů“ a ponechat na místě těžby část dřeva – kmenů samovolnému rozpadu.[2]
- Ve městech rostoucí stromy ošetřovat včas a odborně.[zdroj?]
- Nelikvidovat nepotřebné dřevo – odvézt ho na vhodné místo a zabránit tak likvidaci organismů na něj vázaných.[zdroj?]
- Odstraňovat pařezy jen z důvodů jiných než pouze estetických.[zdroj?]
- Po vymýcení lesa (před vysazením nových stromů) neorat lesní půdu, zbylou dřevní hmotu neštěpkovat a neprovádět frézování pařezů.[1]

Mrtvé dřevo v šumavských lesích v okolí Kvildy
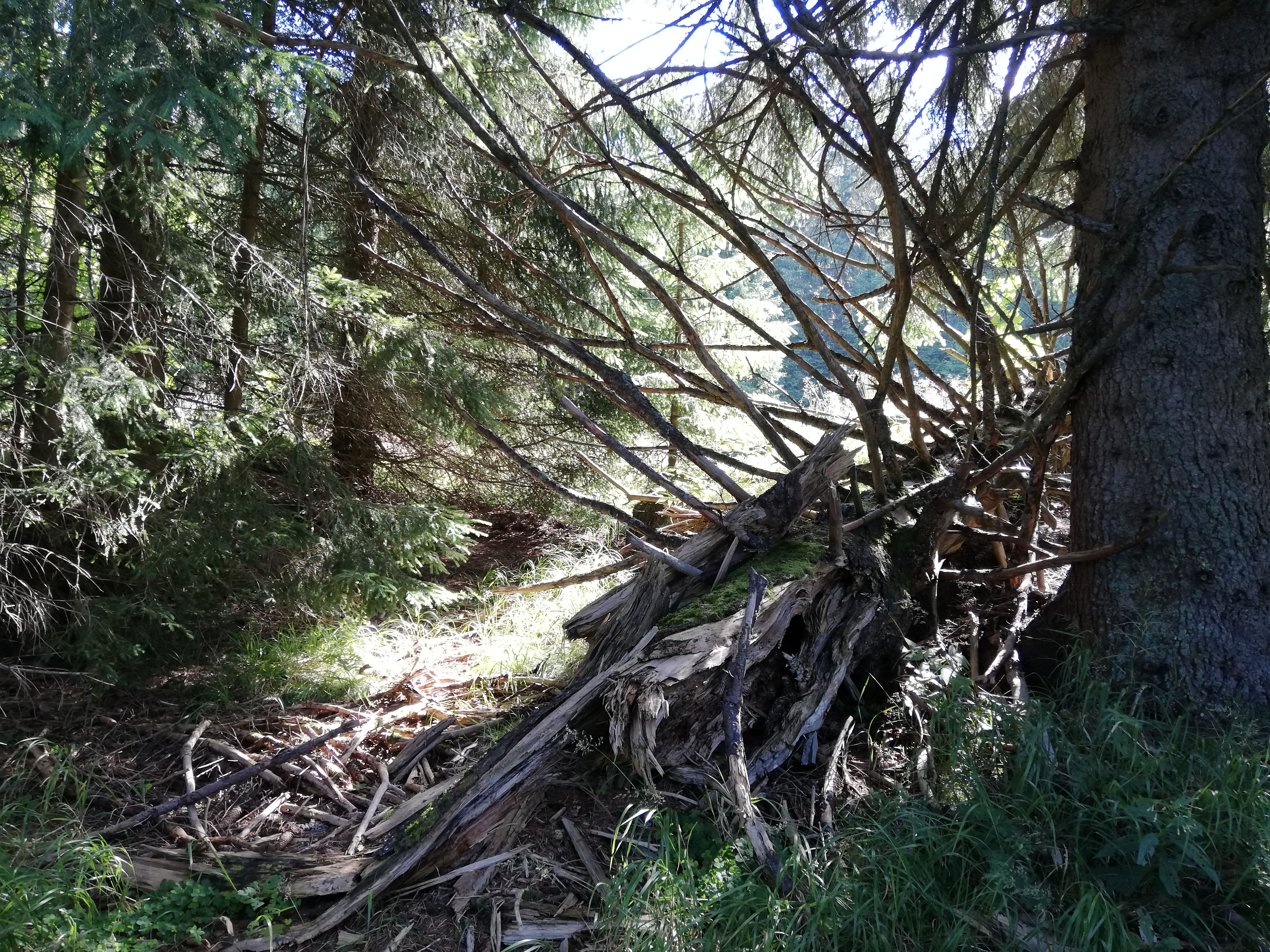
„Kostra“ padlého stromu na „Nelesní cestě“
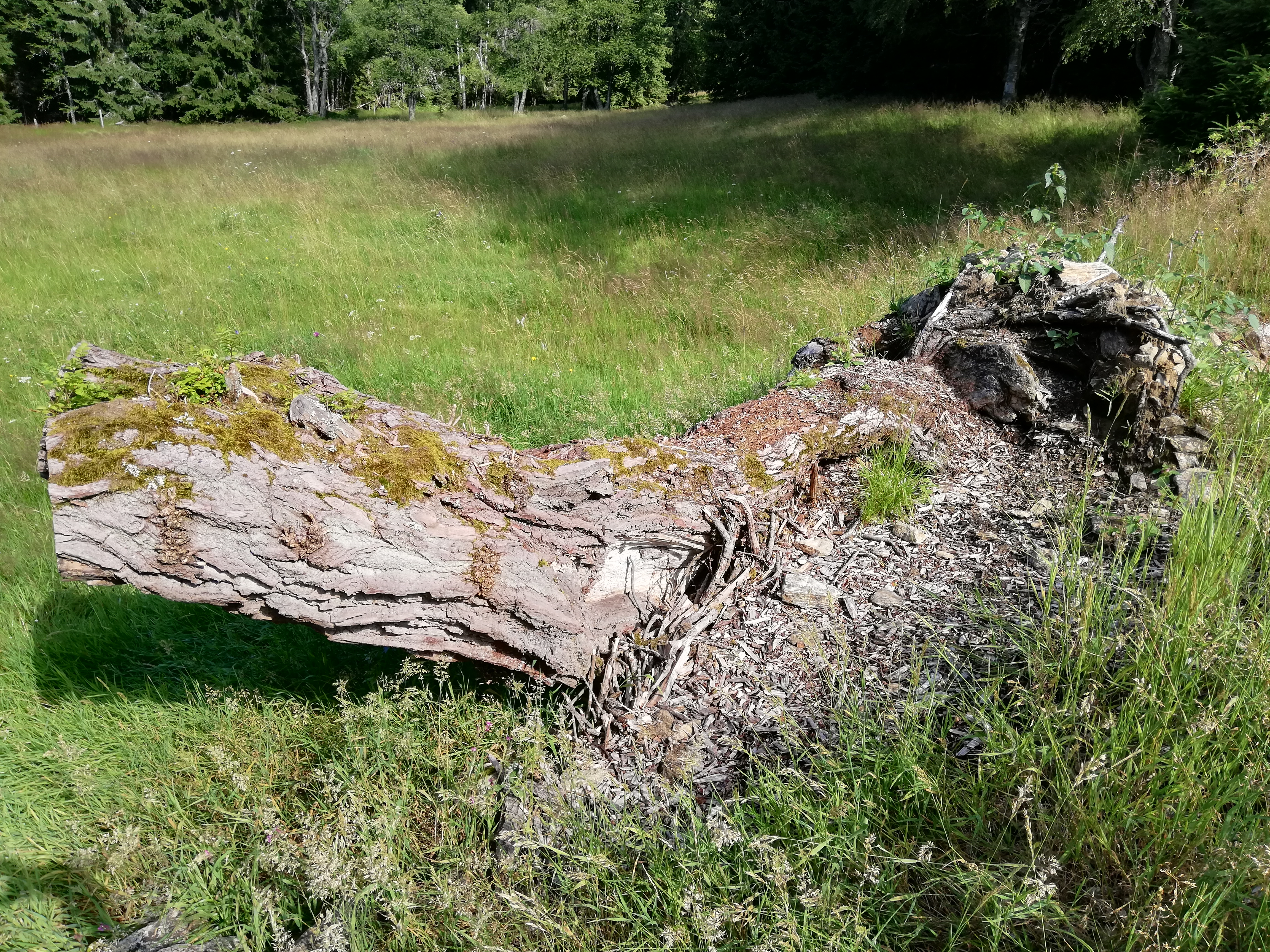
Rozkládající se část ležícího kmene na „Nelesní cestě“
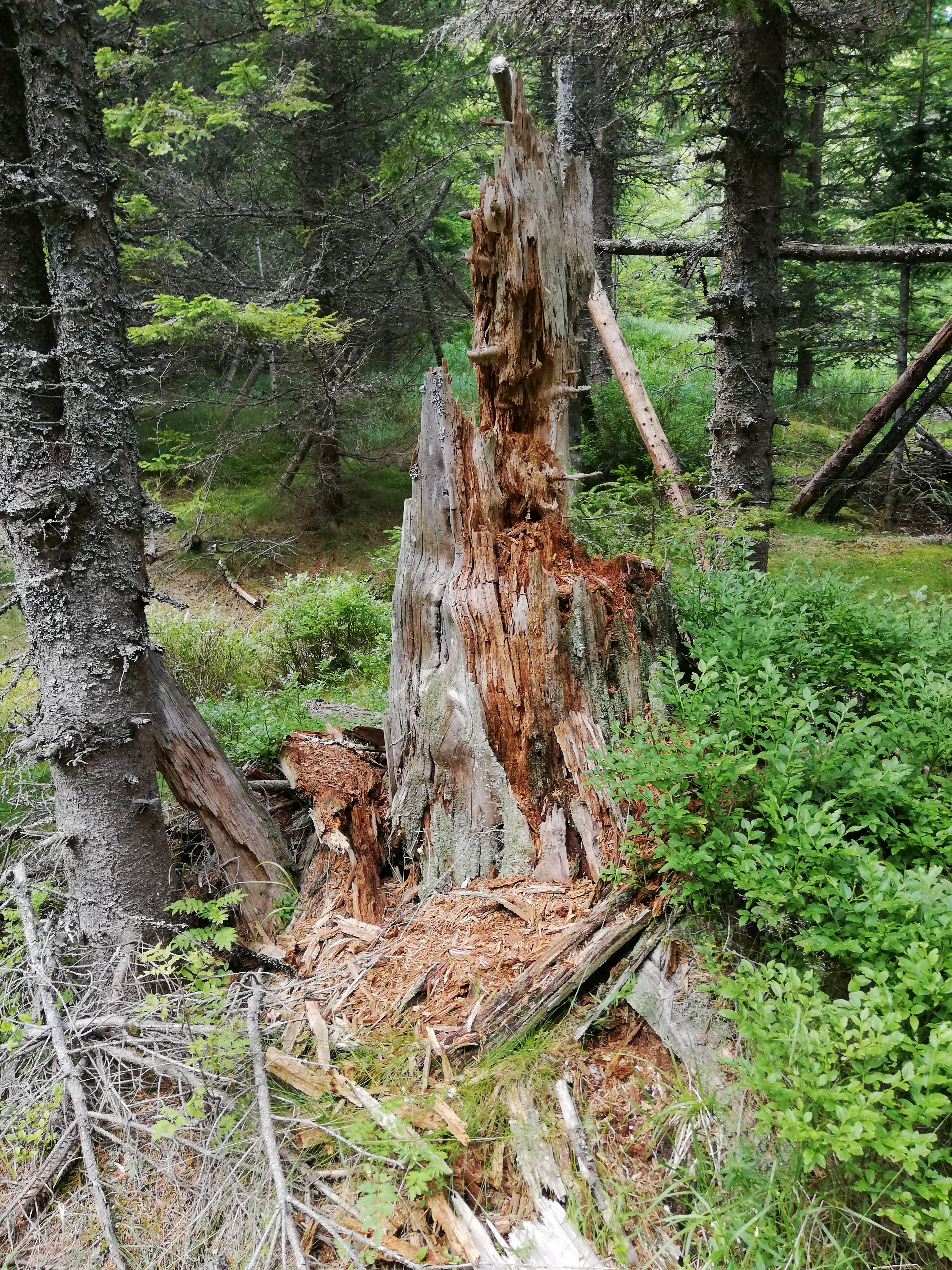
Rozehnilý pařez u žlutě značené turistické cesty k „Vilémovské školce“
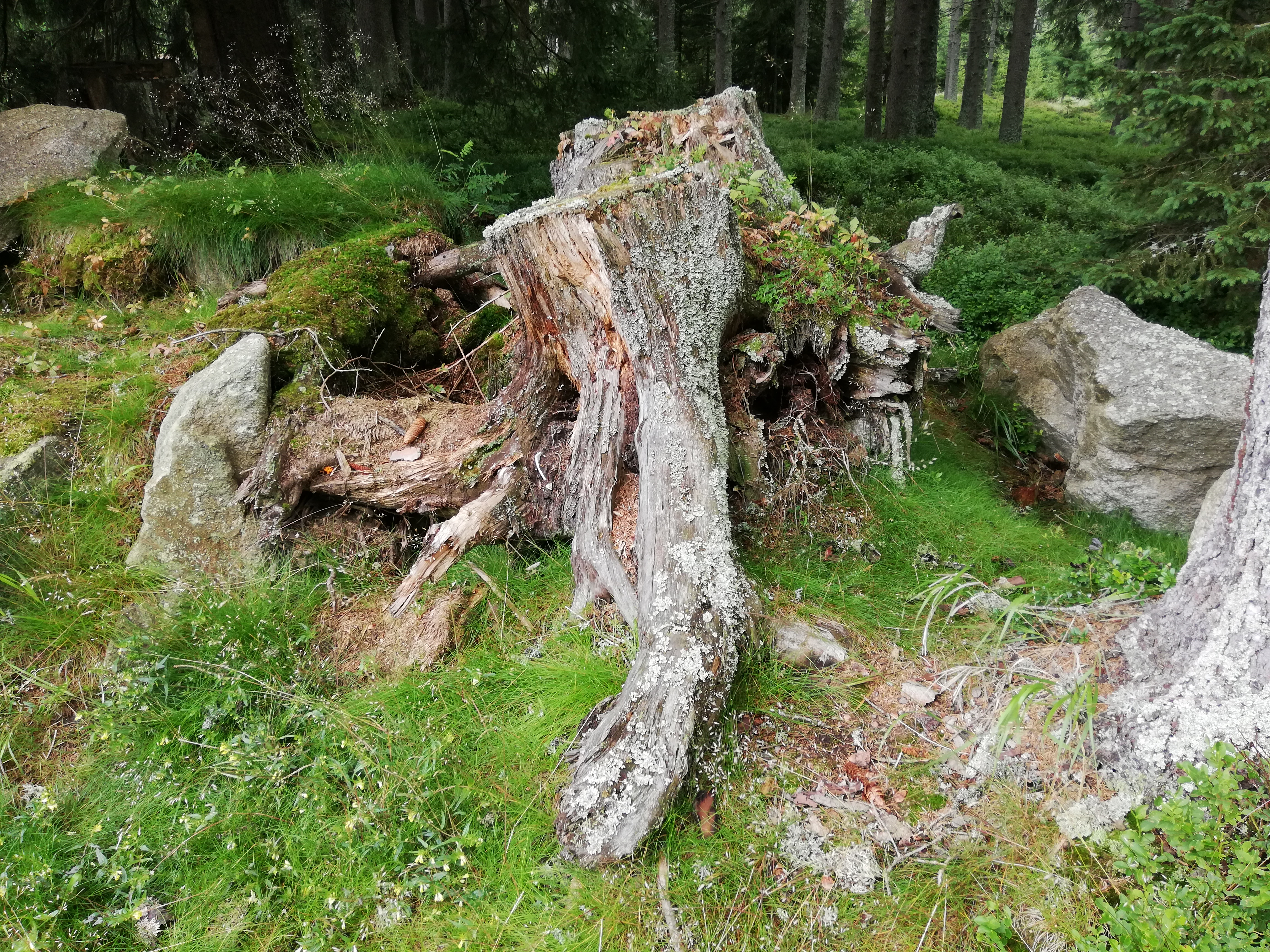
Trouchnivějící pařez na „Tetřeví“ lesní cestě
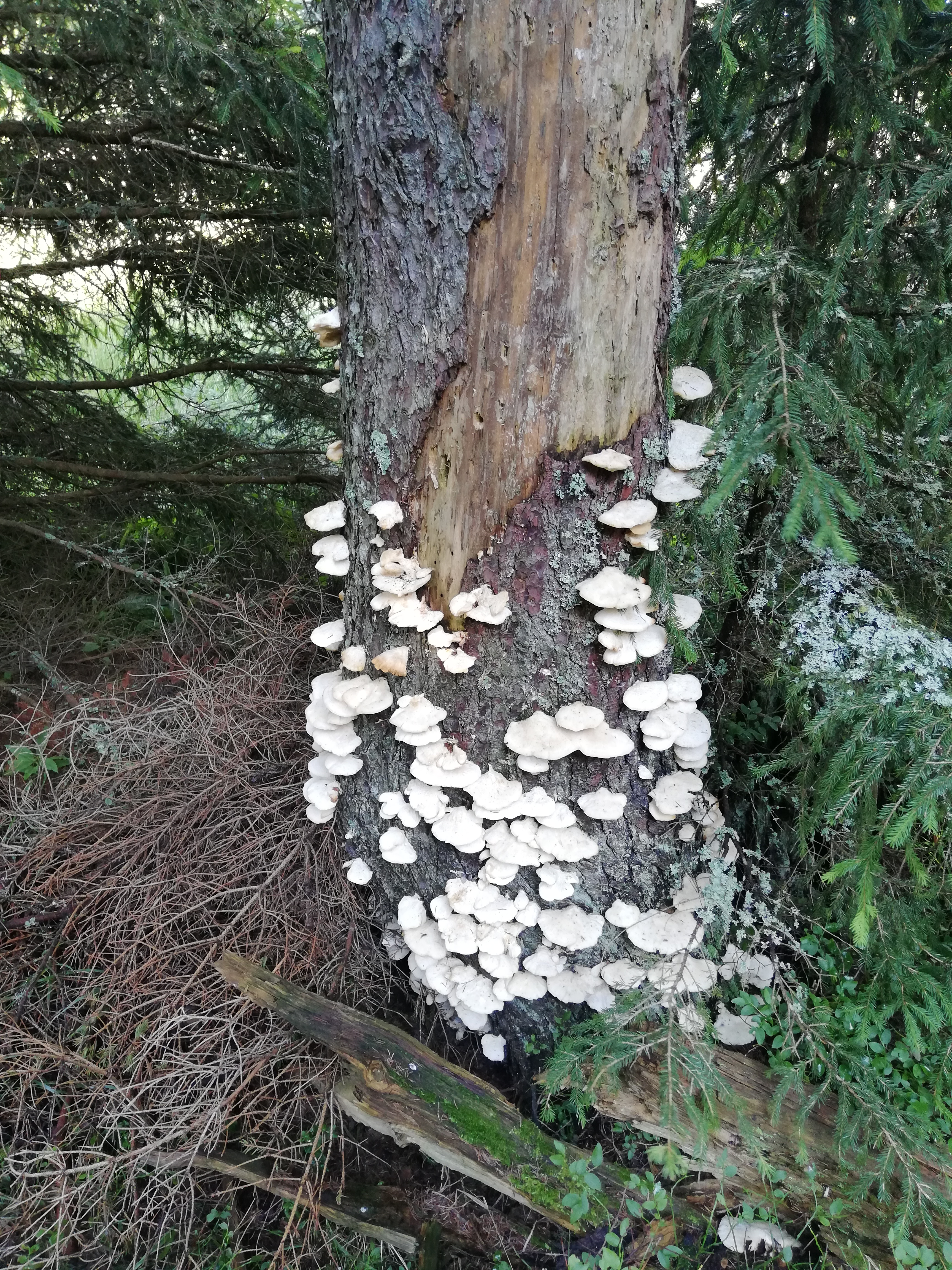
Houbou napadený stojící zbytek kmene u asfaltové cesty k „pramenům Vltavy“

## Mrtvé dřevo v sadu a na zahradě
Navzdory estetickému vnímání se doporučuje uschlé keře, větve nebo stromy či odumřelé kmeny ze zahrady překotně neodstraňovat. Obdobně jako v lese je i mrtvé dřevo na zahradě součástí přírodního koloběhu a jeho přirozený rozklad pomůže k životu jiným organismům. Paradoxně jsou staré a mrtvé stromy pro druhovou pestrost (biodiverzitu) zahrady dokonce i významnější než stromy mladé a živé. Divočejší pojetí zahrady (bez dokonalého trávníku a upravených záhonů) podpoří (na vyhrazeném místě pozemku) vykotlaný strom nebo jeho torzo, trouchnivějící dřevo, hromada větví, starý kmen, několik dřevěných špalků či pařez. Také lze mrtvé dřevo zakomponovat do stávajících trvalkových záhonů jako určité estetické zpestření. V zahradě či v sadu ponechané staré stromy lze upravit do formy nikoho neohrožujícího „bezpečného torza“. I takto upravené mrtvé dřevo poskytne prostor pro hmyz nebo k hnízdění ptáků. Oproti stojícímu má ležící mrtvé dřevo výhodu ve zvýšeném kontaktu s půdou a může tak hostit jiné organismy. V okolí vyšších nebo i nízkých pařezů (jsou jistým mezistupněm mez stojícím a ležícím mrtvým dřevem) může časem vzniknout malý ekosystém. Svoji cenu mají i vykopané pařezy, které se doporučuje ponechat volně v zahradě k podpoření její biodiverzity.

## Výzkum zveřejněný v roce 2021
Rozklad mrtvého dřeva spojený s recyklací v něm obsažených živin patří v lesích na Zemi k nejdůležitějším procesům. Podle závěrů (zveřejněných v časopise Nature) tři roky trvající mezinárodní studie, na které se účastnilo 50 výzkumných skupin z celého světa (za Českou republiku to byl Mikrobiologický ústav Akademie věd) bylo konstatováno, že v různých fázích rozkládající se mrtvé dřevo ročně na naší planetě uvolní stejné množství oxidu uhličitého (kysličníku uhličitého, CO2) jako zhruba odpovídá celosvětovým emisím vzniklým ze spalování fosilních paliv. Je to dáno tím, že živé stromy pohlcují značné množství CO2 z atmosféry a ukládají jej do půdy (plní tím důležitou roli v ochraně klimatu), zatímco ty mrtvé naopak CO2 do atmosféry při svém rozkladu vypouštějí. Experimentální data umožnila modelovat roli mrtvého dřeva v globálním koloběhu uhlíku. Ročně se z mrtvého dřeva uvolní celosvětově přibližně 10,9 gigatun uhlíku z čehož se část absorbuje do půdy a další jeho část se uvolňuje do atmosféry.
Experiment sledoval, jak se na rozkladu dřevo podílí hmyz, zahrnoval 55 lokalit na šesti kontinentech, kde bylo testováno více než 140 druhů stromů. Cílem pokusů bylo posouzení vlivu klimatu na rychlost rozkladu. K polovině dřeva byl znemožněn přístup hmyzu (dřevo bylo uzavřena do síťových klecí), zatímco zbylá polovina dřevní hmoty byla ponechána bez „protihmyzí ochrany“. Tato metoda umožnila kvantifikovat podíl hmyzu na rozkladu dřeva. Vědci se museli během tříletého experimentu naučit používat důmyslná opatření na ochranu některých oblastí před slony nebo se vyrovnat se situací, kdy jedna oblast byla zničena v důsledku lesního požáru a musela být rekonstruována, zatímco jiná oblast, kde probíhalo měření, byla zaplavena.
Závěr měření potvrdil, že rychlost rozkladu a podíl hmyzu závisí na klimatu a s rostoucí teplotou se zvyšují. Zároveň bylo empiricky dokázáno, že vyšší množství srážek urychluje rozklad dřeva v teplejších oblastech a zpomaluje jej naopak tam, kde panují nižší teploty. Studie navíc podtrhla význam hub a hmyzu při obratu (recyklaci) mrtvého dřeva. Globální změny klimatu vedoucí k poklesu rozmanitosti hmyzích druhů významně ovlivňují rozklad dřeva a tím i globální bilanci uhlíku.